# Умершие в апреле 2025 года
Это список известных людей, соответствующих установленным критериям значимости (см. Википедия:Критерии значимости персоналий), умерших в апреле 2025 года.
Причина смерти указывается лишь в исключительных случаях (убийство, самоубийство, гибель в результате военных действий, смертная казнь, ДТП или несчастные случаи). В остальных случаях — не указывается.

## 30 апреля

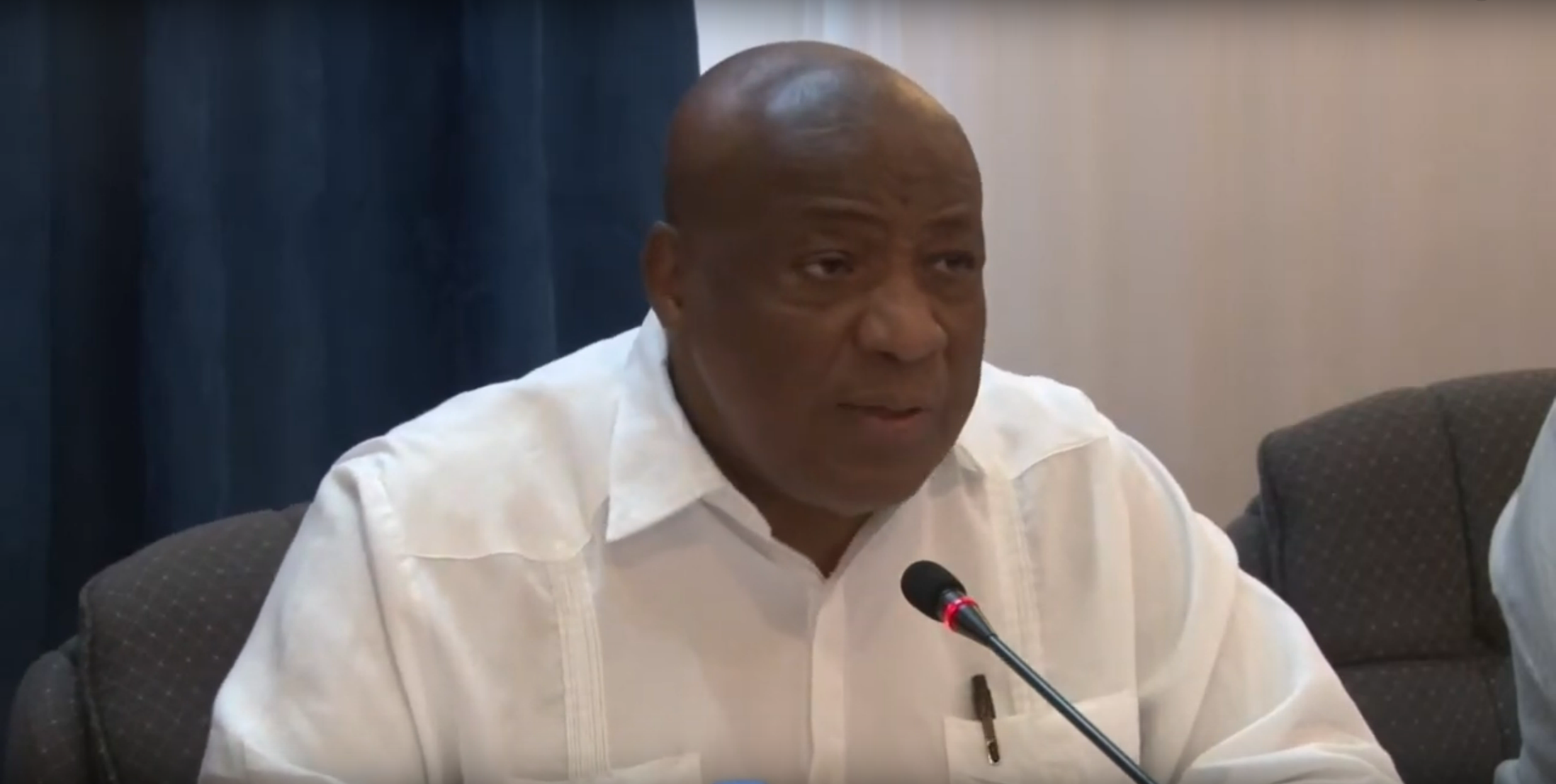
Жюль Вейденбос

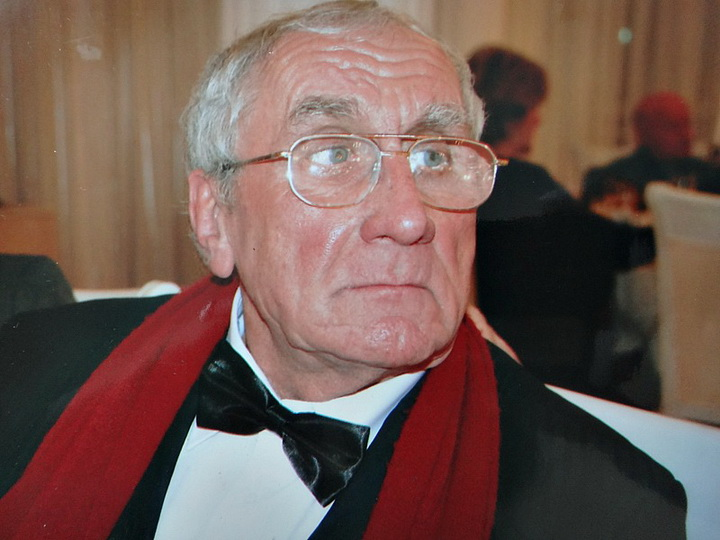
Рафис Исмайлов

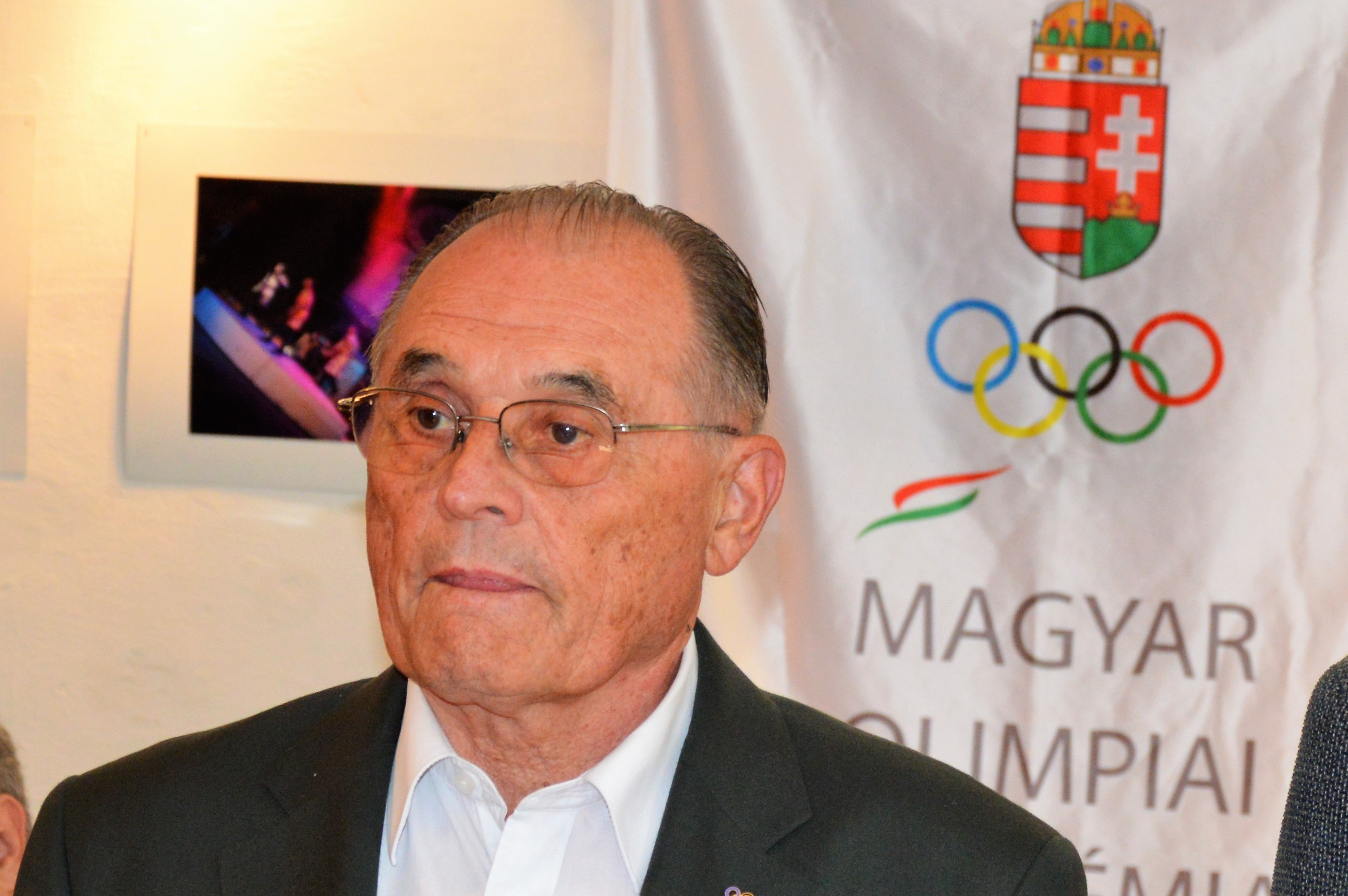
Ференц Мохачи

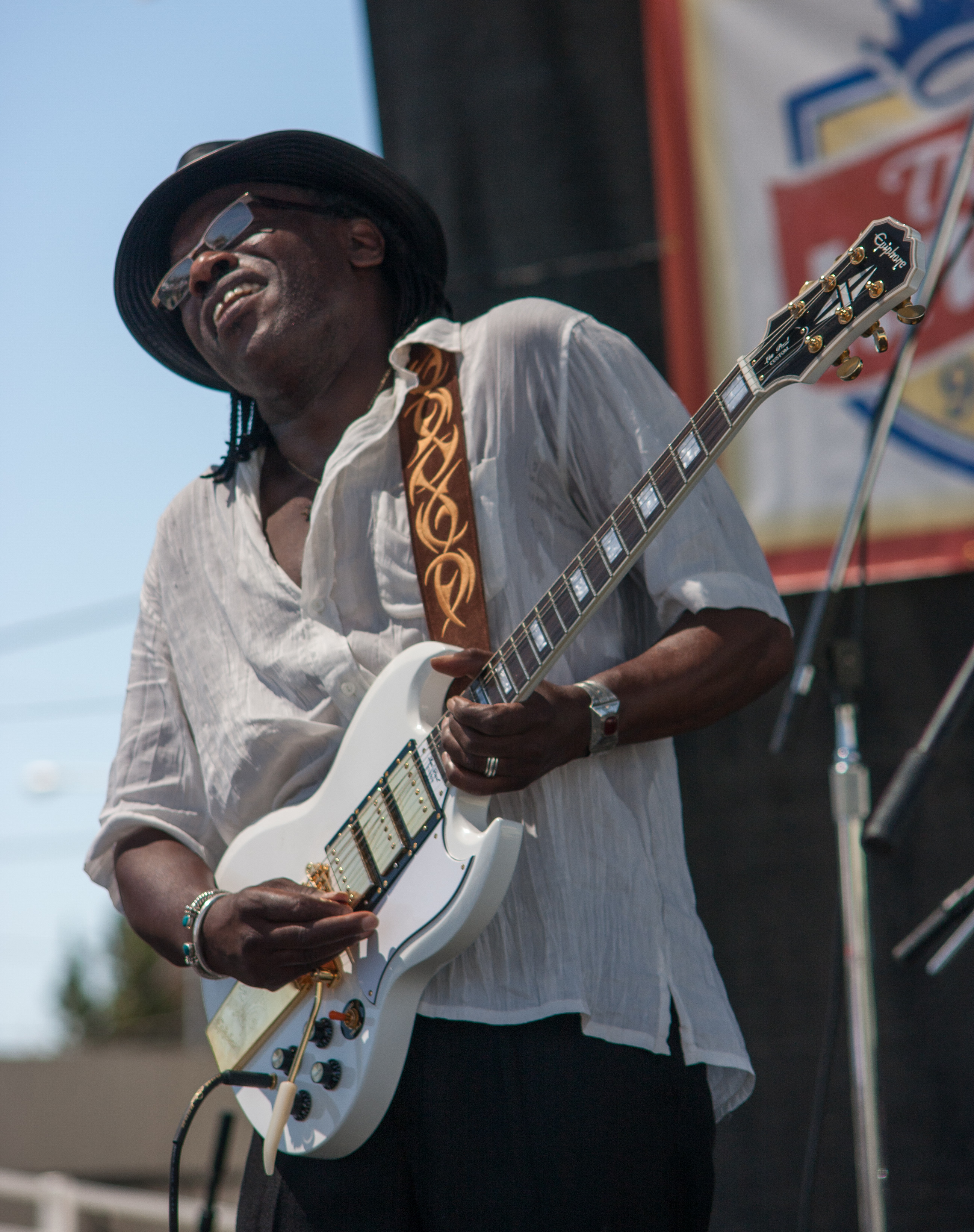
Джо Уокер

- Берридж, Питер[англ.] (91) — английский футболист[1].
- Булгаков, Виктор Кирсанович (76) — советский и российский учёный и политический деятель, депутат Совета Федерации ФС РФ (1993—1996), ректор Хабаровского политехнического университета (1987—2002)[2].
- Вейденбос, Жюль Альберт (83) — суринамский государственный деятель, премьер-министр (1987—1988), вице-президент (1991) и президент (1996—2000)[3].
- Грызунов, Сергей Петрович (75) — российский журналист и государственный деятель, председатель Роскомпечати (1994—1995)[4].
- Исмайлов, Рафис Рза оглы (86) — советский и азербайджанский художник, народный художник Азербайджана (2000)[5].
- Канабарро Лукас, Ина (116) — бразильская супердолгожительница, старейший на момент смерти живущий человек в мире[6].
- Коэн, Уоррен[англ.] (90) — американский историк[7].
- Лозанский, Эдуард Дмитриевич (84) — советский и американский физик и общественный деятель[8].
- Мохачи, Ференц (95) — венгерский каноист, бронзовый призёр Олимпийских игр (1956)[9].
- Найлз, Томас[англ.] (85) — американский дипломат, посол в Канаде (1985—1989), Евросоюзе (1989—1991) и в Греции (1993—1997)[10].
- Уокер, Джо Луис (75) — американский гитарист, певец и автор песен[11].
- Фризен, Генри Джордж (90) — канадский эндокринолог, член Королевского общества Канады (1978)[12].
- Эберли, Джозеф[англ.] (89) — американский физик[13].
- Якубяк, Томаш (41) — польский шеф-повар, автор кулинарных книг и телеведущий[14].

## 29 апреля

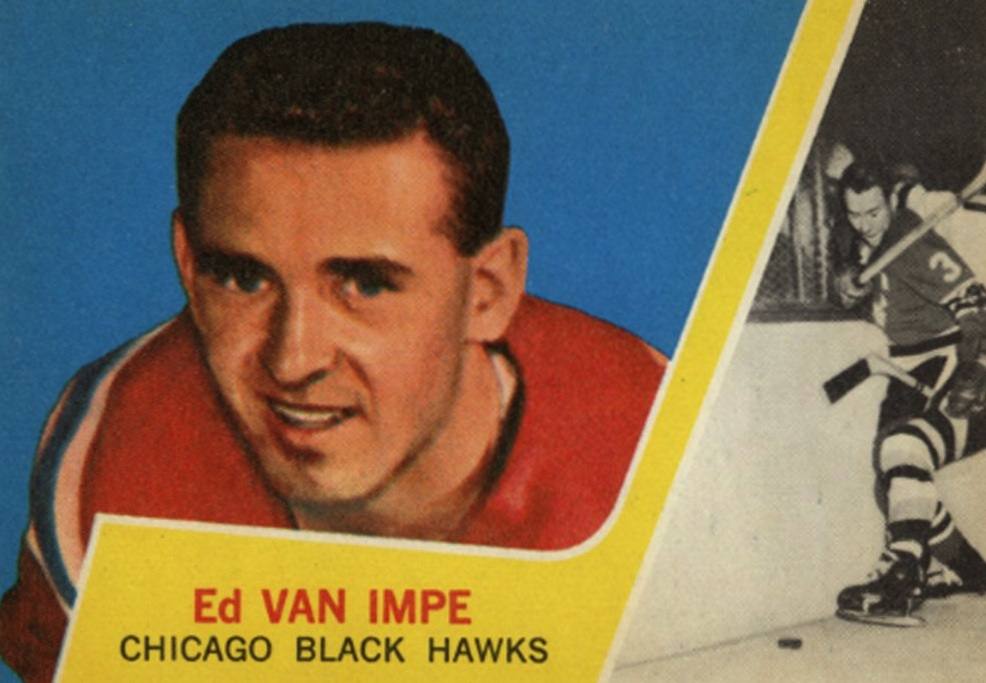
Эд ван Имп

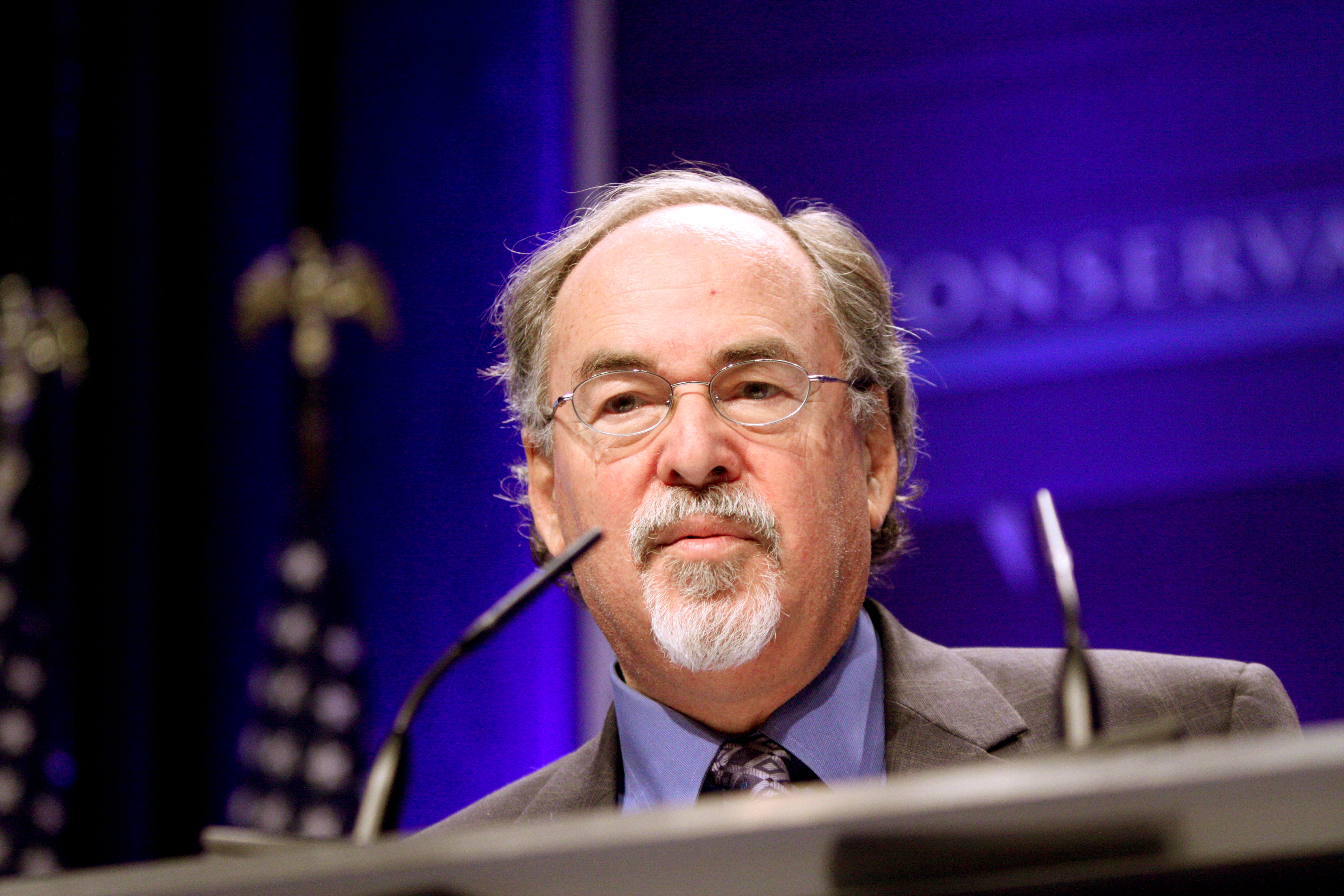
Дэвид Горовиц

Наталья Любаренко

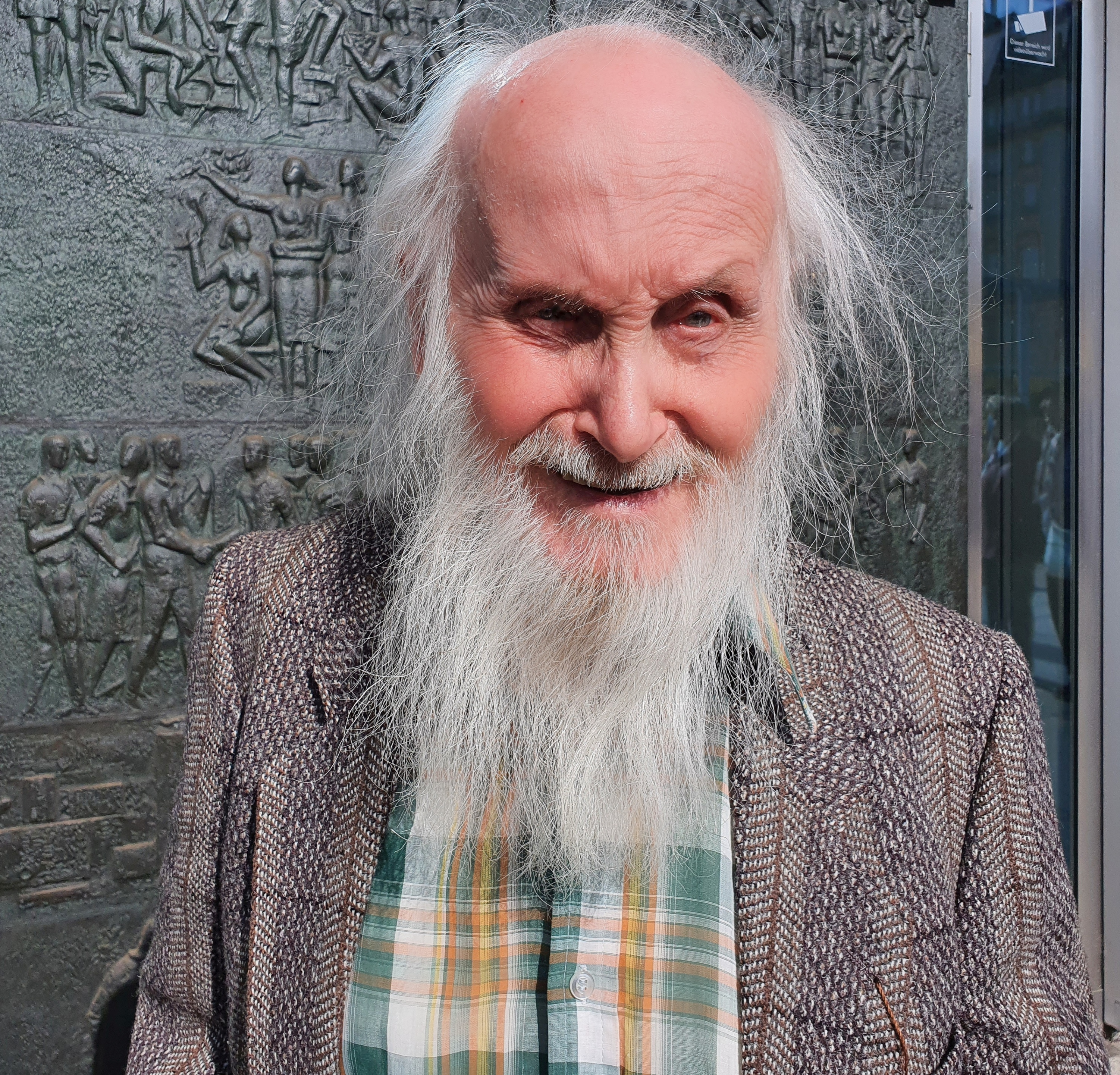
Кристфрид Шмидт

- Ван Имп, Эд (84) — канадский хоккеист[15].
- Горовиц, Дэвид (86) — американский писатель, журналист и политический деятель[16].
- Киселёв, Василий Алексеевич (79) — российский муниципальный деятель, глава администрации города Кирова (1996—2006)[17].
- Кульчановский, Николай Николаевич (39) — военный деятель самопровозглашённой Луганской Народной Республики, Герой ЛНР (2022); погиб в ходе выполнения боевого задания (о смерти объявлено в этот день)[18].
- Любаренко, Наталья Руслановна (31) — российско-украинская ютуб-блогерша (NataLime); падение из окна[19].
- Одиноков, Виктор Николаевич (87) — российский химик-органик, заслуженный деятель науки Российской Федерации (1998)[20].
- Силва, Алвару[порт.] (60) — португальский спринтер, участник Олимпийских игр (1988, 1992)[21].
- Сухов, Андрей Дмитриевич (95) — советский и российский философ[22].
- Табэрэ, Валериу[рум.] (75) — румынский политический деятель, член Палаты депутатов (1992—2000, 2004—2012)[23].
- Трейси, Дэвид (86) — американский философ религии и католический богослов[24].
- Франчезе, Анджела[итал.] (75) — итальянский политик, член Палаты депутатов (1979—1992); ДТП[25].
- Шмидт, Кристфрид (92) — немецкий композитор[26].

## 28 апреля

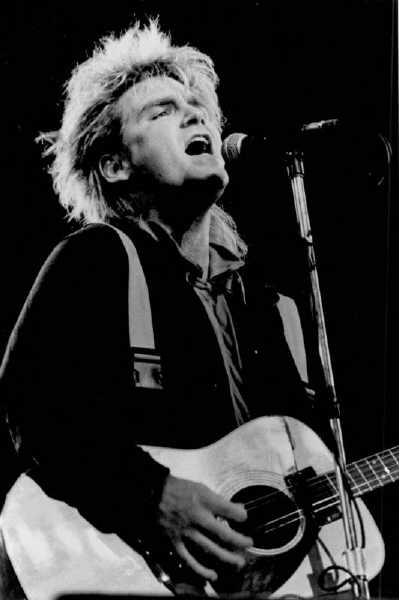
Майк Питерс

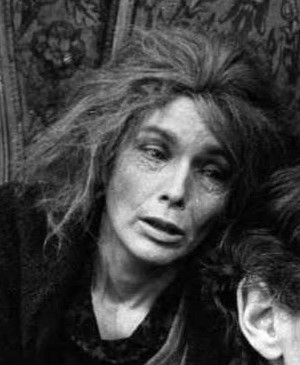
Присцилла Пойнтер

- Аалто, Арво[фин.] (92) — финский политик, генеральный секретарь (1969—1977, 1981—1984) и председатель (1984—1988) Коммунистической партии Финляндии, министр труда (1977—1981)[27].
- Америкс, Карл (77) — американский философ[28].
- Гардем, Джейн (96) — английская писательница[29].
- Дизендорф, Виктор Фридрихович (74) — советский, российский и немецкий историк и переводчик[30]
- Карун, Шаджи[англ.] (73) — индийский кинорежиссёр[31].
- Каскабасов, Сеит Аскарович (84) — советский и казахстанский филолог и фольклорист, академик НАН Казахстана (2003)[32].
- Комиски, Брендан[англ.] (89) — ирландский католический прелат, епископ Фернса (1984—2002)[33].
- Крыченков, Алексей Фёдорович (83) — советский и российский актёр, заслуженный артист Российской Федерации (1993)[34].
- Лепеев, Андрей Николаевич (65) — советский и российский актёр, заслуженный артист Российской Федерации (2019)[35].
- Мурдасов, Борис Александрович (83) — советский и российский конструктор в области тракторостроения, заслуженный конструктор Российской Федерации (1993)[36].
- Питерс, Майк (66) — британский рок-музыкант, певец и автор песен[37].
- Пойнтер, Присцилла (100) — американская актриса[38].
- Эскобар, Самуэль[англ.] (90) — перуанский богослов[39].

## 27 апреля

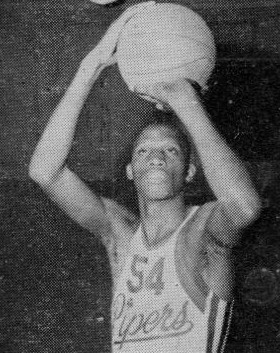
Дик Барнетт

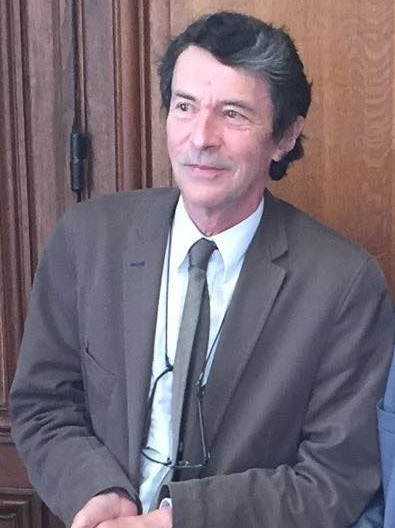
Франсуа-Ксавье Виллен

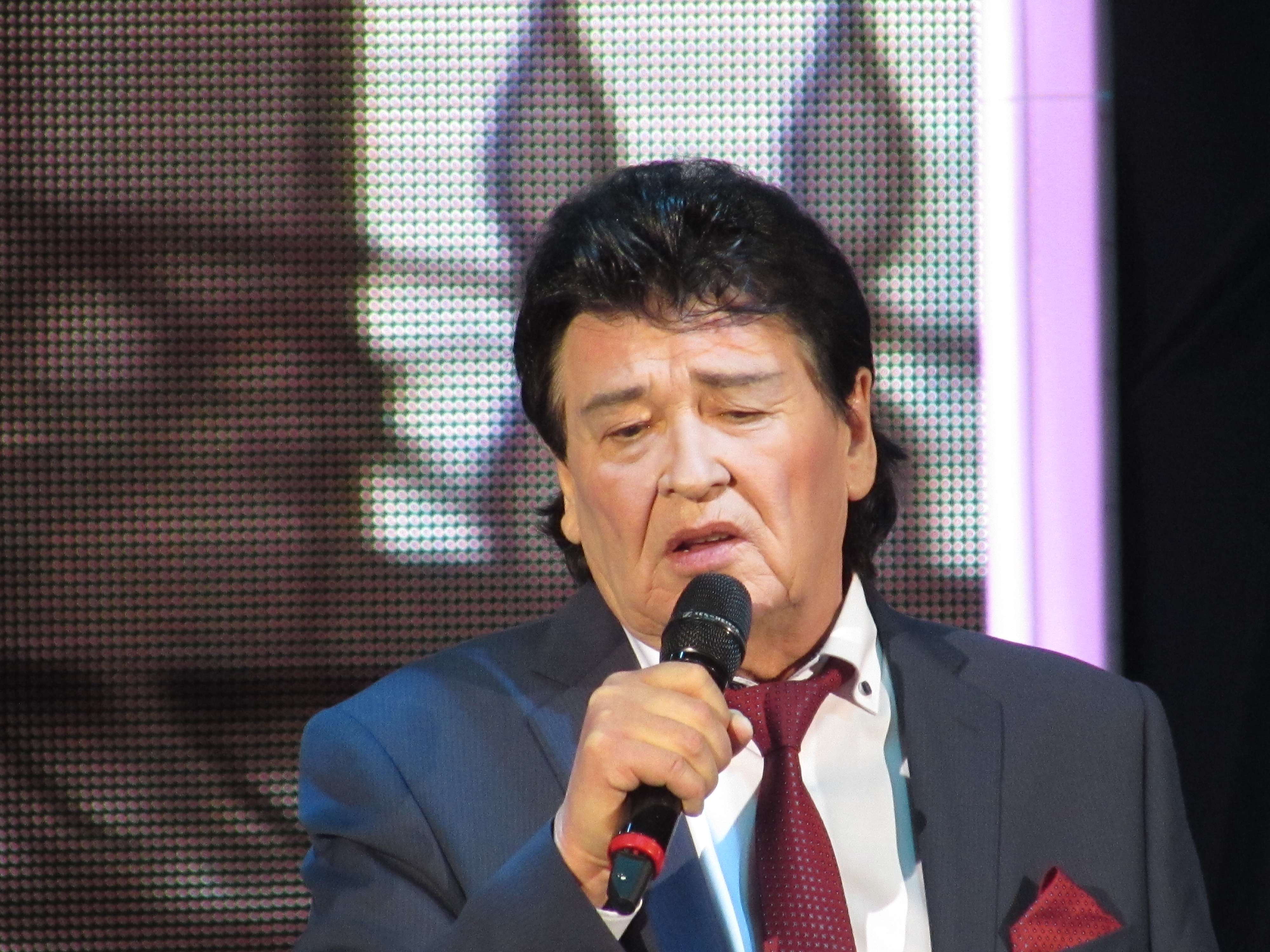
Фидан Гафаров

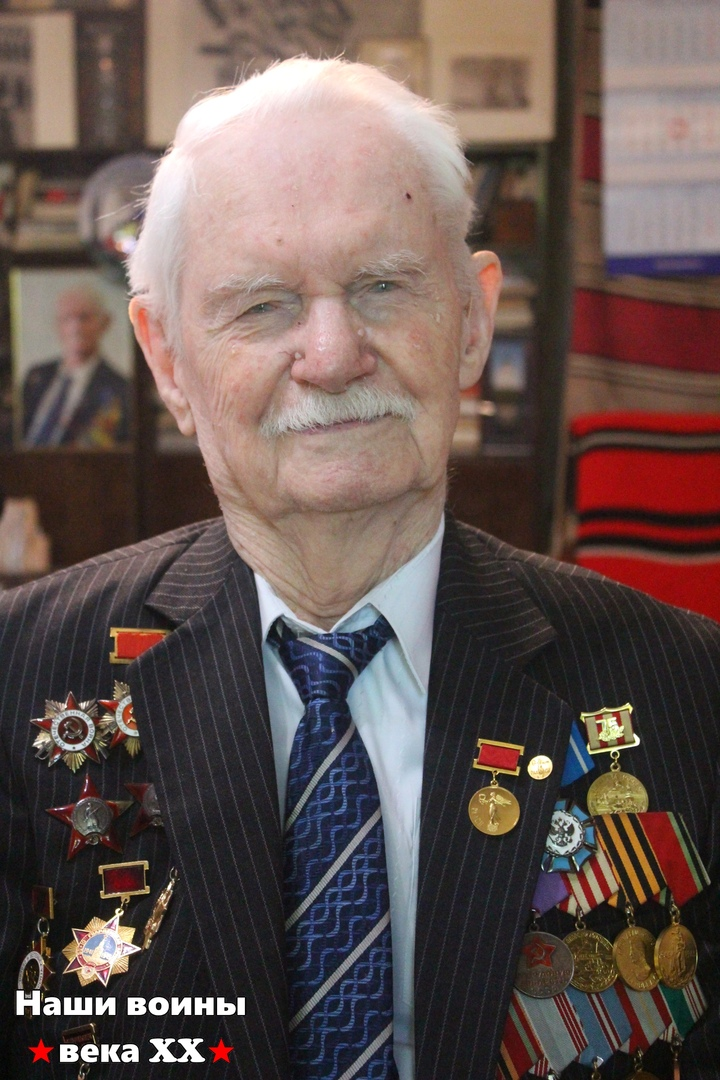
Серафим Демидов

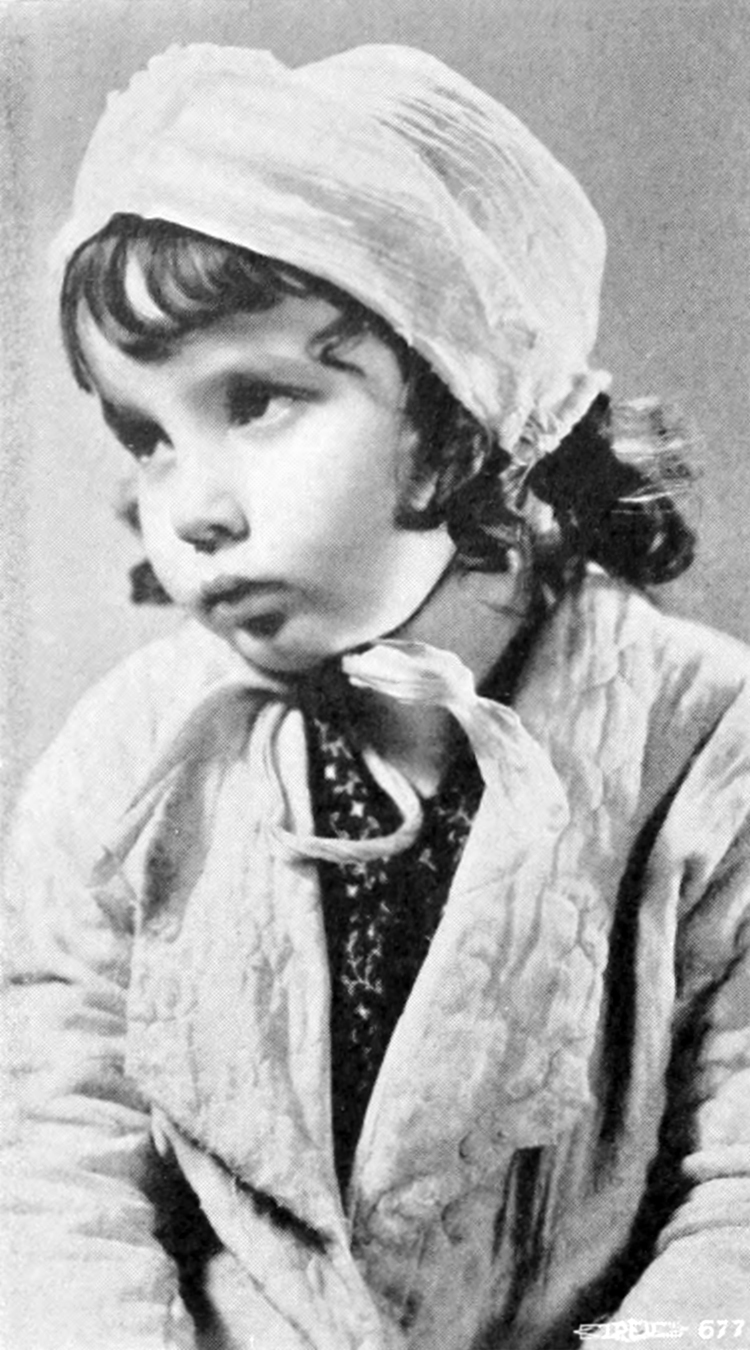
Кора Коллинс

- Аль-Калаа, Саадалла Ага[араб.] (74) — сирийский политический деятель, министр туризма (2001—2011)[40].
- Барнетт, Дик (88) — американский баскетболист, двукратный чемпион НБА[41].
- Виллен, Франсуа-Ксавье (74) — французский политик, депутат Национального собрания (2002—2017)[42].
- Гафаров, Фидан Сафич (77) — советский и российский актёр и певец, народный артист РСФСР (1984)[43].
- Демидов, Серафим Васильевич (106) — советский и российский архитектор, заслуженный архитектор РСФСР (1980), почётный член РААСН[44].
- Коллинс, Кора Сью (98) — американская актриса[45].
- Рахматуллаев, Аслан (70) — советский и таджикский актёр и режиссёр, народный артист Таджикистана (2005)[46].

## 26 апреля

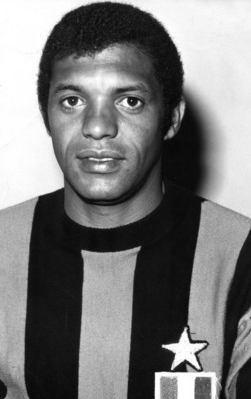
Жаир да Коста

- Бондаренко, Александр Николаевич[укр.] (30) — украинский военнослужащий, участник российско-украинской войны, Герой Украины (2025, посмертно)[47].
- Да Коста, Жаир (84) — бразильский футболист, чемпион мира (1962)[48].
- Ди Руберто, Микеле (90) — итальянский прелат и ватиканский куриальный сановник, титулярный архиепископ Биккари (с 2007), секретарь Конгрегации по Канонизации Святых (2007—2010)[49].
- Жозе Карлуш (83) — португальский футболист, бронзовый призёр чемпионата мира (1966)[50].
- Захаров, Игорь Валентинович (76) — российский книгоиздатель (изд-во «Захаров»)[51].
- Карлов, Владимир Алексеевич (99) — советский и российский невролог, эпилептолог, член-корреспондент РАМН (1997—2014), член-корреспондент РАН (2014)[52].
- Харлап, Светлана Евгеньевна (84) — советская и российская актриса театра и кино, мастер озвучивания и дублирования[53].
- Хаяси, Окаги (115) — японская супердолгожительница[54].

## 25 апреля

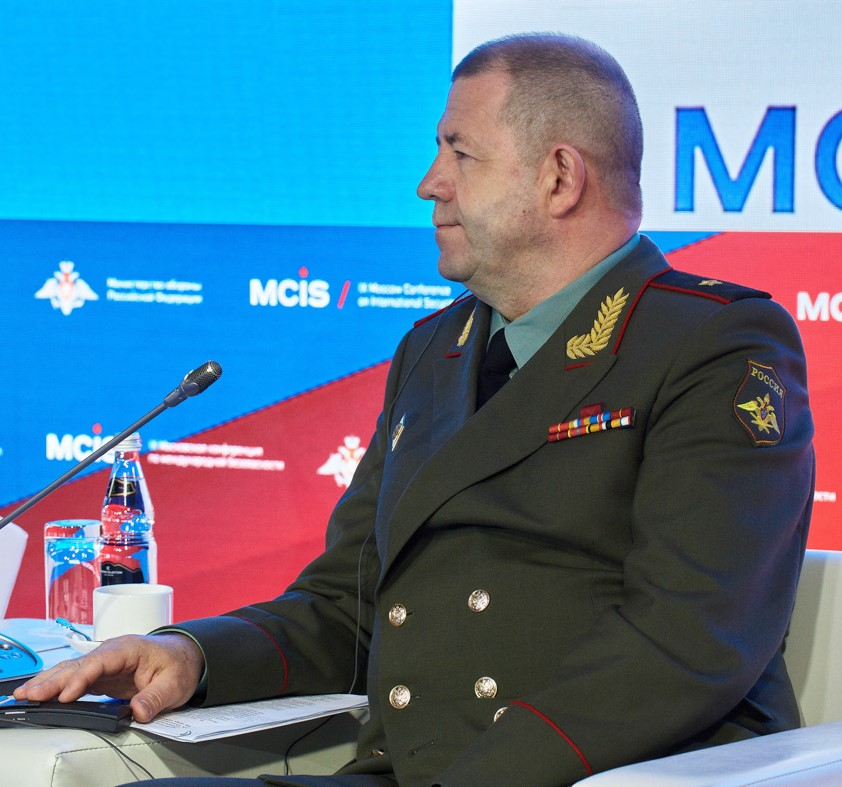
Ярослав Москалик

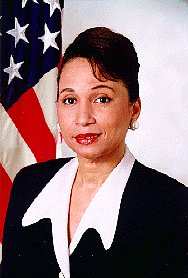
Алексис Херман

- Верник, Ричард[англ.] (91) — американский композитор, лауреат Пулитцеровской премии (1977)[55].
- Джуффре, Вирджиния (41) — американо-австралийская активистка, борец против насилия над детьми и торговли людьми[56].
- Кастуриранган, Кришнасвами[англ.] (84) — индийский научный и политический деятель, депутат Раджья сабхи (2003—2009)[57].
- Лоури, Филип[англ.] (88) — британский актёр[58].
- Москалик, Ярослав Ярославович (58) — российский генерал-лейтенант (2021); убийство[59].
- Торрентера, Лупита[исп.] (93) — мексиканская актриса[60].
- Хели-Хатчинсон, Ричард, 8-й граф Донамор (97) — ирландский пэр и политик, член Палаты лордов (1981—1999)[61].
- Херман, Алексис (77) — американский политик, министр труда (1997—2001)[62].

## 24 апреля

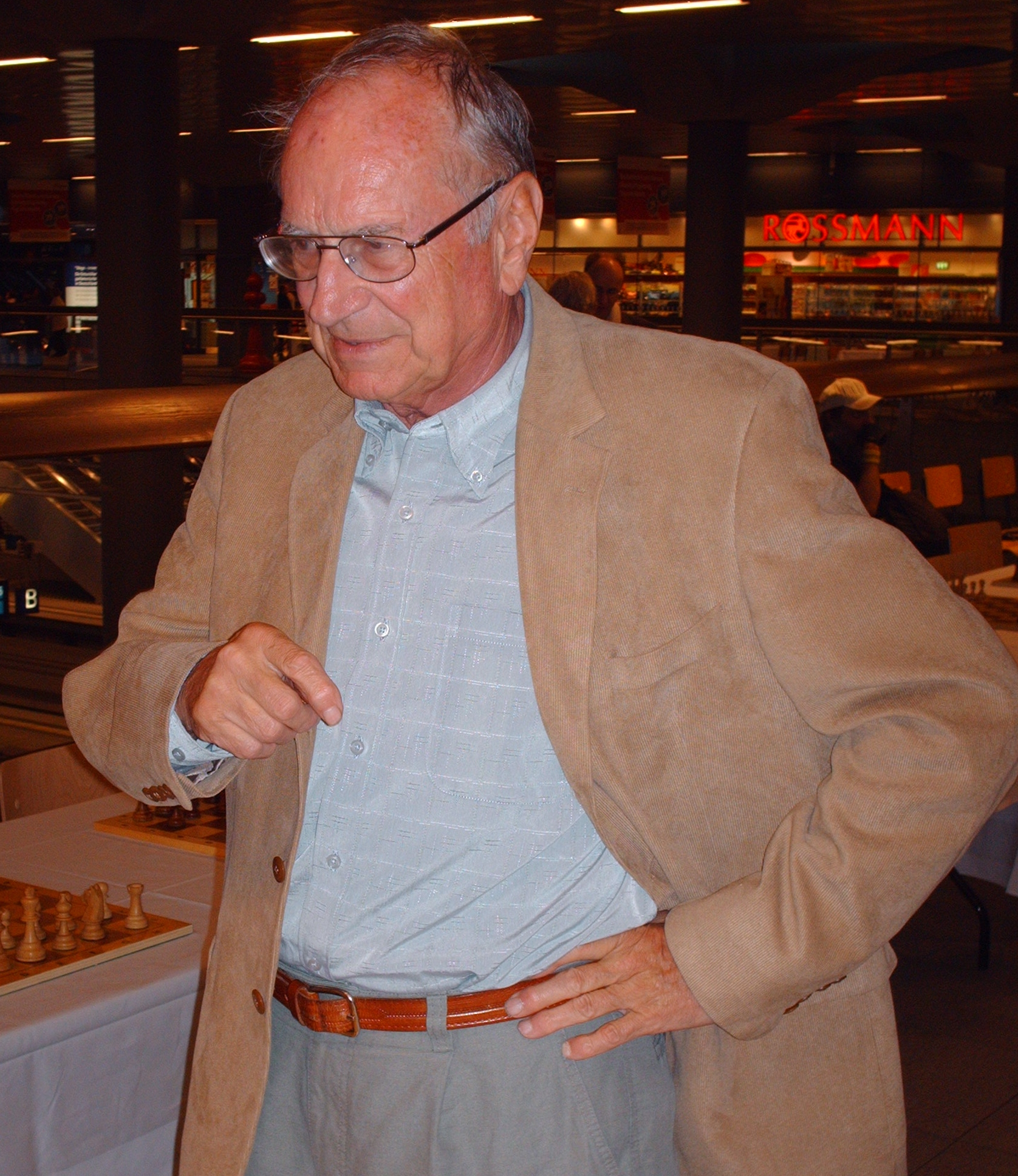
Фридрих Баумбах

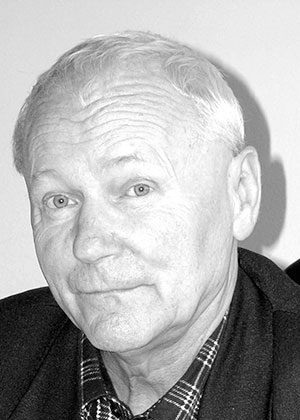
Владимир Бурков

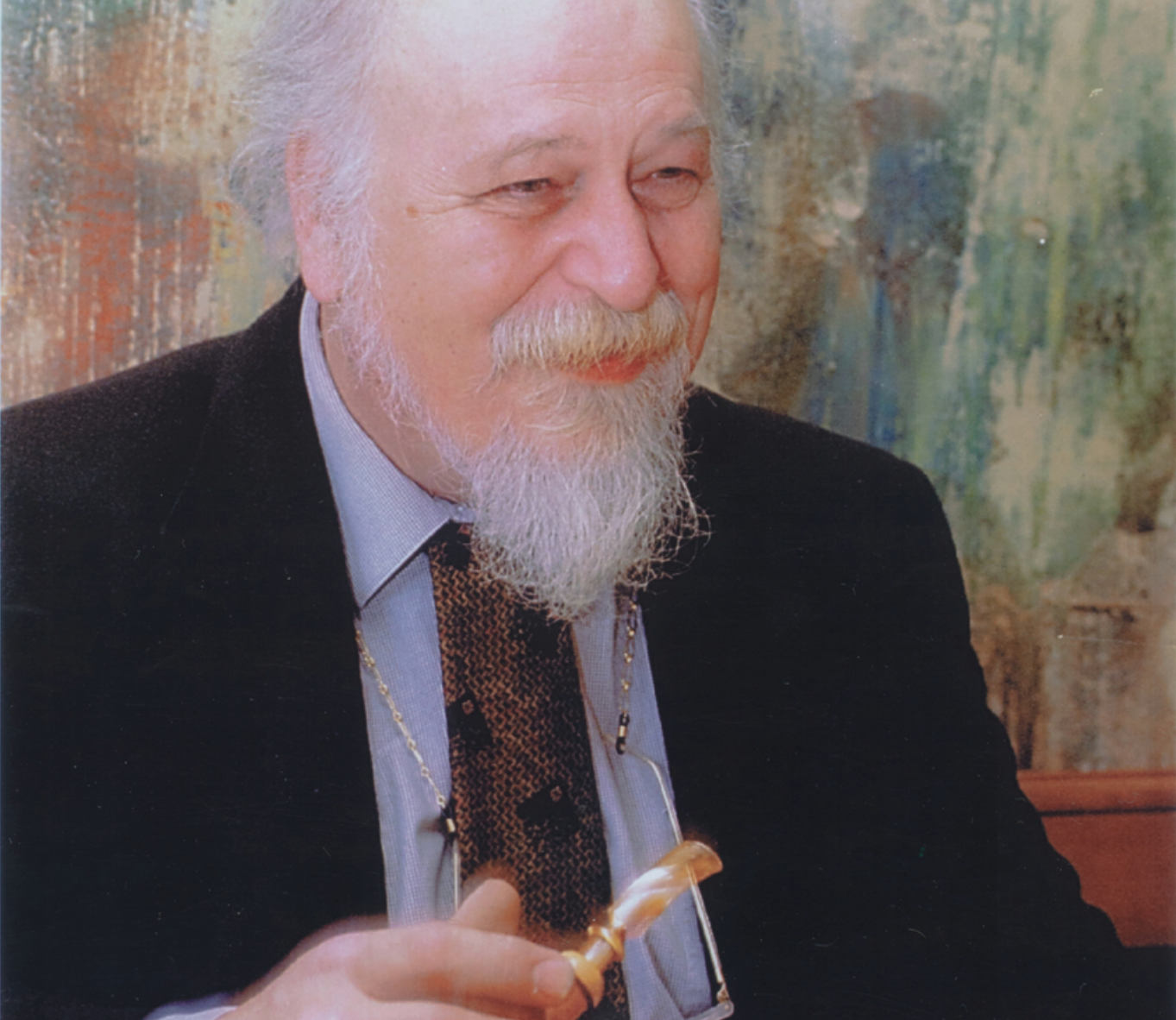
Жан-Клод Жермен

- Алвес, Лусия[порт.] (76) — бразильская актриса[63].
- Баумбах, Фридрих (89) — немецкий шахматист[64].
- Брянски, Рита[англ.] (99) — канадская художница и гравёр[65].
- Бурков, Владимир Николаевич (85) — советский и российский учёный в области теории управления, создатель теории активных систем[66].
- Жермен, Жан-Клод (85) — канадский журналист, писатель и драматург[67].
- Кривов, Анатолий Евгеньевич (77) — советский и российский военный деятель, начальник Серпуховского военного института ракетный войск (1998—2003), генерал-майор[68].
- Сотиров, Иван (90) — болгарский футболист[69].
- Филлипс, Рой[англ.] (83) — британский музыкант[70].
- Edy Star[порт.] (87) — бразильский певец, автор песен, актёр и художник[71].

## 23 апреля

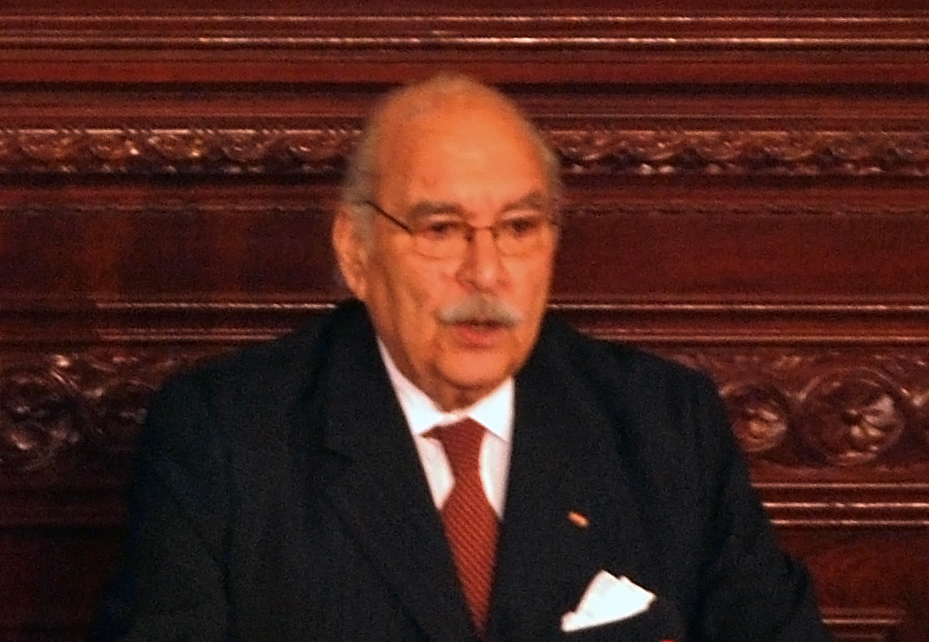
Фуад Мебаза

- Адоболи, Эжен Коффи (90) — тоголезский политик, премьер-министр (1999—2000)[72].
- Антоний (Москаленко) (84) — архиерей РПЦ, архиепископ Уральский (1991—2022)[73].
- Баптист, Хилсон[англ.] (77) — антигуанский политик, член Палаты представителей (1994—2014)[74].
- Карпов, Михаил Иванович (80) — советский и российский материаловед и нанотехнолог, член-корреспондент РАН (2008)[75].
- Клуни, Дэвид (77) — шотландский футболист (о смерти объявлено в этот день)[76].
- Макмайкл, Стив[англ.] (67) — игрок в американский футбол и рестлер из США, чемпион Супербоула XX (1986)[77].
- Мебаза, Фуад (91) — тунисский политический и государственный деятель, спикер Палаты депутатов (1997—2011), и. о. президента (2011)[78].
- Тарасов, Валерий Иванович (82) — советский и российский географ, ректор УГПИ (1983—2008)[79].
- Хаас, Вальтраут[нем.] (97) — австрийская актриса и певица[80].
- Хэрриот, Джим (85) — шотландский футболист, игрок национальной сборной[81].

## 22 апреля

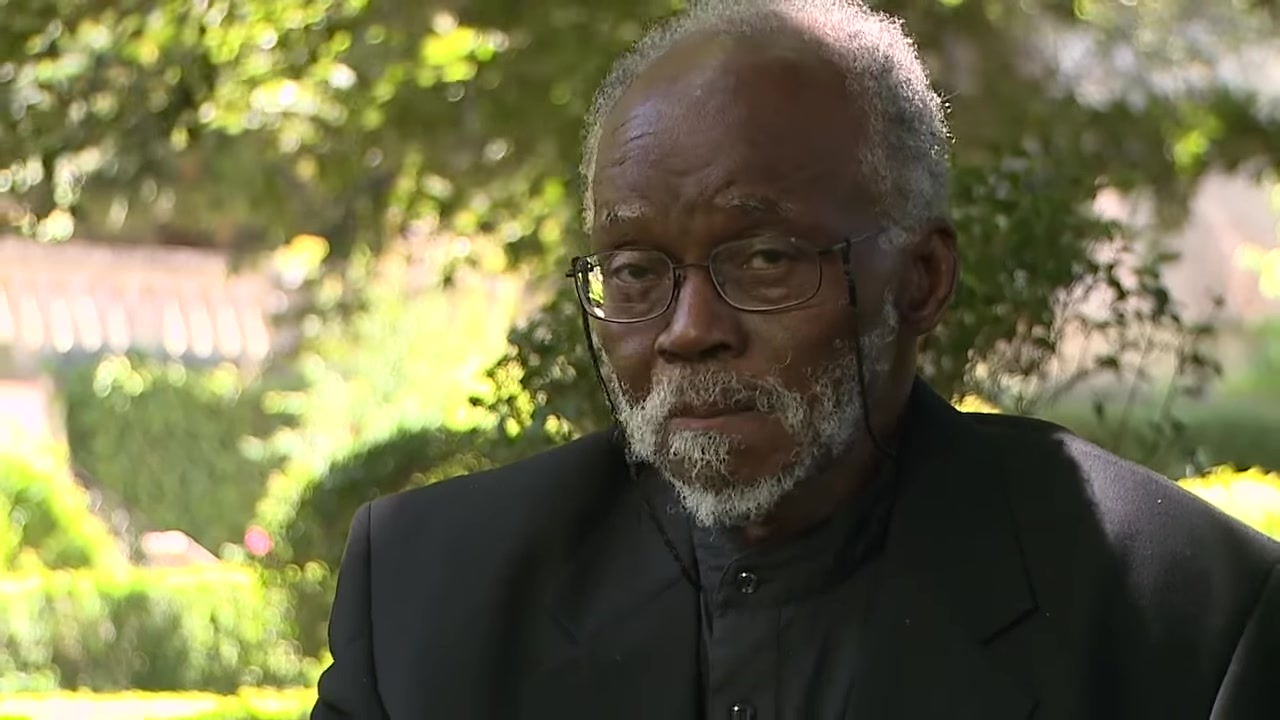
Валантен-Ив Мудимбе

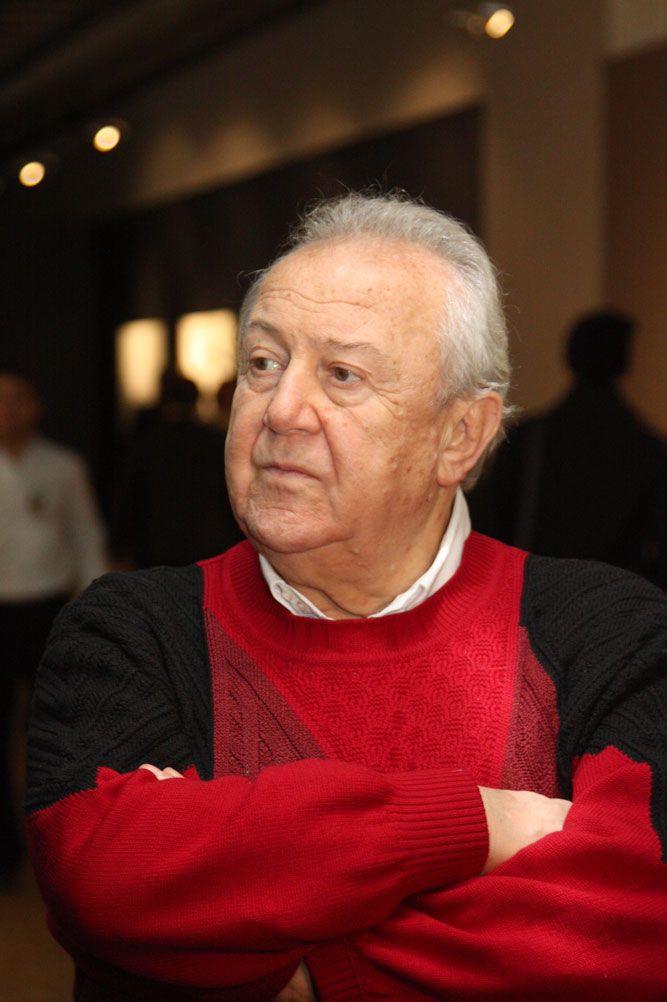
Зураб Церетели

- Ашимов, Аким Уртаевич (91) — казахский писатель, драматург, сценарист, Герой Труда Казахстана (2021)[82].
- Грозданова, Диляна (67) — болгарский политик, депутат Народного собрания (2001—2005)[83].
- Мудимбе, Валентен-Ив (83) — конголезский философ, поэт, прозаик и литературный критик[84].
- Нур Айша, Пуан[англ.] (91) — сингапурская общественная деятельница, первая леди (1965—1970)[85].
- Руус, Эрик[эст.] (62) — эстонский актёр[86].
- Сас, Тибор (76) — венгерский пианист, музыковед и музыкальный педагог[87].
- Туров, Геннадий Кузьмич (76) — российский живописец, заслуженный художник Российской Федерации (2012)[88].
- Фрёлих, Александра (58) — немецкая журналистка и писательница[89].
- Церетели, Зураб Константинович (91) — советский и российский скульптор, академик РАХ (1992; академик АХ СССР с 1988), президент РАХ (с 1997), народный художник СССР (1980), народный художник Российской Федерации (1994), Герой Социалистического Труда (1990), полный кавалер ордена «За заслуги перед Отечеством»[90].

## 21 апреля

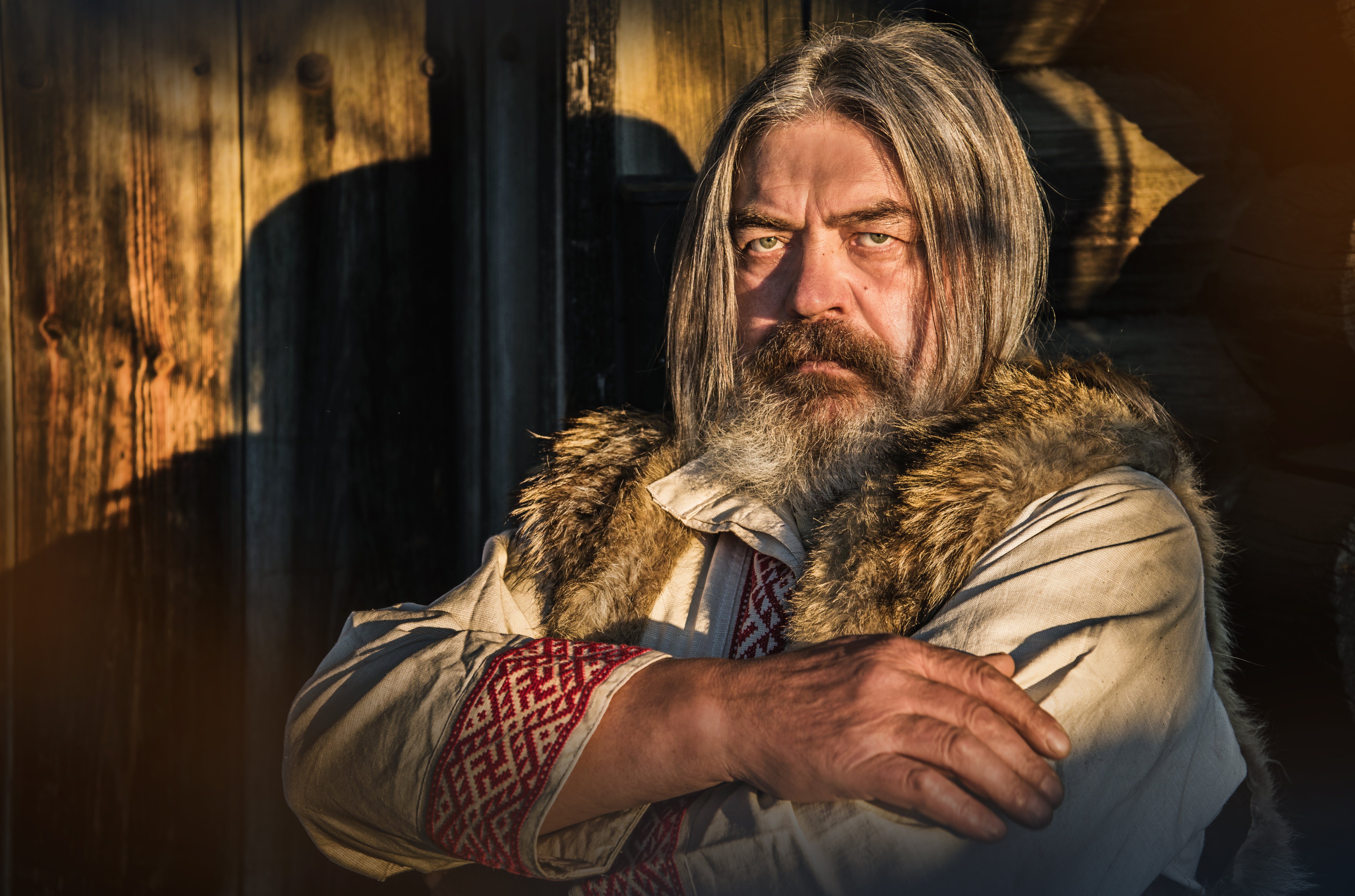
Сергей Алексеев

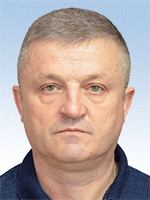
Владимир Мороз

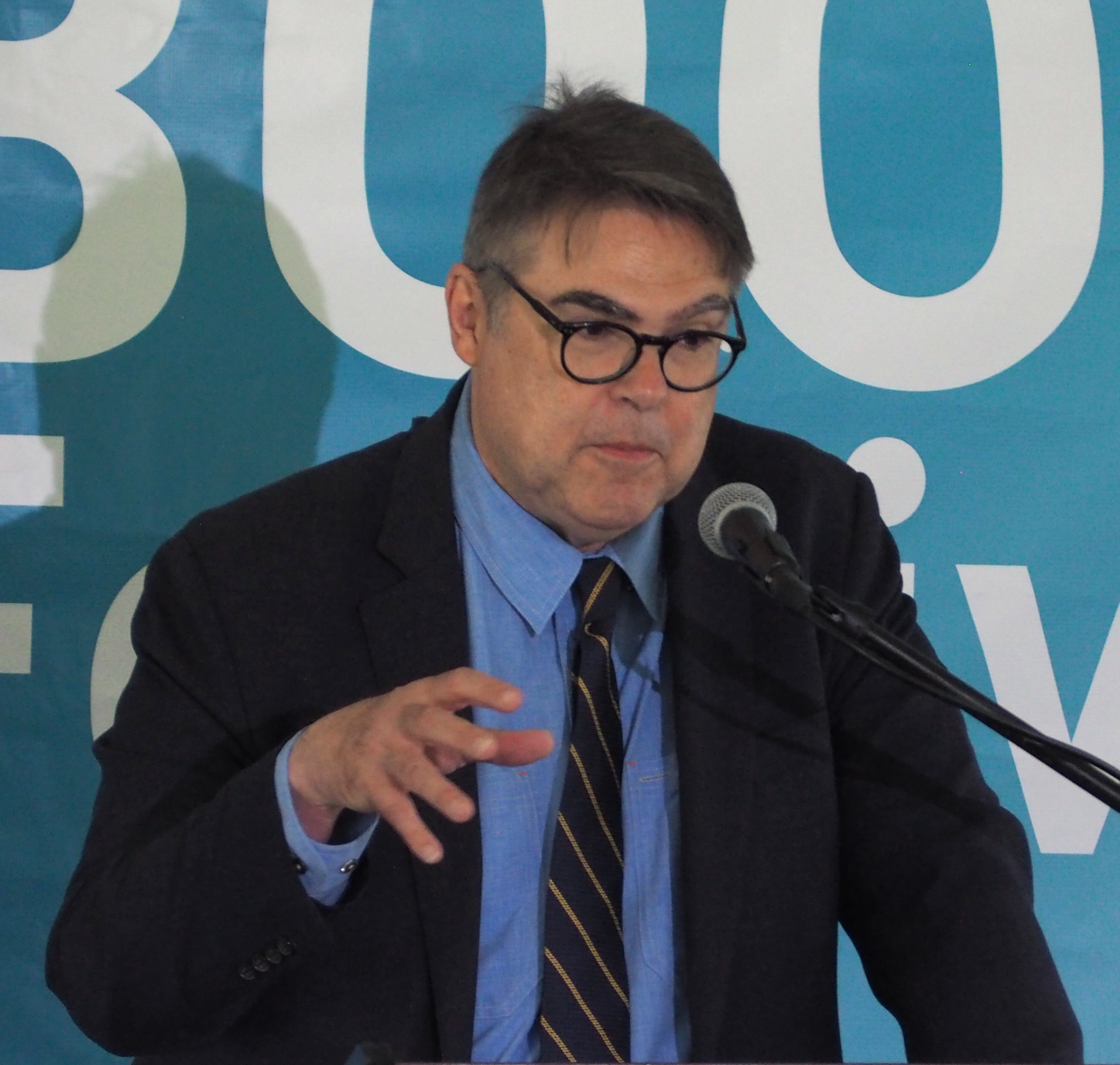
Джеймс Свенсон

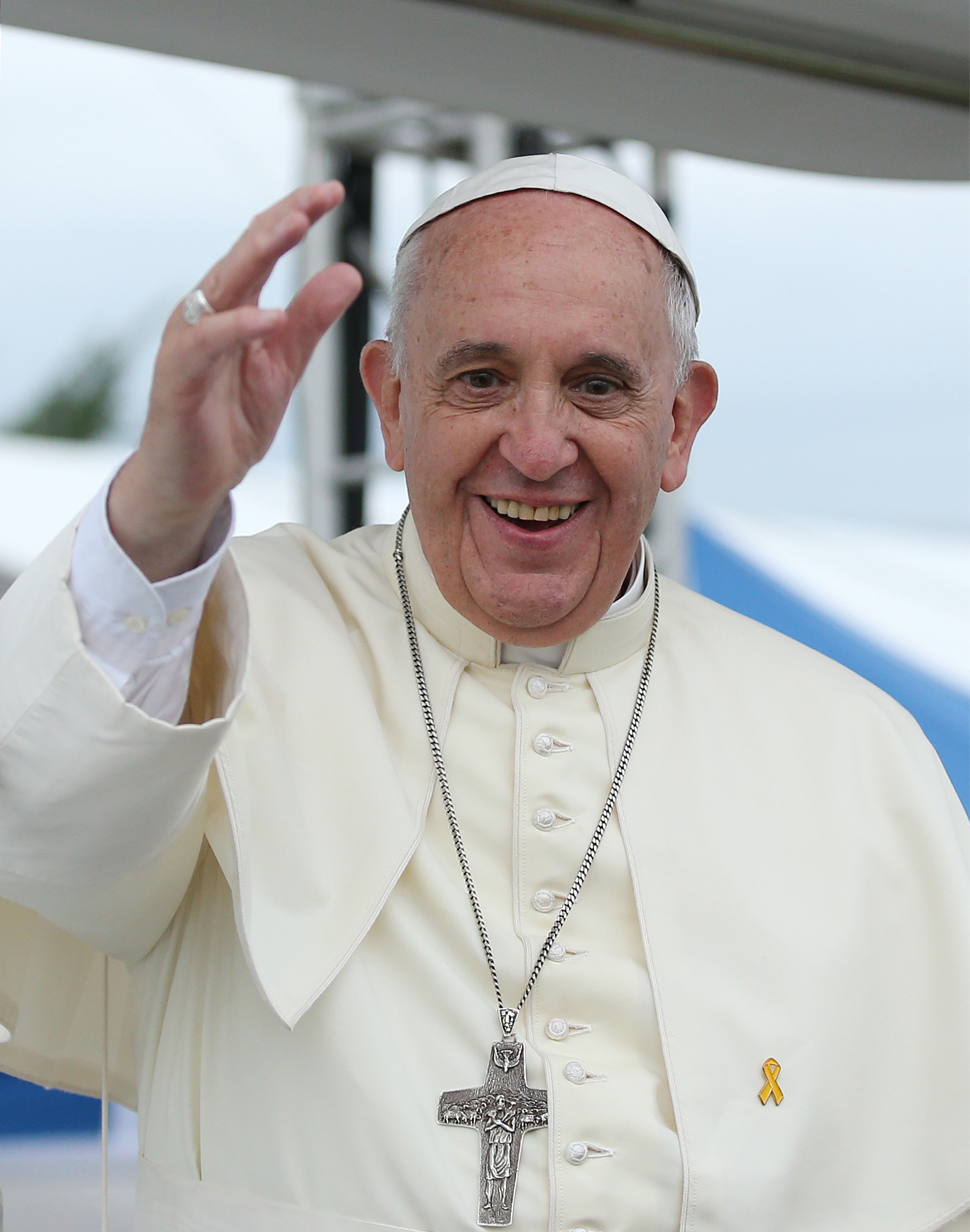
Франциск

- Алексеев, Сергей Трофимович (73) — советский и российский писатель[91].
- Вика, Александр (91) — чехословацкий скульптор[92].
- Ганс, Герберт[англ.] (97) — американский социолог[93].
- Жук, Николай Васильевич[укр.] (48) — украинский политик, народный депутат Украины (2012—2014)[94].
- Заммит Димех, Фрэнсис[англ.] (70) — мальтийский политик, министр иностранных дел (2002—2013), депутат Европейского парламента (2017—2019)[95].
- Ирвин, Сесил (83) — английский футболист[96].
- Мац, Йоханна[нем.] (92) — австрийская актриса[97].
- Мороз, Владимир Викторович (57) — украинский политик, народный депутат Украины (с 2019)[98].
- Свенсон, Джеймс (66) — американский писатель и историк[99].
- Сингх, Тилакдхари[англ.] (87) — индийский политик, депутат Лок сабхи (1984—1989, 1999—2004)[100].
- Фигвер, Уршула[пол.] (93) — польская легкоатлетка и волейболистка, призёр чемпионатов мира (1952) и Европы (1949)[101].
- Франциск (88) — аргентинский католический прелат, архиепископ Буэнос-Айреса и примас Аргентины (1998—2013), папа римский (с 2013)[102].

## 20 апреля

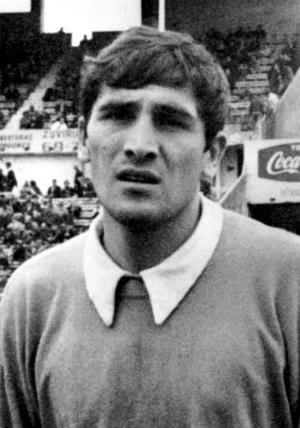
Уго Орландо Гатти

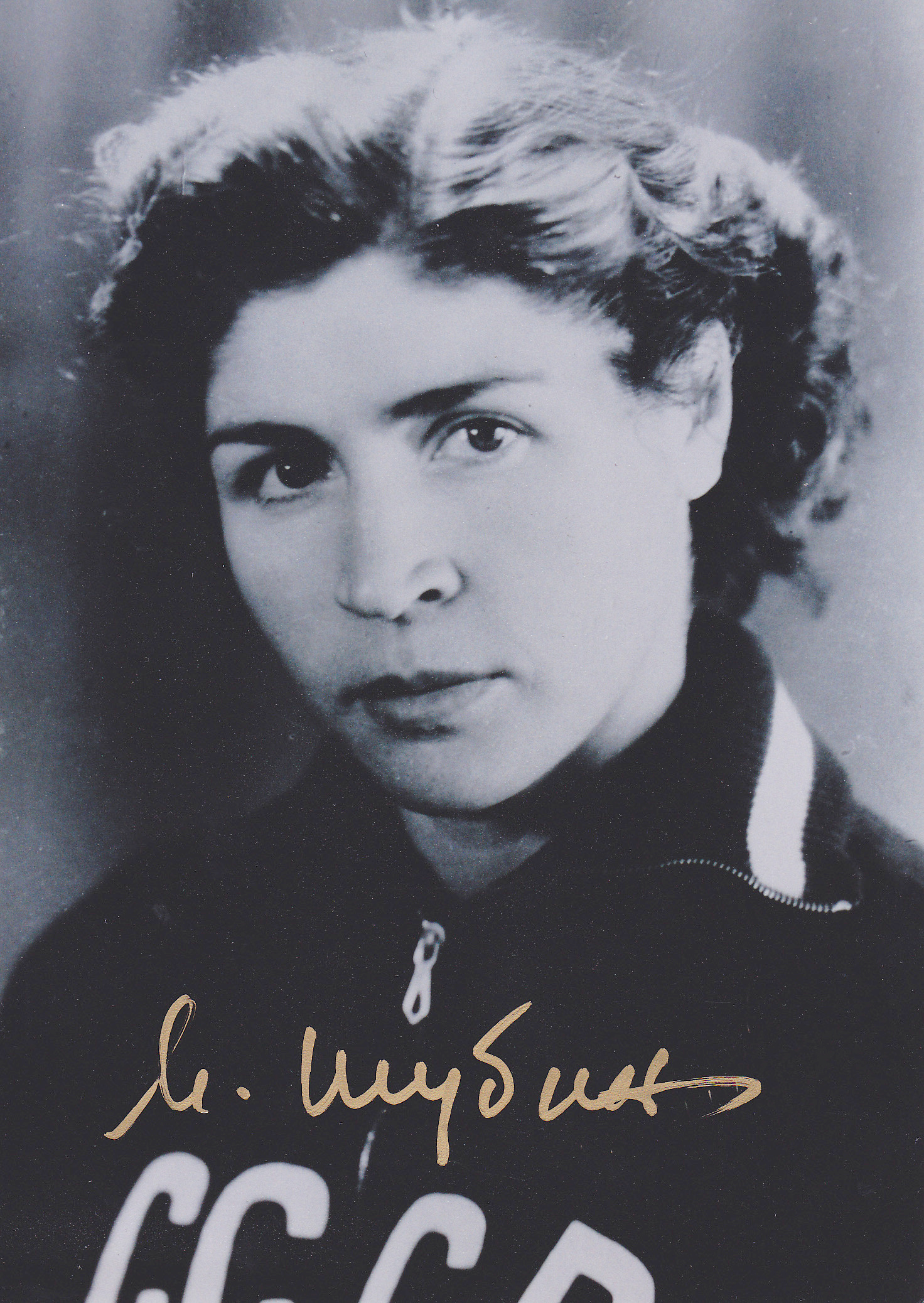
Мария Шубина

- Гатти, Уго Орландо (80) — аргентинский футболист, игрок национальной сборной[103].
- Кочиш, Янош (74) — венгерский борец вольного стиля, бронзовый призёр чемпионата мира (1973)[104].
- Лорант, Вернер (76) — немецкий футболист и футбольный тренер[105].
- Лусегенов, Ованес Мелконович (72) — российский художник, заслуженный художник Российской Федерации (2004), почётный член РАХ (2015)[106].
- Маурер, Нежа[словен.] (94) — словенская поэтесса и прозаик[107].
- Попович, Владимир[словац.] (85) — словацкий художник[108].
- Уннердаль, Арилль[норв.] (78) — норвежский политолог, ректор Университета Осло (2002—2006)[109].
- Филнер, Боб[англ.] (82) — американский политик, член Палаты представителей (1993—2012), мэр Сан-Диего (2012—2013)[110].
- Чернов, Пётр Никифорович (95) — советский педагог, народный учитель СССР (1980)[111].
- Шубина, Мария Тимофеевна (94) — советская байдарочница, чемпионка Олимпийских игр (1960), четырёхкратная чемпионка мира (1958, 1963 — дважды, 1966)[112].

## 19 апреля

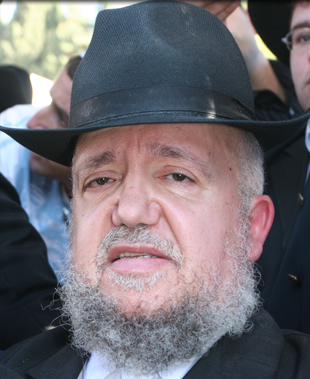
Меир Мазуз

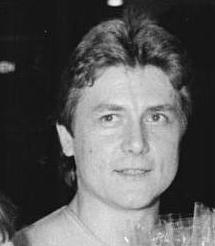
Тассило Тирбах

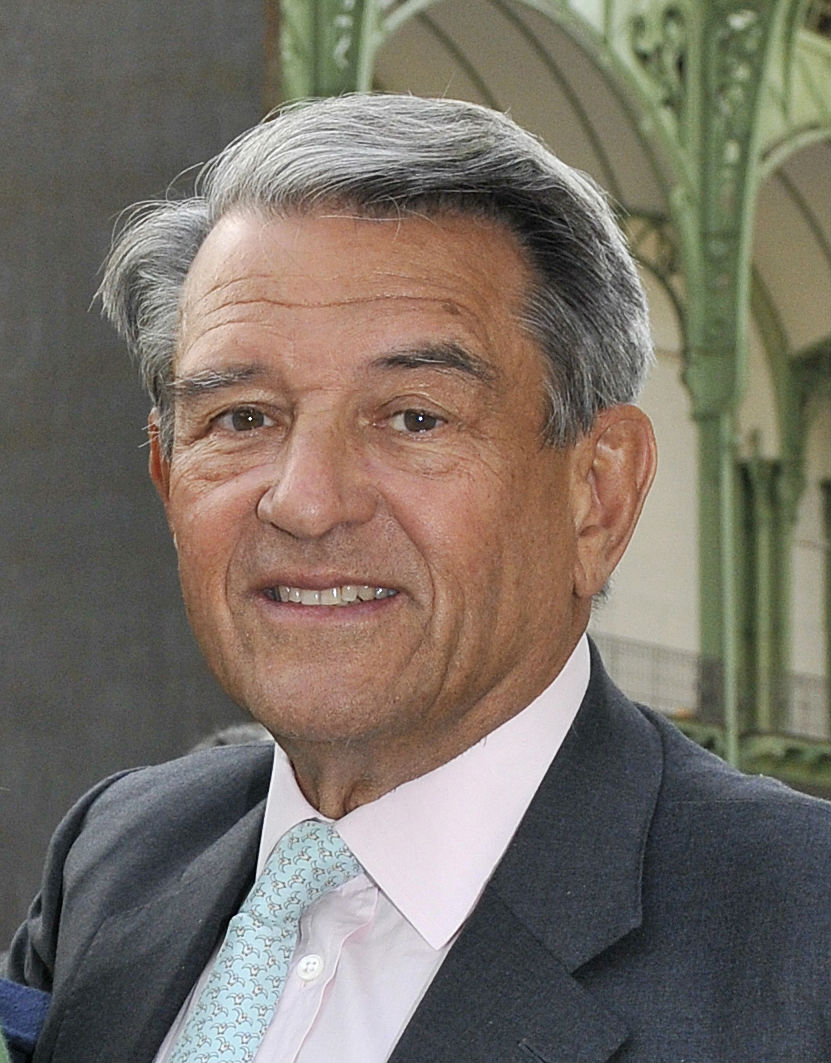
Ги Улленс

- Бродерик, Дэмиен[англ.] (80) — австралийский писатель-фантаст[113].
- Каматт, Жак (90) — французский писатель, мыслитель, теоретик марксизма[114].
- Кузьмин, Юрий Александрович (74) — советский и российский издатель, редактор, переводчик[115].
- Мазуз, Меир (80) — израильский раввин (о смерти объявлено в этот день)[116].
- Нитцан, Меир[ивр.] (93) — израильский политический деятель, мэр Ришон-ле-Циона (1983—2008)[117].
- Срисават, Ниват[тайск.] (77) — таиландский футболист, игрок национальной сборной, участник Олимпийских игр (1968)[118].
- Стаменкович, Драголюб[англ.] (70) — сербский политик, депутат Народной скупщины (1994—2007)[119].
- Тирбах, Тассило (68) — восточногерманский фигурист, чемпион мира (1982) и Европы (1982, 1983) в парном катании[120].
- Улленс, Ги (90) — бельгийский коллекционер произведений искусства и предприниматель[121].

## 18 апреля

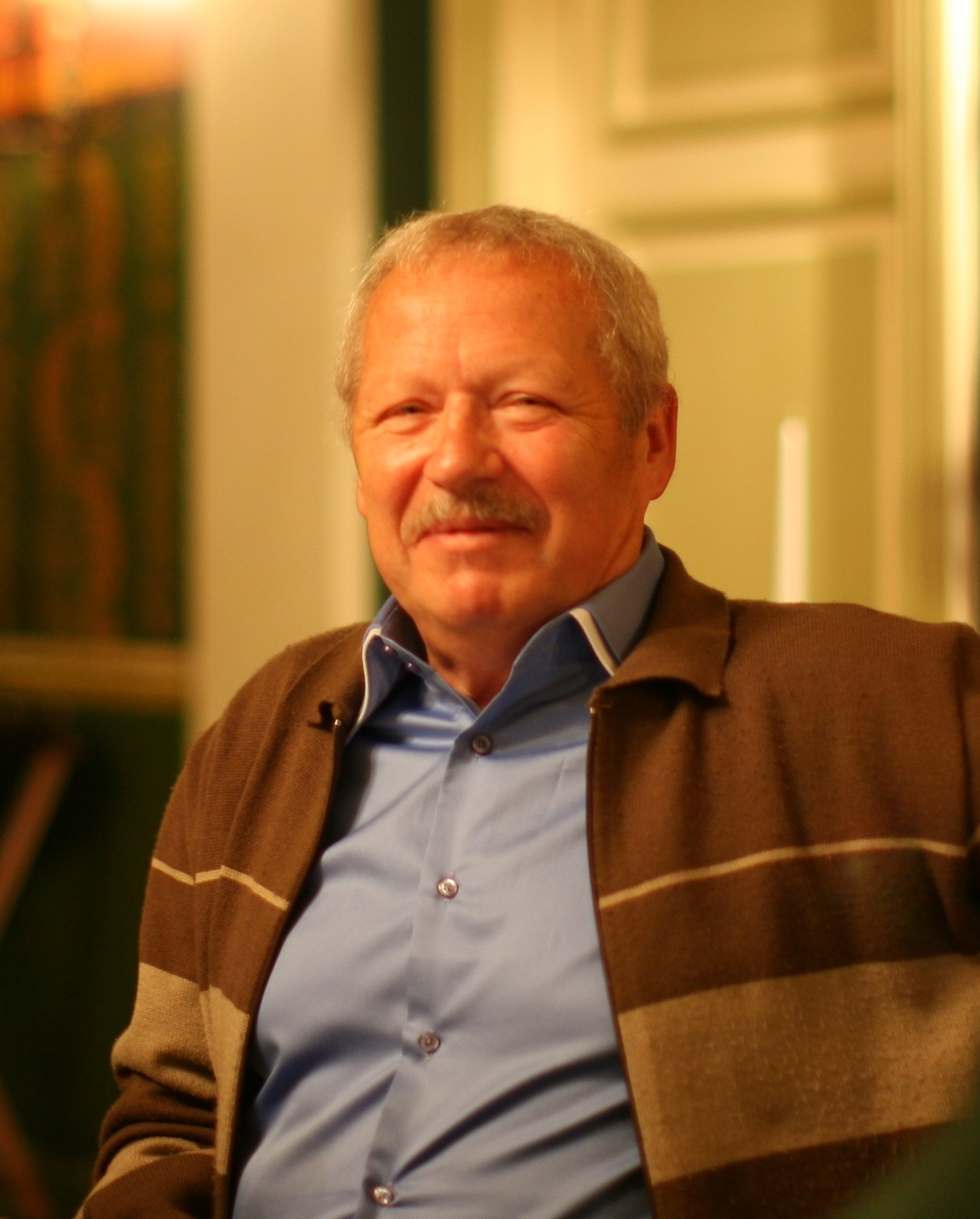
Рудольф Панков

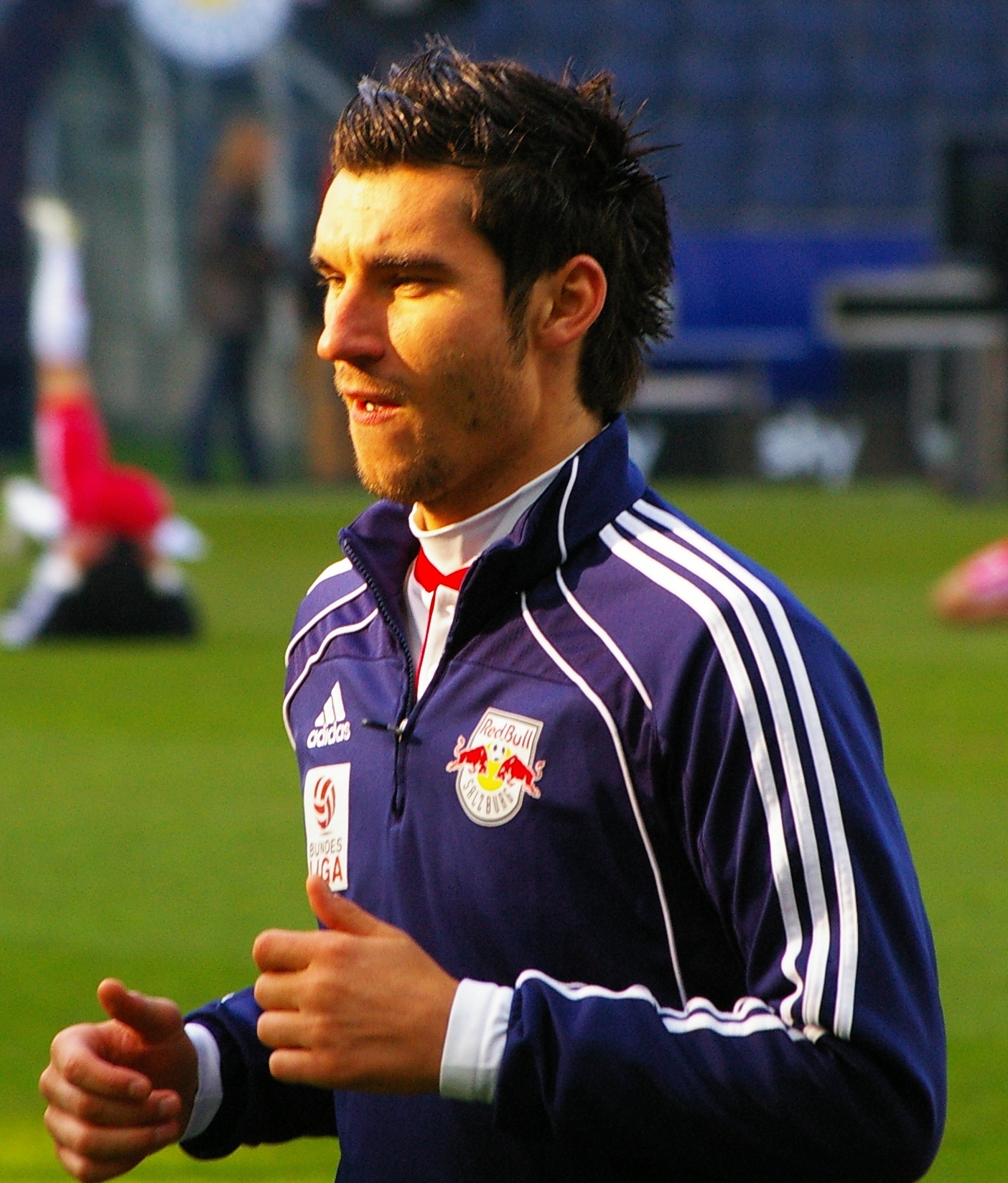
Никола Покривач

- Бруннер, Кристиана[англ.] (78) — швейцарская политическая деятельница, депутат Национального совета (1991—1995) и Совета кантонов (1995—2007)[122].
- Драго, Джулио (62) — итальянский футболист[123].
- Кудрявцев, Виктор Павлович (74) — советский и российский дрессировщик, народный артист Российской Федерации (2007)[124].
- Макграт, Мик (89) — ирландский футболист, игрок национальной сборной[125].
- Панков, Рудольф Николаевич (87) — советский и российский актёр кино, мастер дубляжа и закадрового озвучивания[126].
- Покривач, Никола (39) — хорватский футболист, игрок национальной сборной; ДТП[127].
- Роджерс, Клода[англ.] (78) — британская певица[128].
- Самородский, Виктор Андреевич (86) — советский партийный деятель, экономист, первый секретарь Смоленского обкома КПСС (1990—1991)[129].
- Сёньи, Джульета[рум.] (75) — румынская актриса[130].
- Торр, Анри[фр.] (92) — французский политик, депутат Национального собрания (1968—1973, 1974—1980), сенатор (1980—2008)[131].

## 17 апреля

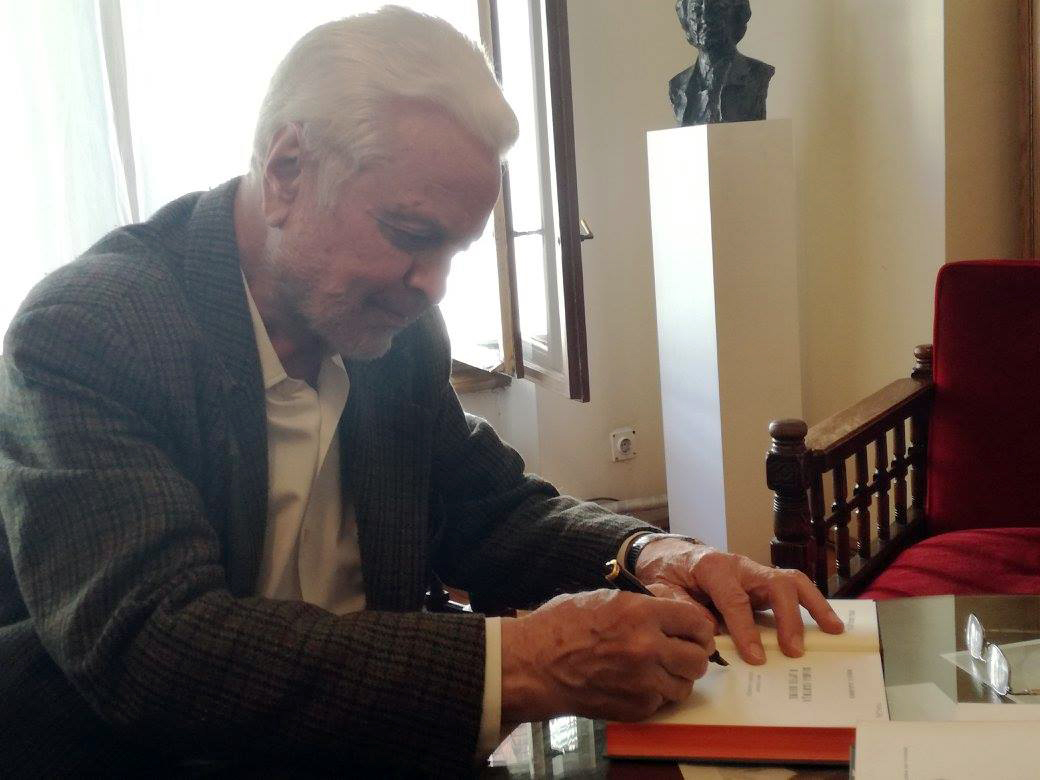
Любомир Симович

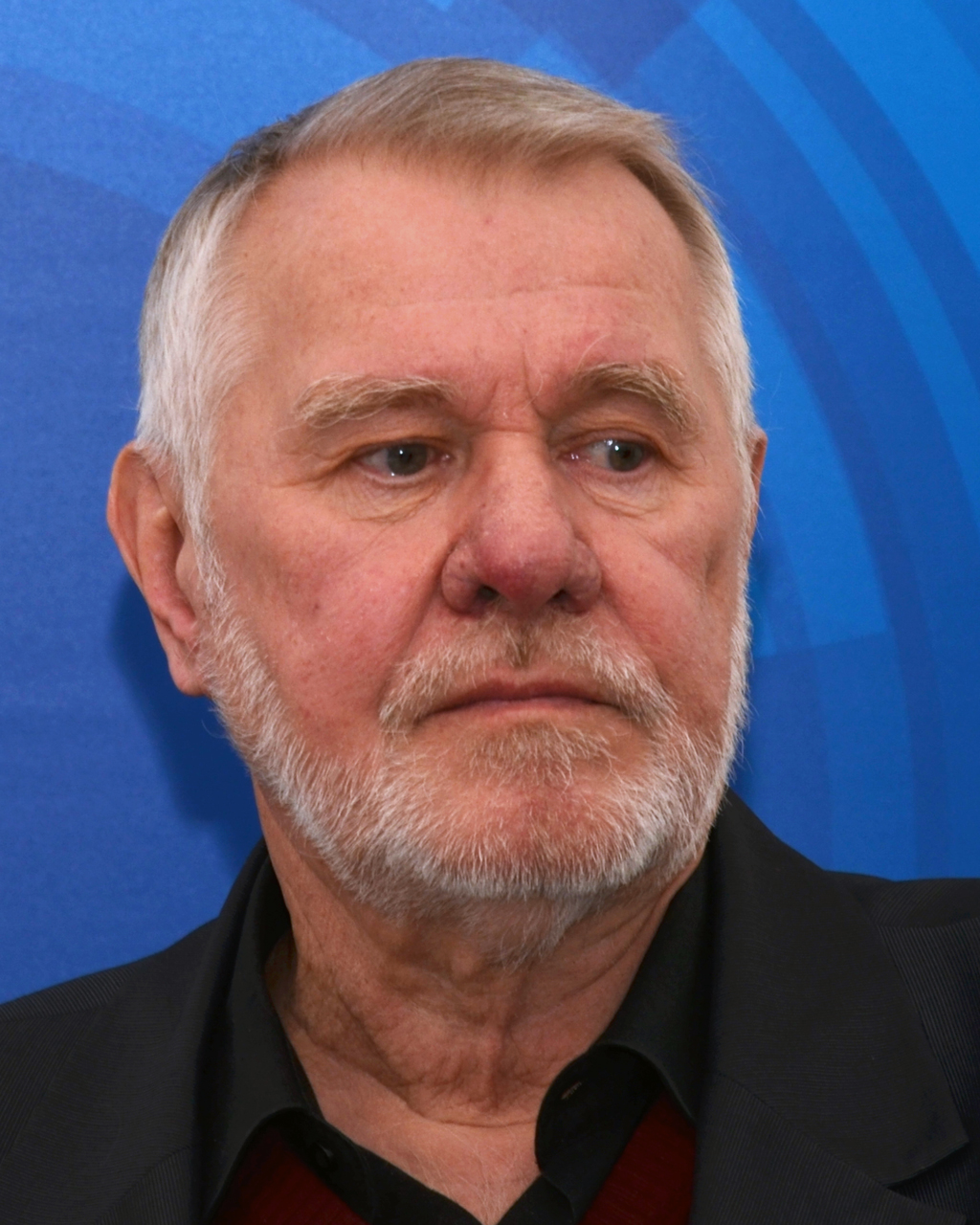
Яромир Штетина

- Аблингер, Петер (66) — австрийский пианист и композитор[132].
- Арнау-и-Фигерола, Хосеп[кат.] (82) — испанский политик, член Конгресса депутатов (1979—1982)[133].
- Берри, Колин[англ.] (79) — британский радиоведущий[134].
- Керкетта, Роуз[англ.] (84) — индийская писательница и поэтесса[135].
- Костелка, Петер[нем.] (78) — австрийский политик, член Национального совета (1994—2001)[136].
- Леднёв, Николай Михайлович (99) — советский футболист, футбольный судья и тренер[137].
- Лехоко, Саймон[англ.] (74) — южноафриканский футболист, игрок национальной сборной[138].
- Пальцев, Михаил Александрович (75) — советский и российский патологоанатом, ректор 1-го ММИ / ММА имени Сеченова (1987—2009), академик РАМН (1994—2013), академик РАН (1997)[139].
- Симович, Любомир (89) — сербский поэт, драматург, эссеист, академик САНУ (1994)[140].
- Томпсон, Джо[англ.] (36) — английский футболист[141].
- Цигилик, Олег Иванович (86) — украинский хормейстер и музыкальный педагог, заслуженный деятель искусств УССР[142].
- Штетина, Яромир (82) — чешский журналист, писатель и политический деятель, сенатор (2004—2014), депутат Европейского парламента (2014—2019)[143].

## 16 апреля

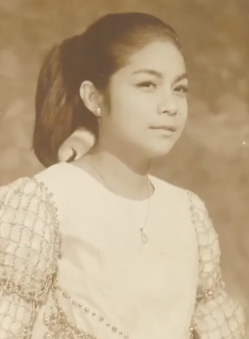
Нора Аунор

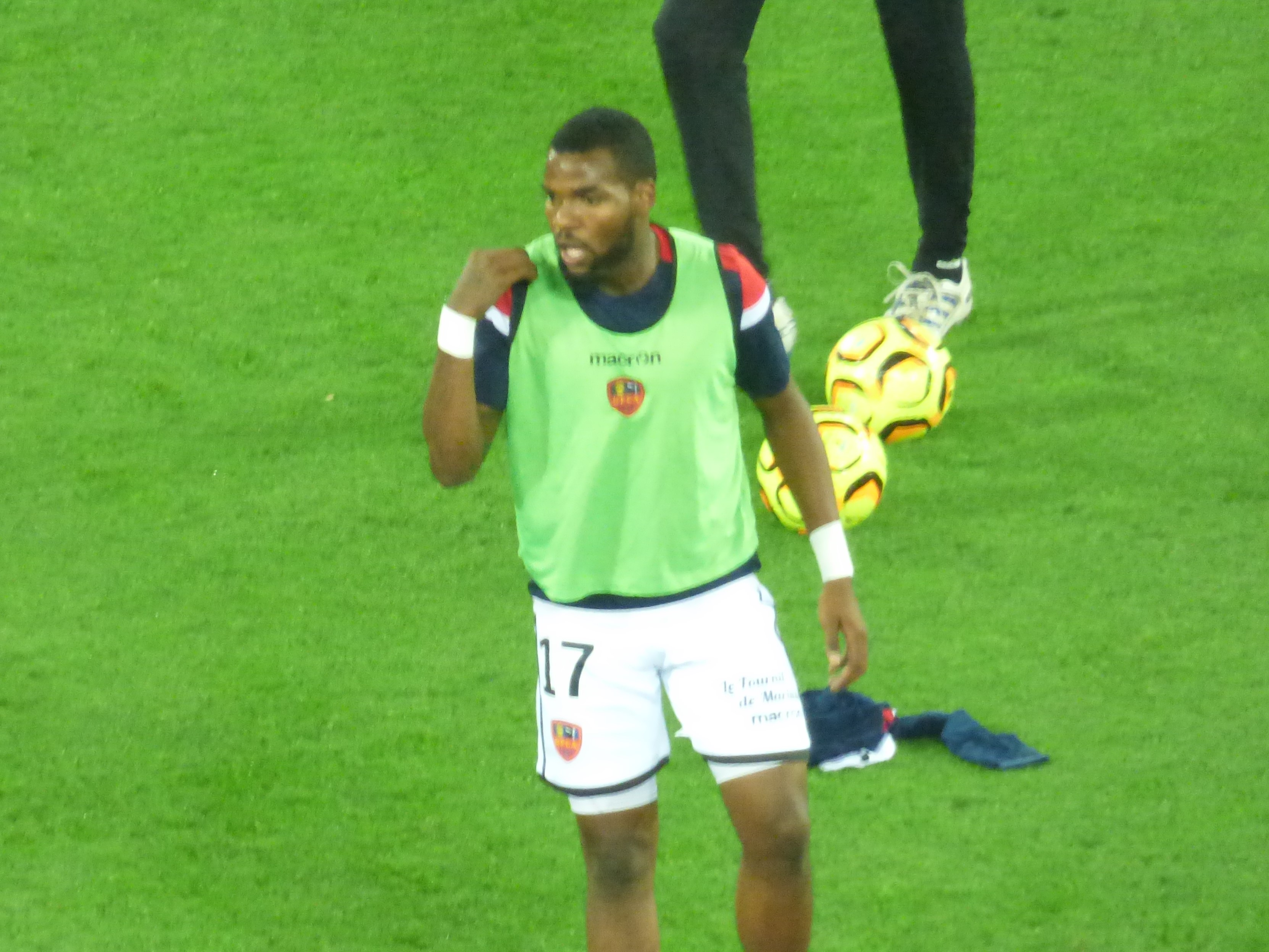
Аарон Бупендза

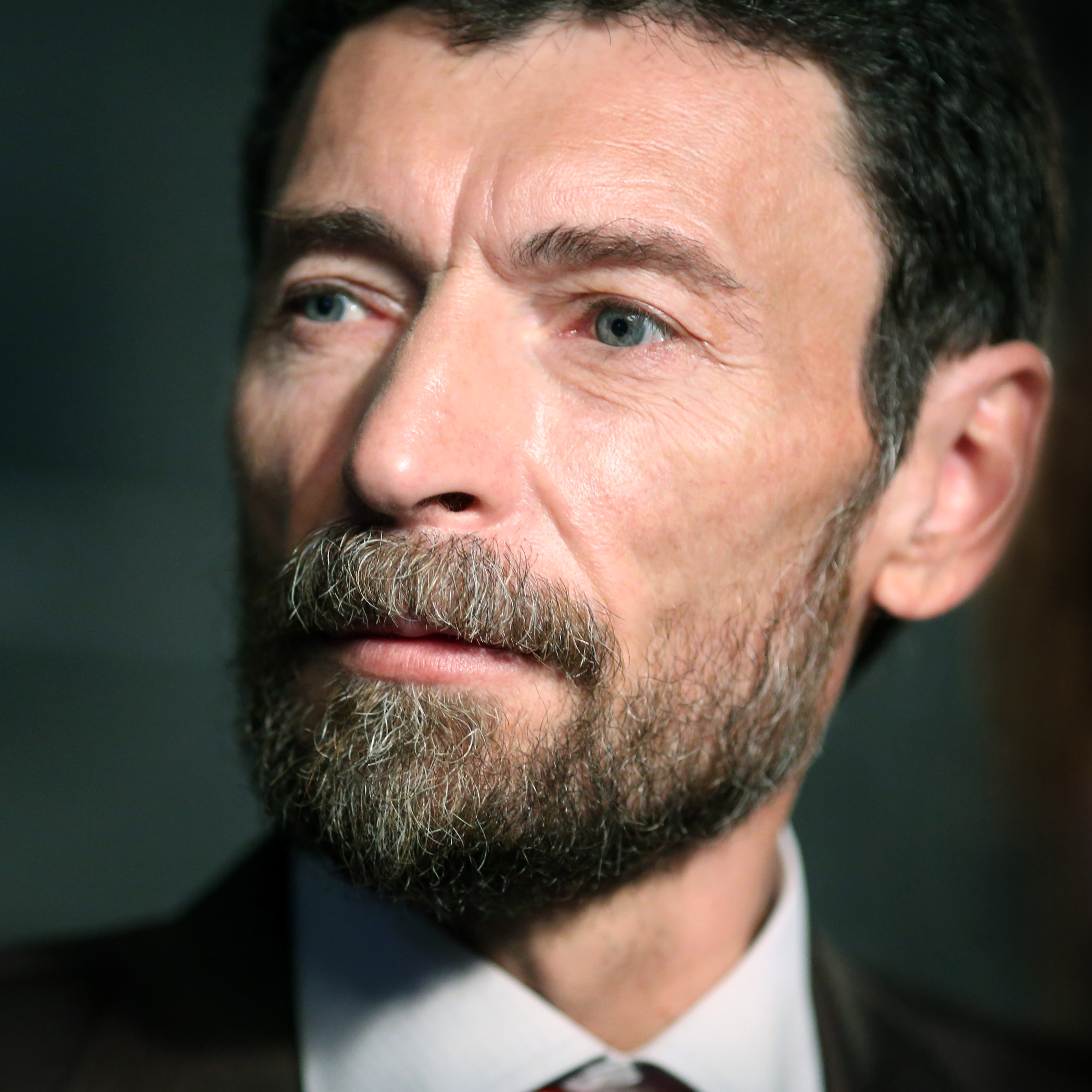
Артак Гулян

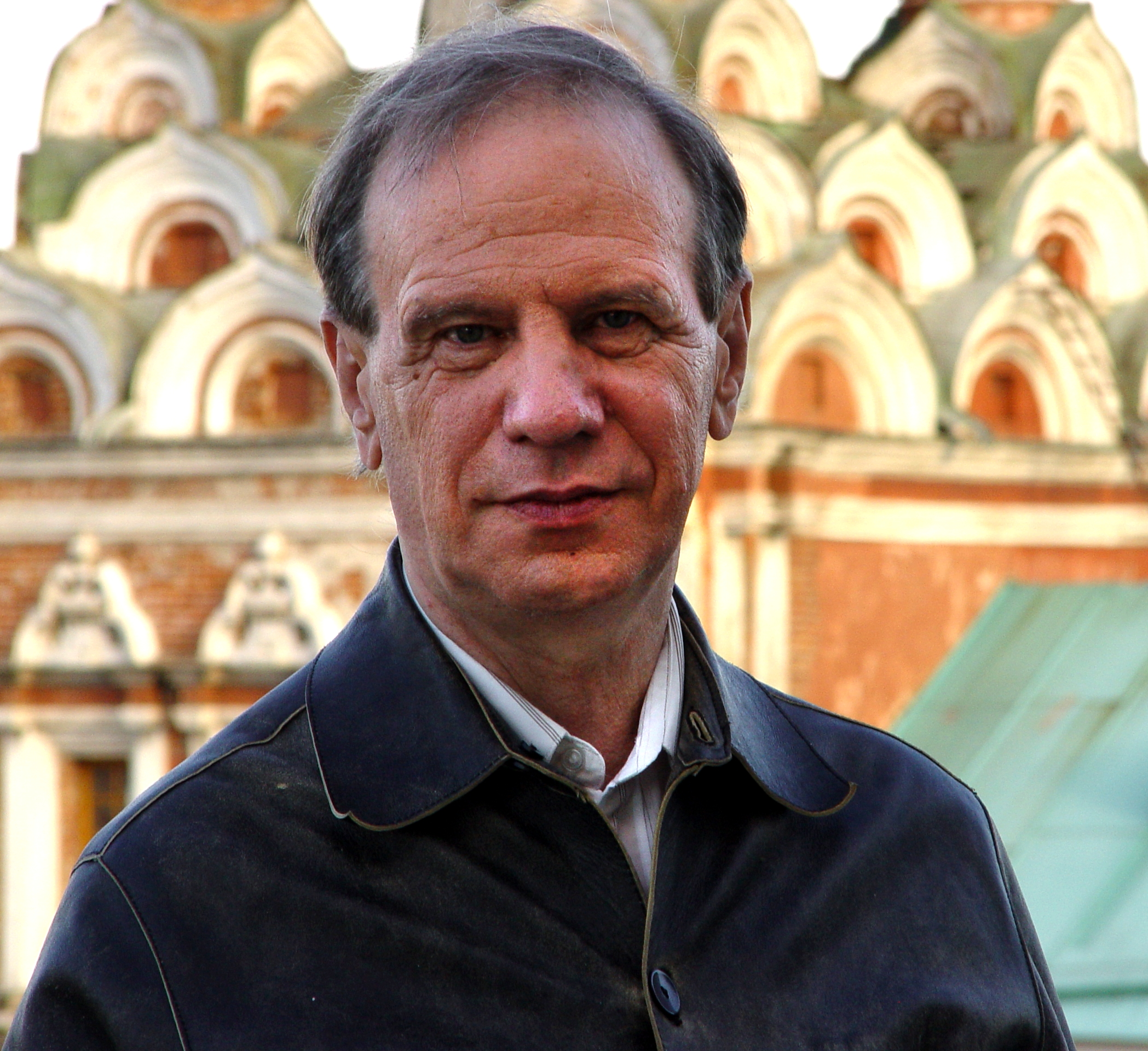
Константин Кедров

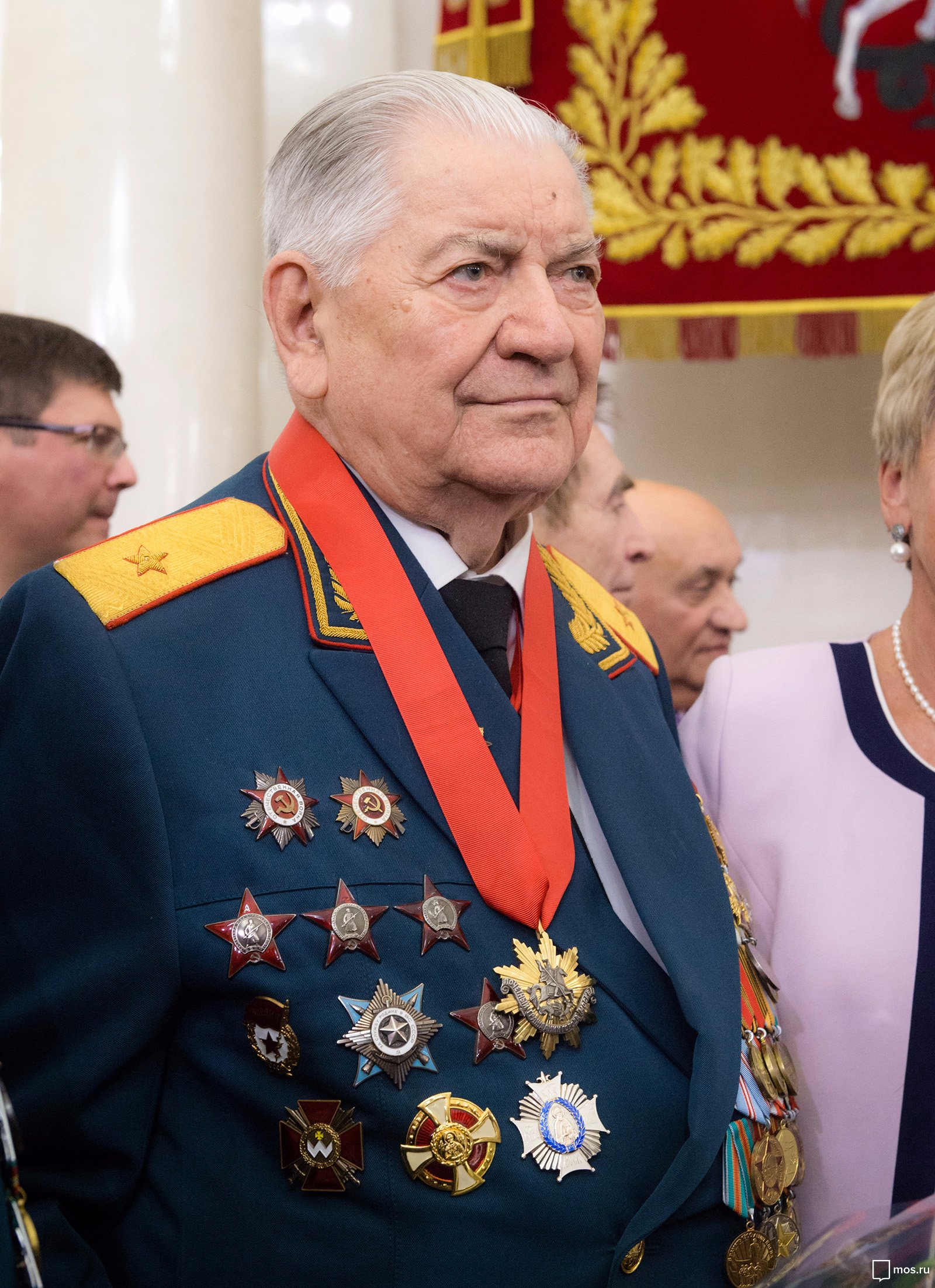
Иван Слухай

- Аунор, Нора (71) — филиппинская актриса, певица и продюсер[144].
- Бупендза, Аарон (28) — габонский футболист, игрок национальной сборной[145].
- Герасимов, Владимир Макарович (74) — советский и российский актёр кино, мастер дубляжа и закадрового озвучания, режиссёр дубляжа[146].
- Горшкова, Нина Павловна (90) — советская и российская актриса[147].
- Гулян, Артак Беникович (66) — советский и армянский архитектор и дизайнер[148].
- Гуревич, Михаил Абрамович (86) — советский и российский писатель-фантаст, журналист, издатель[149].
- Исабаев, Мамадияр Исламович (73) — киргизский юрист, председатель Верховного суда (1995—1998)[150].
- Кедров, Константин Александрович (82) — советский и российский поэт, философ, литературный критик и литературовед[151].
- Коллинз, Дуэйн (37) — американский баскетболист[152].
- Кравинью, Жуан[порт.] (85) — португальский политический деятель, депутат Европейского парламента (1989—1994)[153].
- Ламли, Эд[англ.] (85) — канадский политический деятель, член Палаты общин (1974—1984)[154].
- Саси, Киммо[фин.] (73) — финский политический деятель, депутат Эдускунты (1983—2015)[155].
- Слухай, Иван Андреевич (100) — советский и российский военный деятель, генерал-майор, почётный гражданин Москвы (2016)[156].
- Эрдниев, Валерий Борисович (71) — советский и российский хореограф, заслуженный артист РСФСР (1987)[157].
- Эф, Юснор (87) — малайский поэт-песенник, сценарист, режиссёр-документалист[158].

## 15 апреля

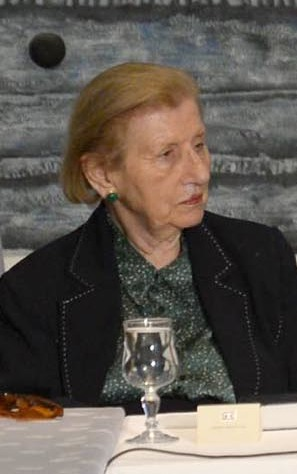
Реума Вейцман

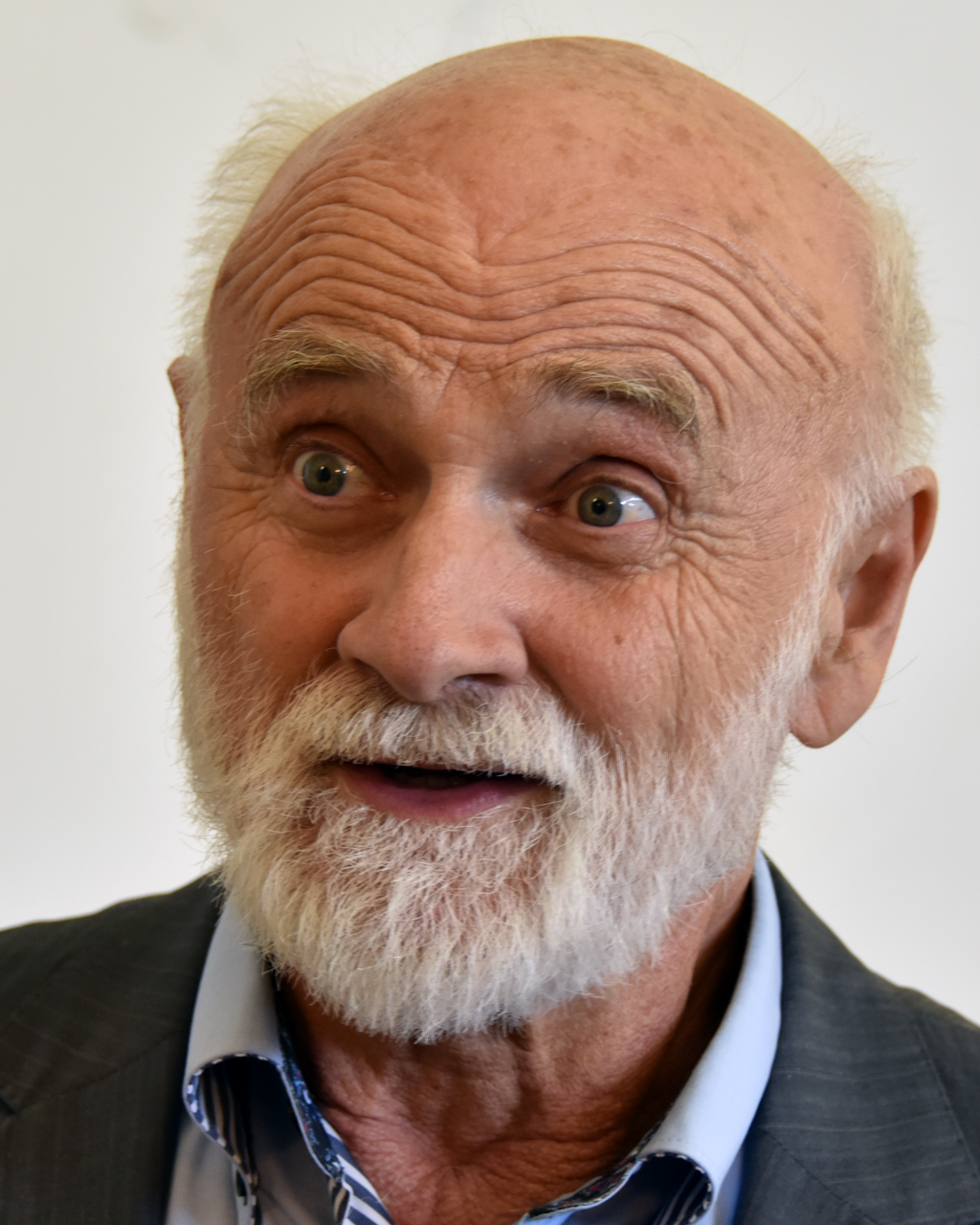
Йозеф Опатрны

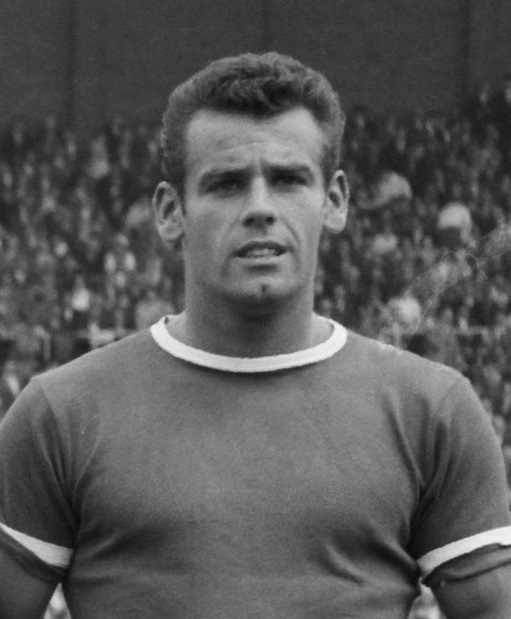
Кес Смит

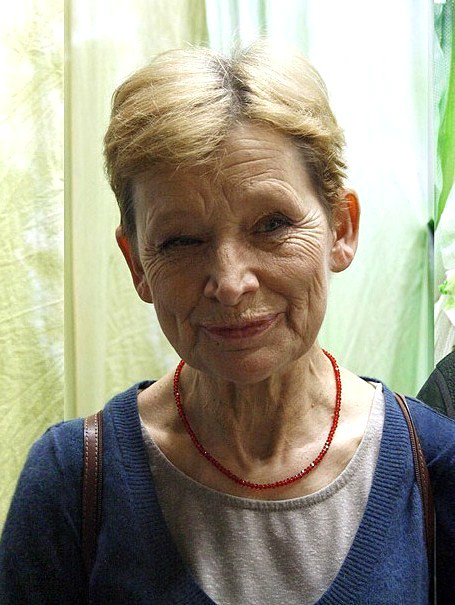
Ядвига Янковская-Цесляк

- Бадмахалгаев, Лаг Цаганманджиевич (89) — советский хозяйственный, государственный и политический деятель, председатель Совета министров Калмыцкой АССР (1974—1989)[159].
- Вейцман, Реума (99) — израильская общественная деятельница, первая леди Израиля (1993—2000)[160].
- Диес, Абель[исп.] (72) — испанский футболист[161].
- Калашников, Валерий Васильевич (74) — советский и российский аграрий и государственный деятель, председатель Рязанского облисполкома (1990—1991), директор ВНИИ коневодства (1991—2017), академик РАСХН (2003—2013), академик РАН (2013), заслуженный деятель науки Российской Федерации (2000)[162].
- Кисимото, Сюхэи[яп.] (68) — японский политик, член Палаты представителей (2009—2022), губернатор Вакаямы (с 2022)[163].
- Опатрны, Йозеф (79) — чешский историк и ибероамериканист[164].
- Синёв, Виктор Николаевич (85) — советский и украинский педагог и психолог, академик НАПНУ (1994)[165].
- Смит, Кес (85) — нидерландский футболист[166].
- Сокол, Василий Васильевич[укр.] (70) — украинский фольклорист, член-корреспондент НАН Украины (2021)[167].
- Сорокин, Валентин Васильевич (88) — советский и российский писатель[168].
- Тиссен, Вернер[нем.] (86) — немецкий католический прелат, архиепископ Гамбурга (2002—2014)[169].
- Эррера, Карлос Энрике (89) — коста-риканский футболист, игрок национальной сборной[170].
- Янковская-Цесляк, Ядвига (74) — польская актриса[171].

## 14 апреля

Абдулла Ахмад Бадави

- Абдулла Ахмад Бадави (85) — малайзийский политический и государственный деятель, премьер-министр (2003—2009)[172].
- Давид, Филип[серб.] (84) — сербский писатель и сценарист[173].
- Зима, Елизавета Корнеевна (79) — советская и российская актриса, заслуженная артистка Российской Федерации (1997)[174].
- Киршен, Яаков (87) — израильский карикатурист, политический аналитик и блогер[175].
- Кляйн, Авраам[ивр.] (91) — израильский футбольный судья[176].
- Маген-Халеви, Ализа[ивр.] (87) — израильская разведчица, заместитель директора Моссада (1997—1999)[177].
- Маджидова, Гавхар (82) — советская и таджикская танцовщица, народная артистка Таджикской ССР (1987)[178].
- Милосавлевич, Слободан[фр.] (81) — французский футболист[179].
- Муратов, Александр Игоревич (89) — советский и украинский кинорежиссёр и сценарист, заслуженный деятель искусств Украинской ССР (1990)[180].
- Найвайд, Софи (24) — американская актриса[181].
- Совак, Ян[чеш.] (72) — чешский художник, мастер палеоарта[182].

## 13 апреля

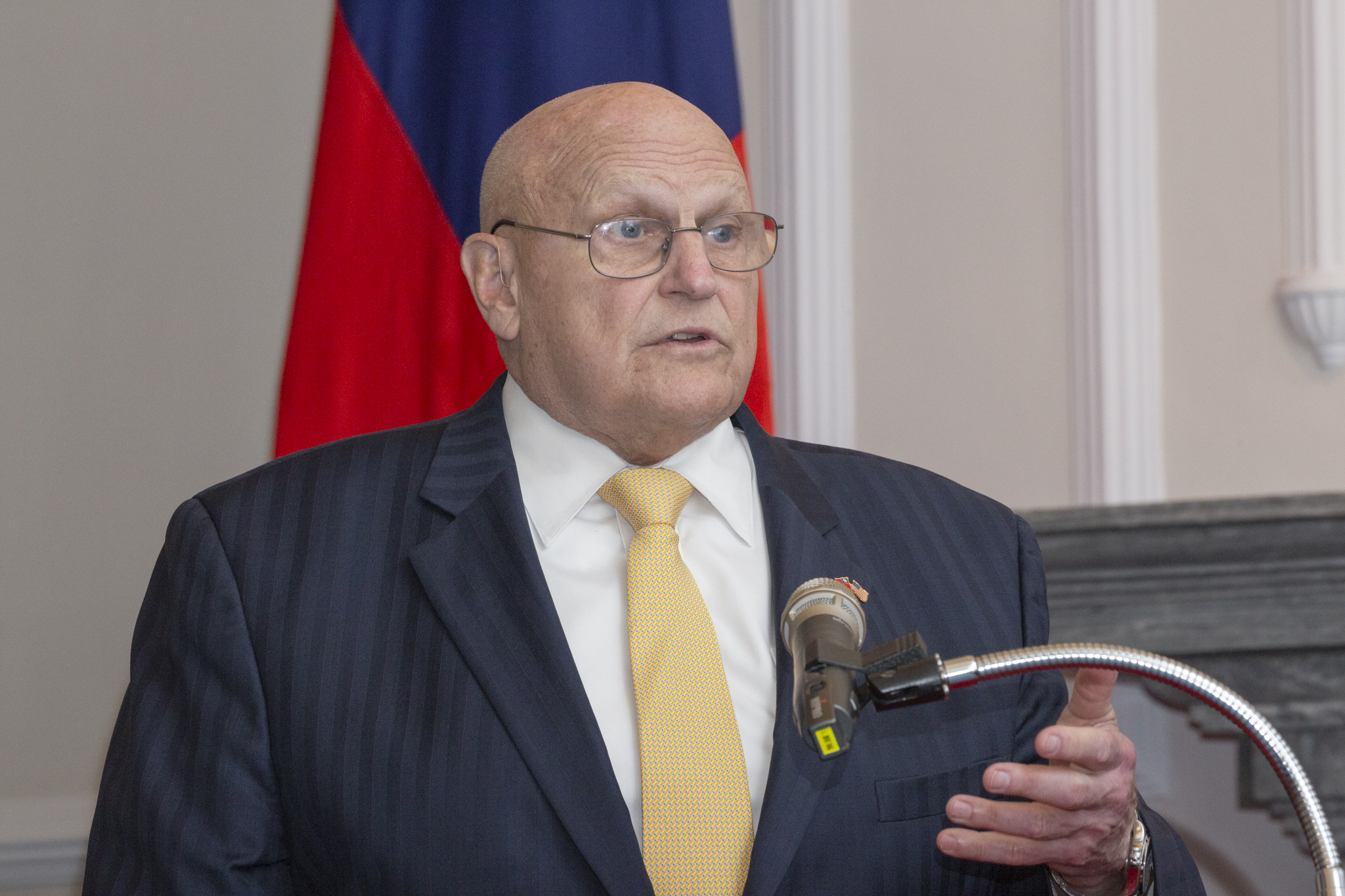
Ричард Армитидж

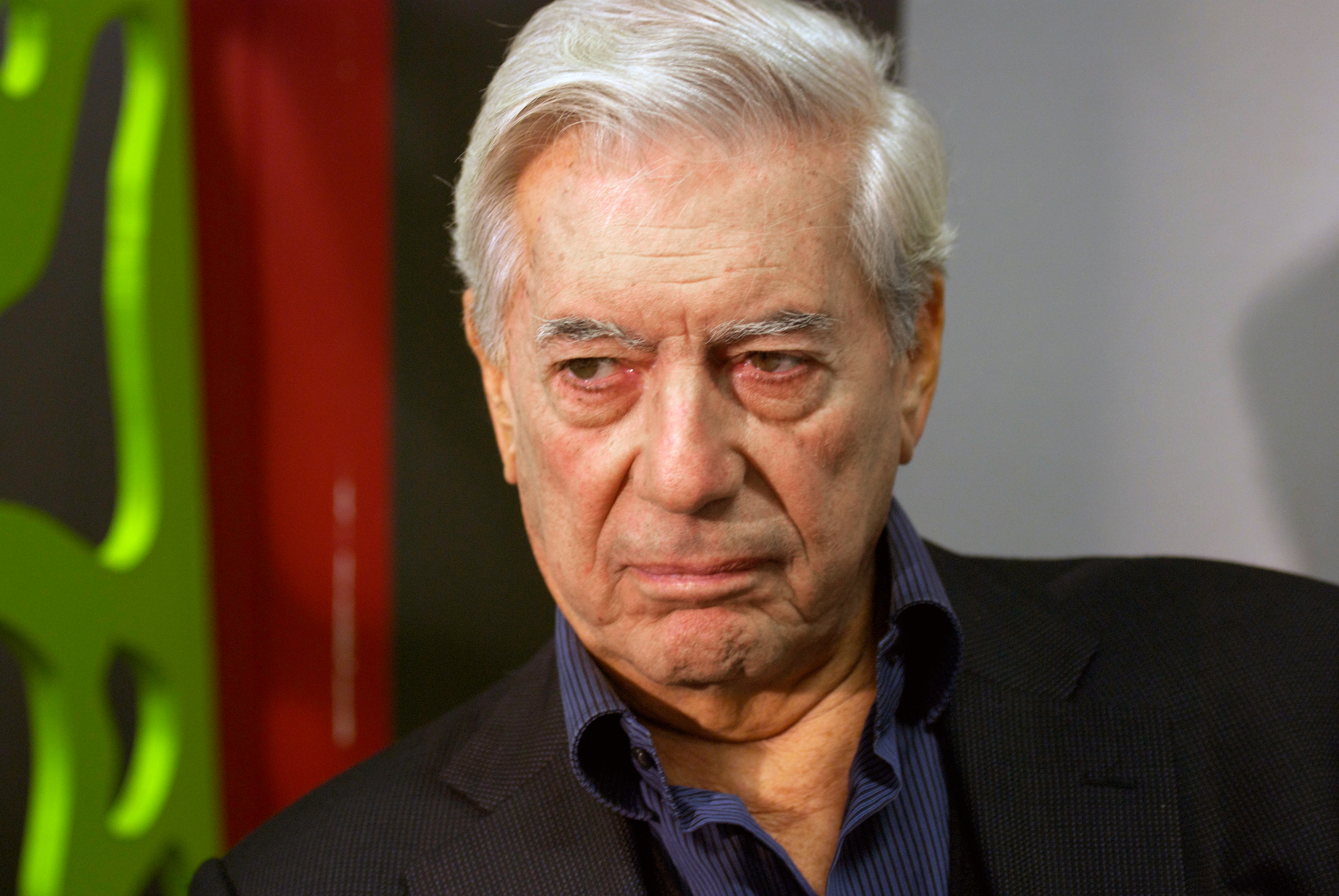
Марио Варгас Льоса

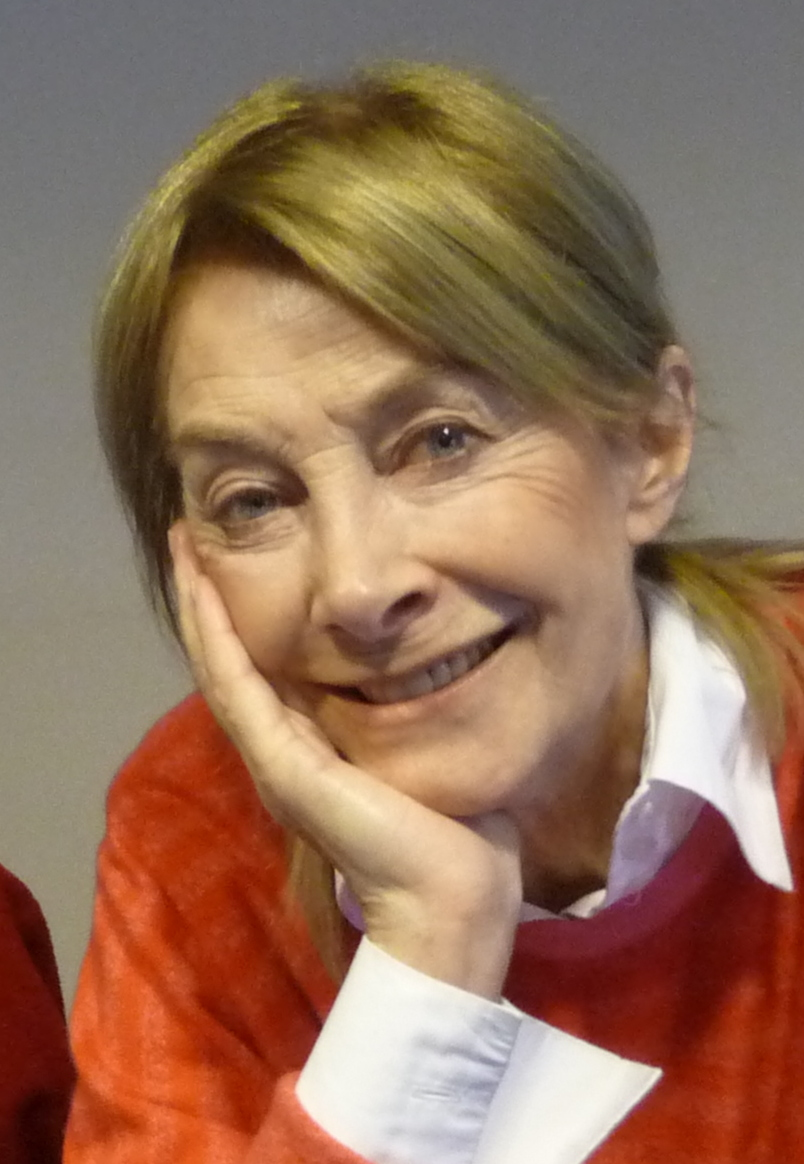
Джин Марш

- Армитидж, Ричард (79) — американский политик, заместитель государственного секретаря США (2001—2005)[183].
- Ахмад, Хуршуд[англ.] (93) — пакистанский политический деятель, сенатор (2002—2012)[184].
- Варгас Льоса, Марио (89) — перуанский прозаик и драматург, публицист, политический деятель, лауреат Нобелевской премии по литературе (2010), член Французской академии (2021)[185].
- Вими, Роланд[чеш.] (55) — чехословацкий игрок в настольный теннис, бронзовый призёр чемпионата мира (1991)[186].
- Вуд, Боб[англ.] (85) — канадский политический деятель, член Палаты общин (1988—2004)[187].
- Григорьева, Нина Ильинична (86) — советская и российская театральная актриса, народная артистка РСФСР (1986)[188].
- Калби, Саллех[малайск.] (60) — малайзийский политический деятель, депутат Парламента (2008—2013)[189].
- Коннелли, Чак[англ.] (70) — американский художник[190].
- Марш, Джин (90) — британская актриса и писательница, лауреат премии «Эмми» (1975)[191].
- Попова, Дина Олеговна[укр.] (47) — украинский финансист, глава Музея истории Киева (с 2022)[192].
- Ростовцева, Инна Ивановна (86) — советский и российский литературный критик[193].

## 12 апреля

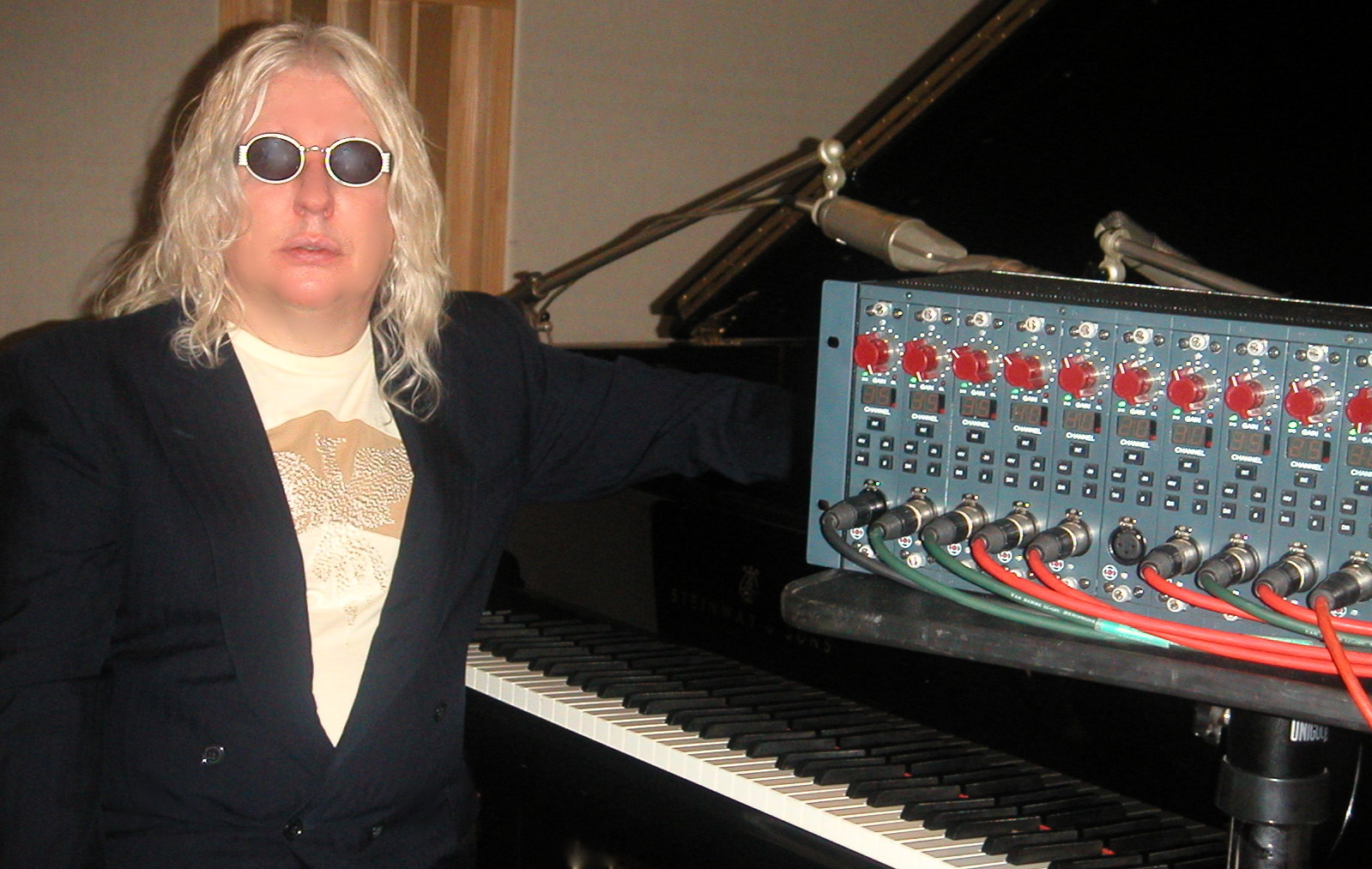
Рой Томас Бейкер

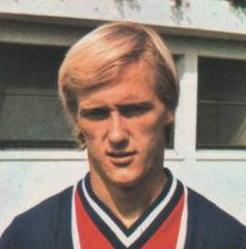
Лионель Жюстье

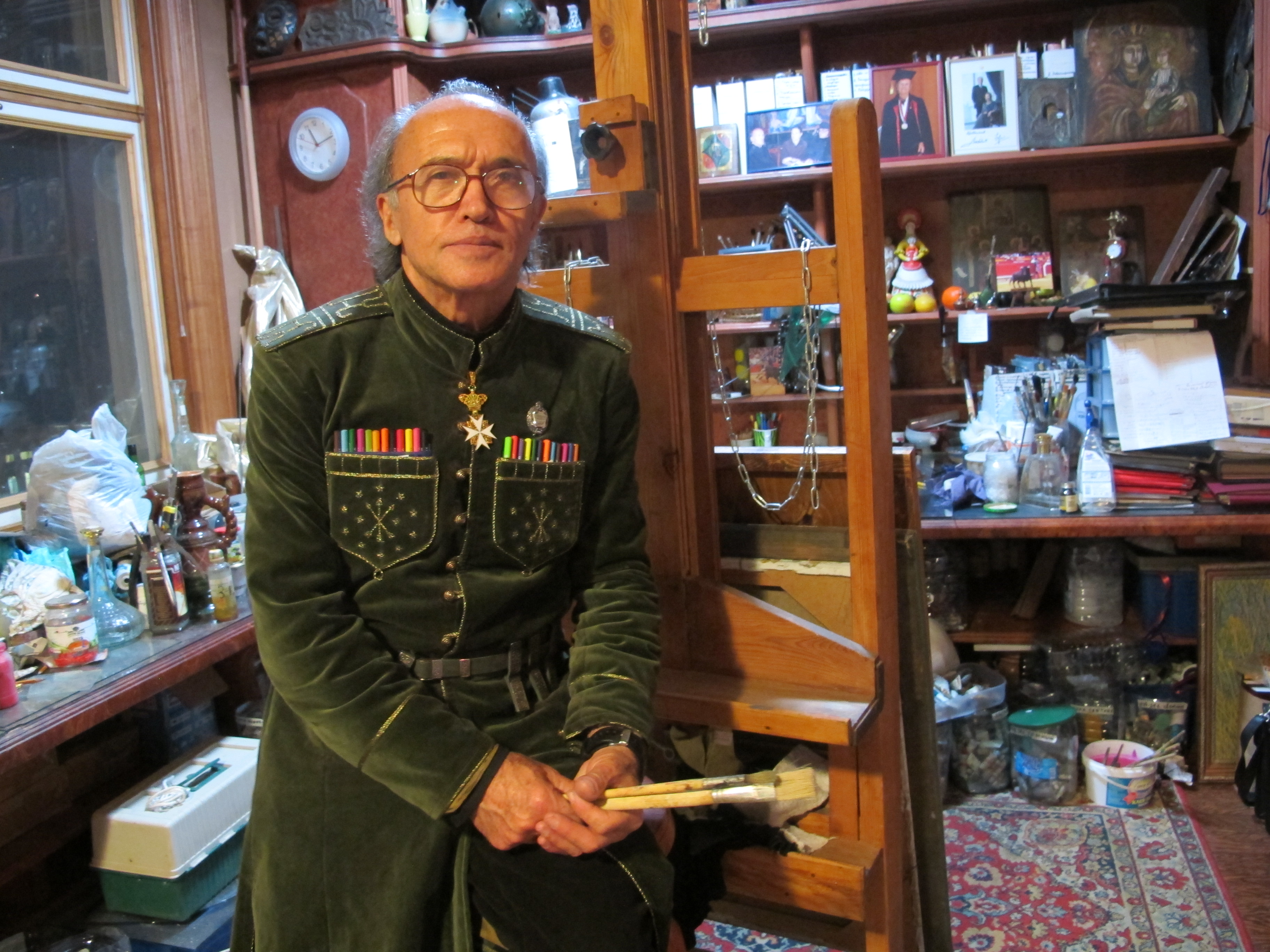
Мухадин Кишев

- Бейкер, Рой Томас (78) — британский музыкальный продюсер[194].
- Бройер, Жан[нем.] (87) — западногерманский трековый велогонщик, чемпион мира (1974)[195].
- Жюстье, Лионель (68) — французский футболист[196]
- Земсков, Андрей Михайлович (77) — советский и российский микробиолог, заслуженный деятель науки Российской Федерации (1999)[197].
- Иванов, Павел Иванович (26) — украинский лётчик, участник российско-украинской войны, Герой Украины (2025, посмертно); погиб в бою[198].
- Кишев, Мухадин Исмаилович (85) — советский, российский и испанский художник, академик РАХ (2009), заслуженный художник Российской Федерации (2013)[199].
- Конобеева, Светлана Васильевна (83) — советский и российский офтальмолог, заслуженный врач Российской Федерации (2005)[200].
- Корралес, Пилита[англ.] (85) — филиппинская певица и актриса[201].
- Тот, Дженнифер[англ.] (57) — американская журналистка и писательница[202].
- Чукву, Кристиан (74) — нигерийский футболист и футбольный тренер, игрок и тренер национальной сборной[203].

## 11 апреля

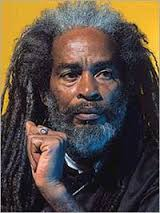
Макс Ромео

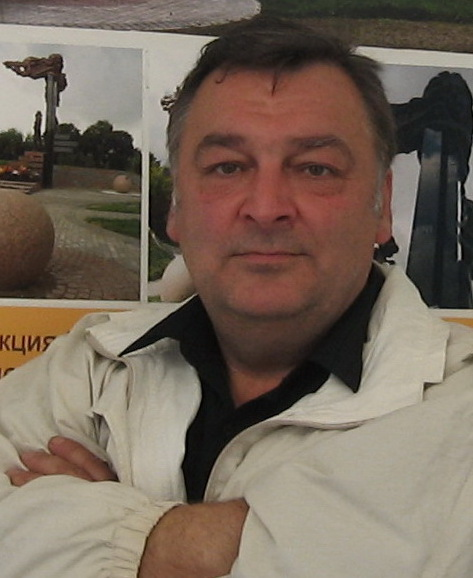
Игорь Морозов

- Берри, Майк[англ.] (82) — британский певец и актёр[204].
- Леонова, Лидия Сидоровна (94) — советский передовик сельского хозяйства, Герой Социалистического Труда (1971)[205].
- Лиховид, Георгий Иванович (77) — российский художник-монументалист и график, заслуженный художник Российской Федерации (2004)[206].
- Макс Ромео (80) — ямайский регги-исполнитель[207].
- Морозов, Игорь Вячеславович (71) — советский и белорусский культуролог[208].
- Родин, Александр Васильевич (77) — советский и российский государственный деятель, председатель Государственного комитета России по рыболовству (1997—1998)[209].
- Темелский, Христо (76) — болгарский историк[210].
- Шилов, Виктор Васильевич (69) — советский и российский педагог и музыкант, заслуженный учитель Российской Федерации (1999)[211].
- Этемад, Акбар[перс.] (95) — иранский инженер-электронщик, глава Организации по атомной энергии[212].

## 10 апреля

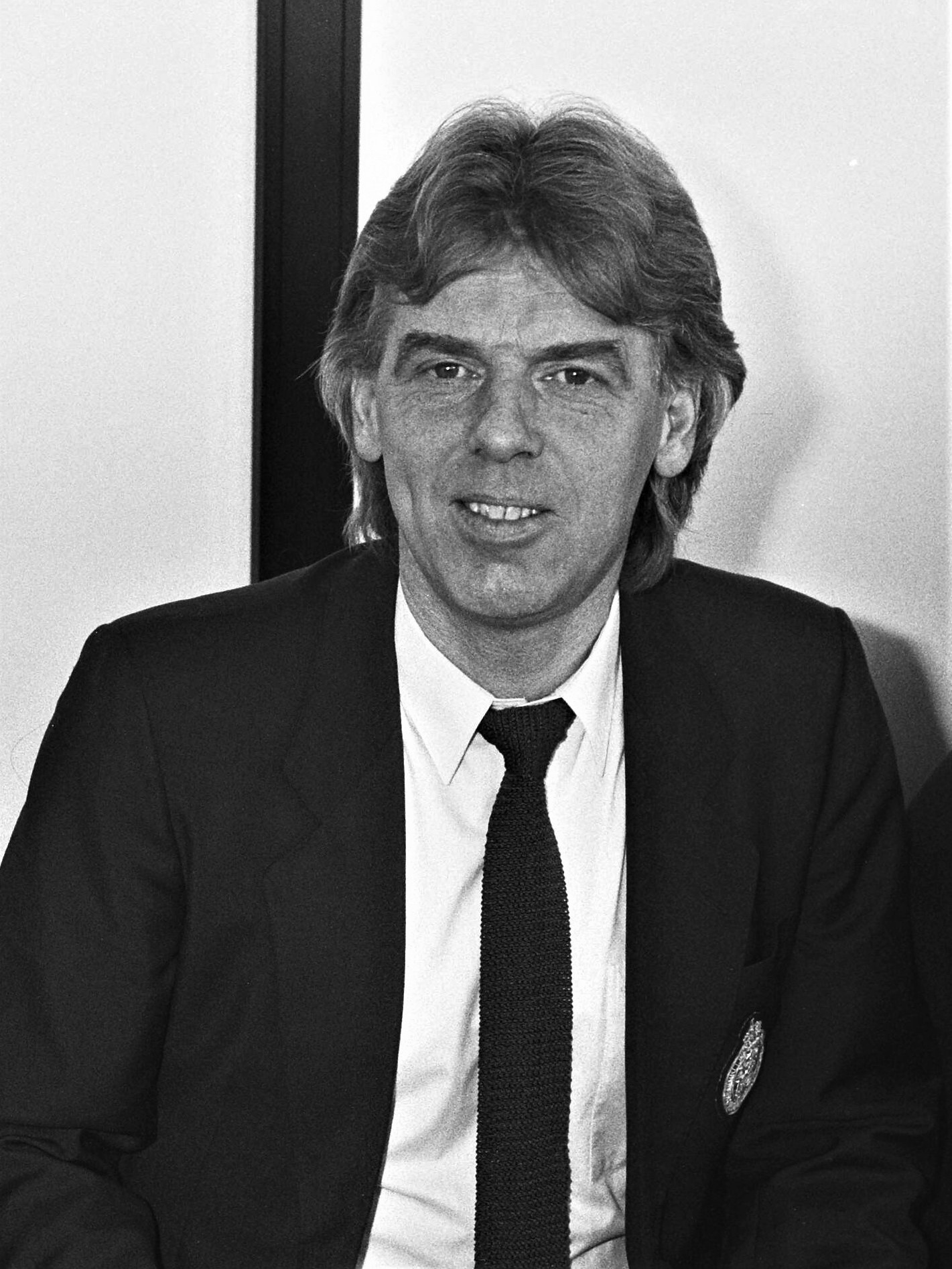
Лео Бенхаккер

Тед Котчефф

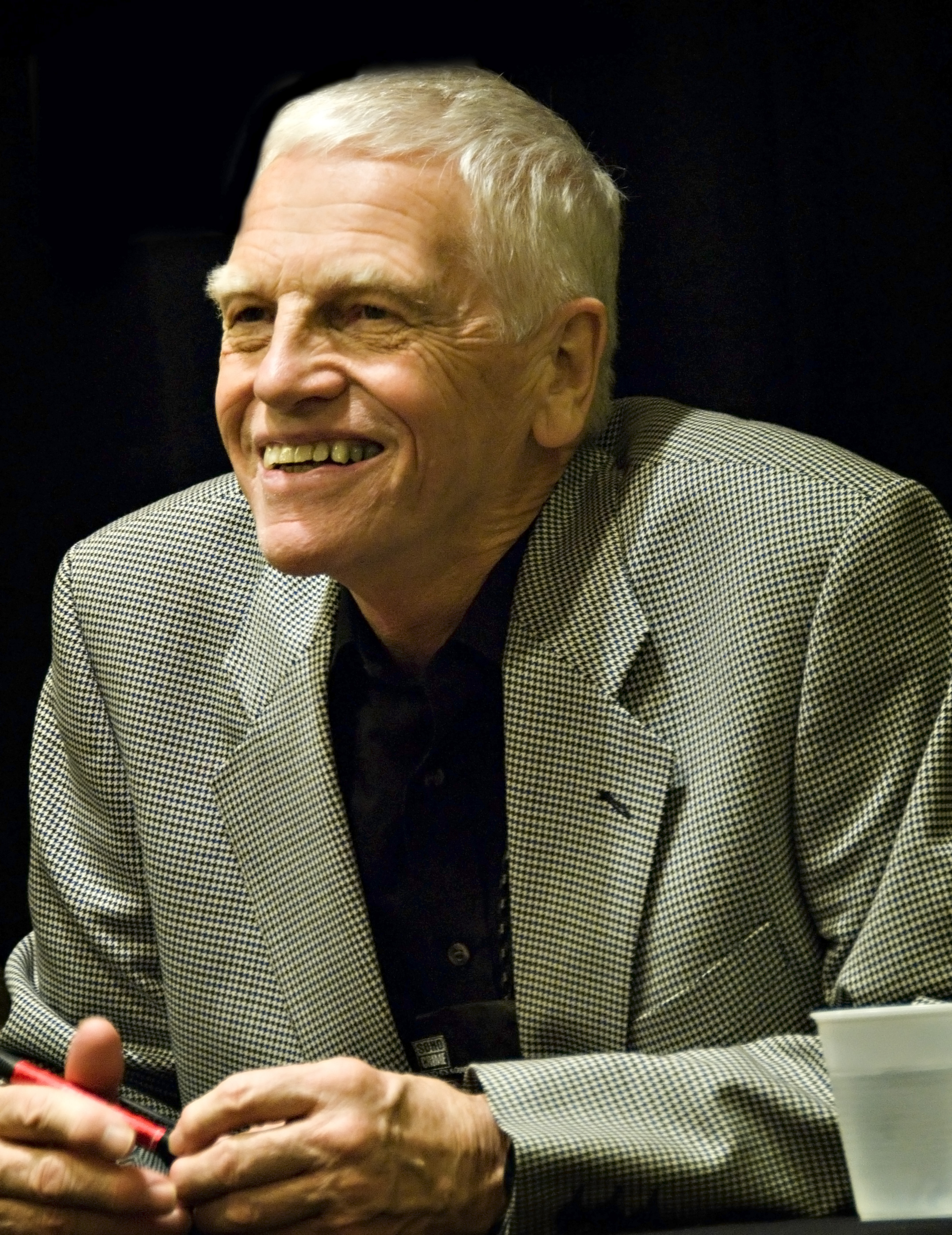
Питер Ловси

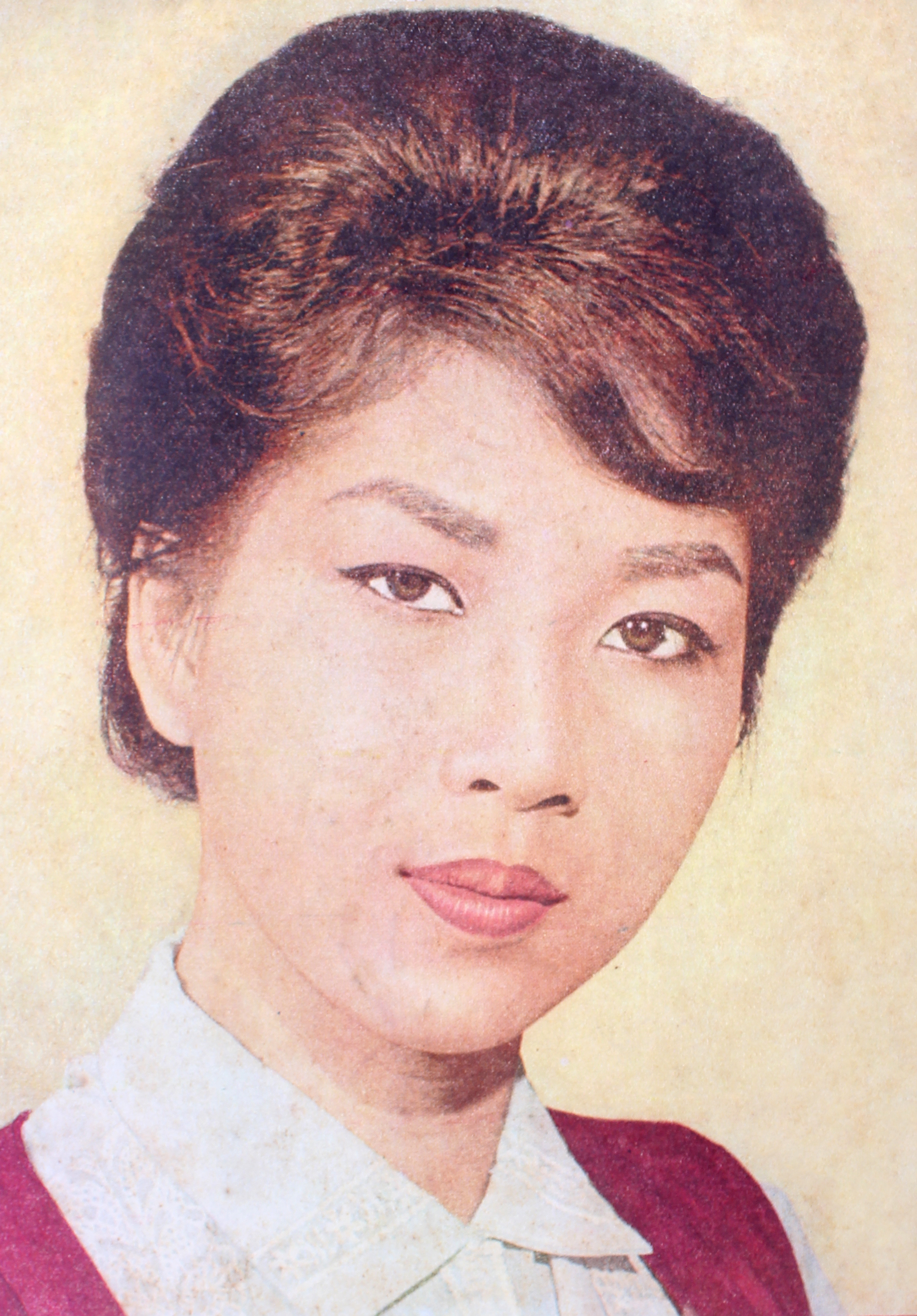
Титик Пуспа

- Бенхаккер, Лео (82) — нидерландский футбольный тренер[213].
- Ганиева, Фаида Абубакаровна (88) — советский и российский лингвист и кавказовед[214].
- Ермаков, Вадим Викторович (85) — советский и российский биогеохимик[215].
- Косевич, Александр Александрович (59) — украинский футболист, тренер и функционер[216].
- Котчефф, Тед (94) — канадский кинорежиссёр[217].
- Ку Фэн (94) — гонконгский и китайский актёр[218].
- Кушнир, Ирина Николаевна (68) — советская и российская актриса, заслуженная артистка Российской Федерации (1998)[219].
- Ловси, Питер (88) — английский писатель[220].
- Маркович, Люси[англ.] (27) — австралийская фотомодель[221].
- Мевис, Йозеф (94) — бельгийский борец вольного стиля, серебряный призёр Олимпийских игр (1956)[222].
- Нобле, Алексис[исп.] (61) — уругвайский футболист[223].
- Титик Пуспа (87) — индонезийская певица, композитор и актриса[224].
- Эклунд, Никлас (56) — шведский трубач[225].
- Янтоляк, Мариян (85) — югославский футболист и хорватский футбольный тренер[226].

## 9 апреля

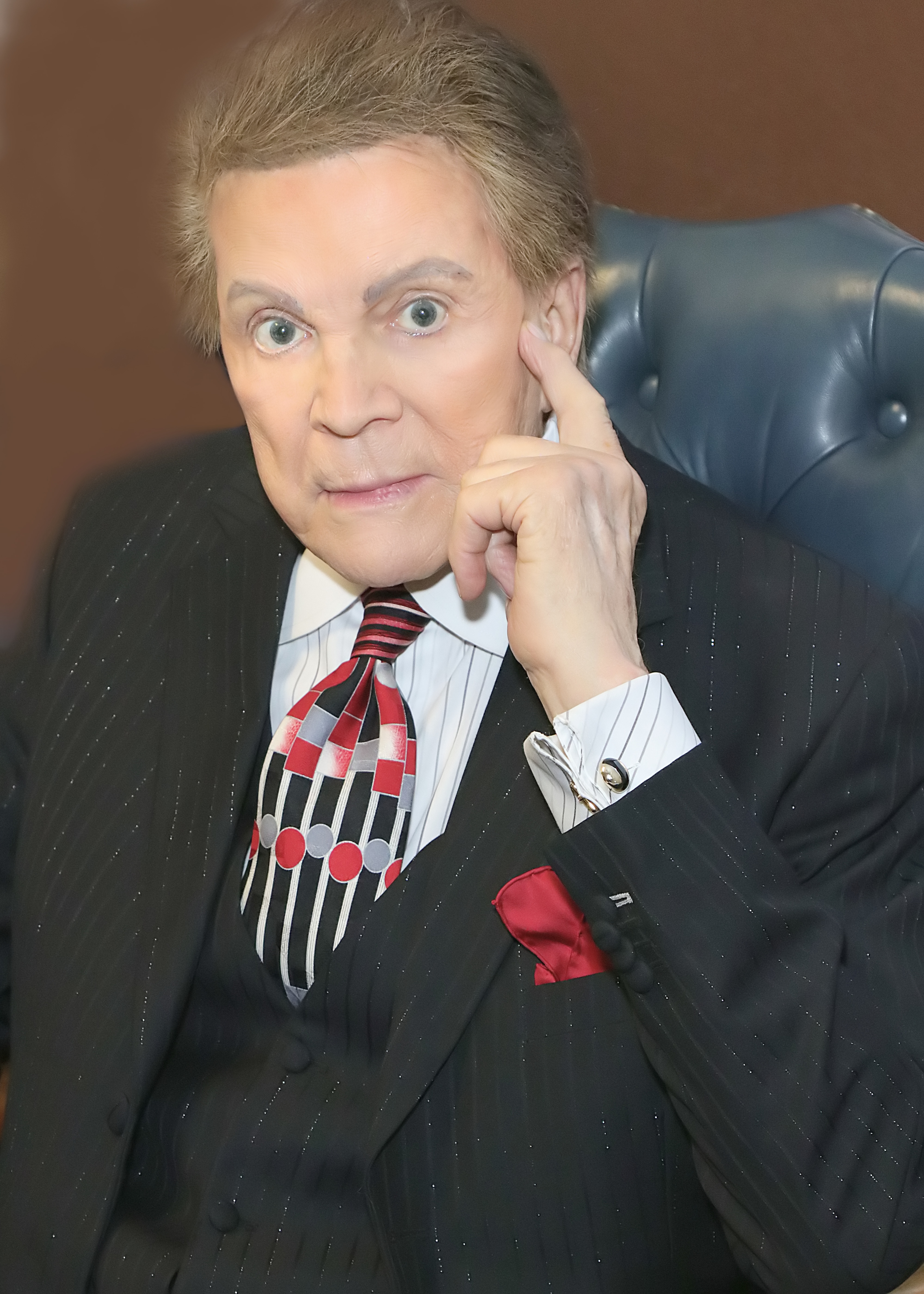
Мел Новак

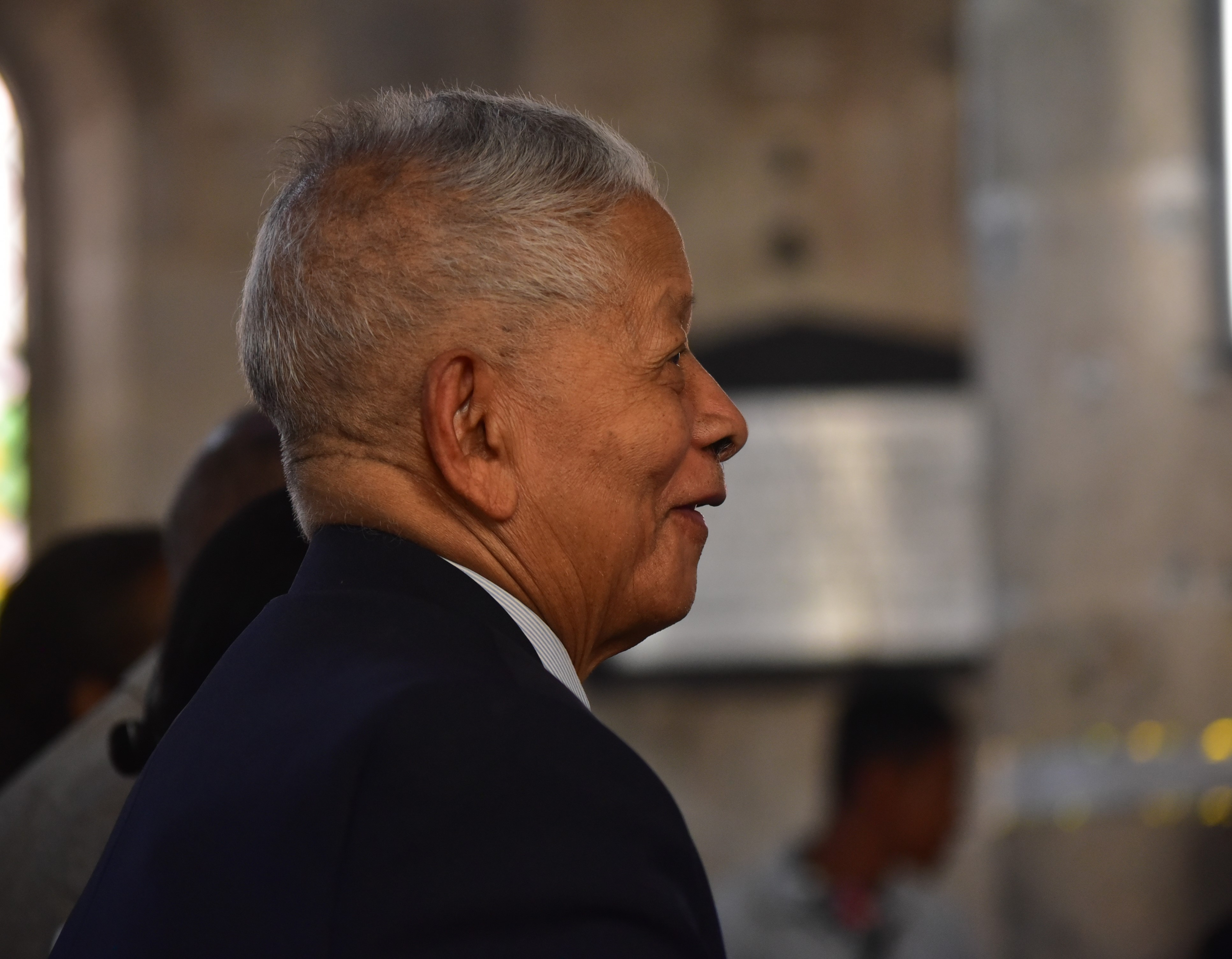
Фредерик Рандриамамундзи

- Аль-Файез, Эйд[араб.] (80) — иорданский политический деятель, министр внутренних дел (2006—2009)[227].
- Анантхан, Кумари[англ.] (92) — индийский политический деятель, депутат Лок Сабхи (1977—1996)[228].
- Гросс, Эндрю[англ.] (72) — американский писатель[229].
- Кани, Роберто (57) — итальянский скрипач[230].
- Копейкин, Кирилл Владимирович (65) — российский религиозный деятель, физик и богослов[231].
- Кривко, Алексей Григорьевич (85) — советский передовик сельского хозяйства, Герой Социалистического Труда (1967)[232].
- Новак, Мел (90) — американский актёр[233].
- Рандриамамундзи, Фредерик (92) — малагасийский дипломат, посол в СССР (1976—1986)[234].
- Сидорова, Вера Васильевна (90) — советский партийный и государственный деятель, и. о. председателя Президиума Верховного Совета Казахской ССР (1988—1989), Герой Социалистического Труда (1976)[235].
- Тараков, Лев Юрьевич (58) — казахстанский журналист и общественный деятель[236].
- Тасенко, Виталий Петрович (50) — российский футболист[237].

## 8 апреля

Светлана Герасименко

Манга Аилтон

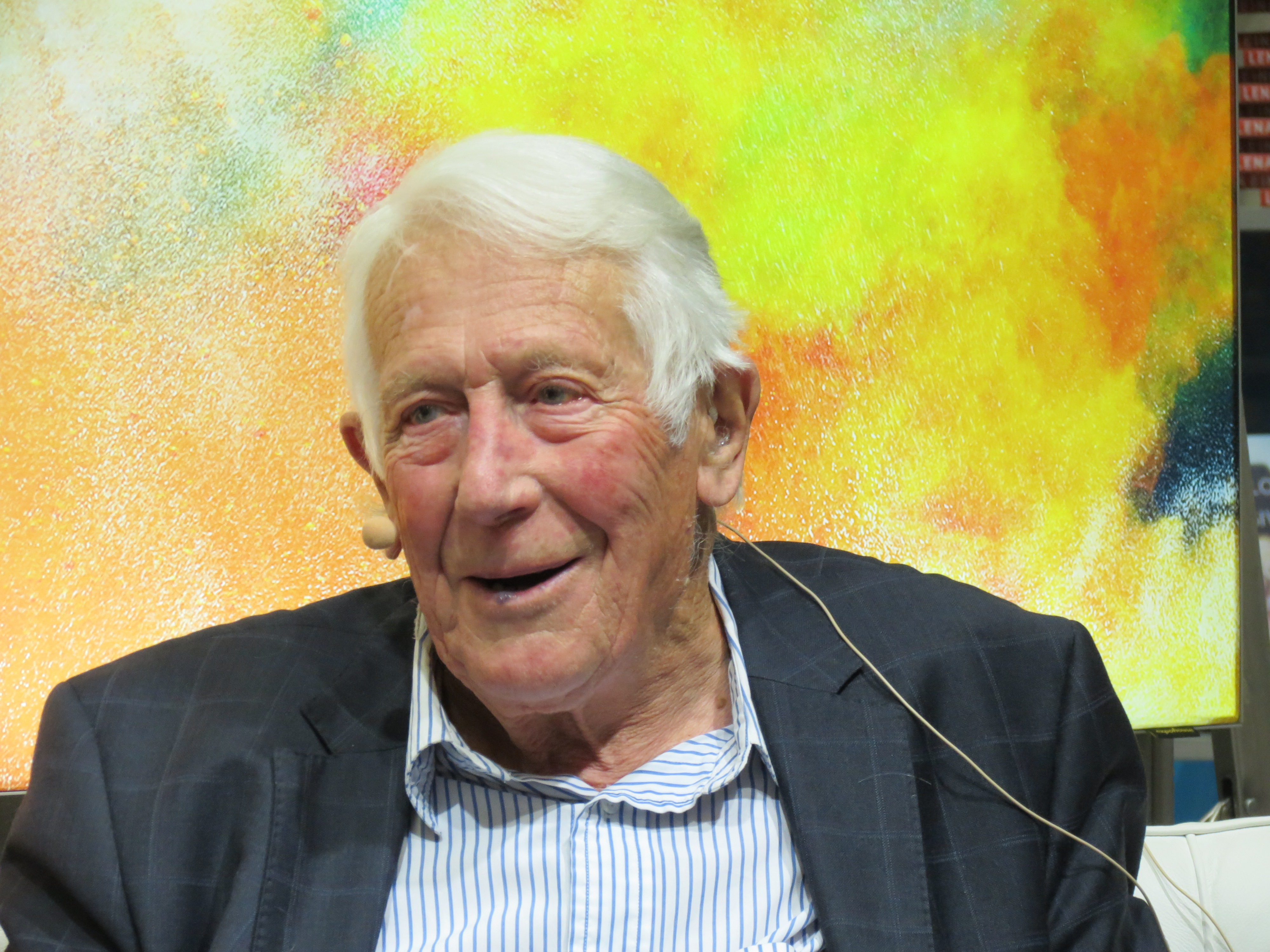
Карл-Йоран Экервальд

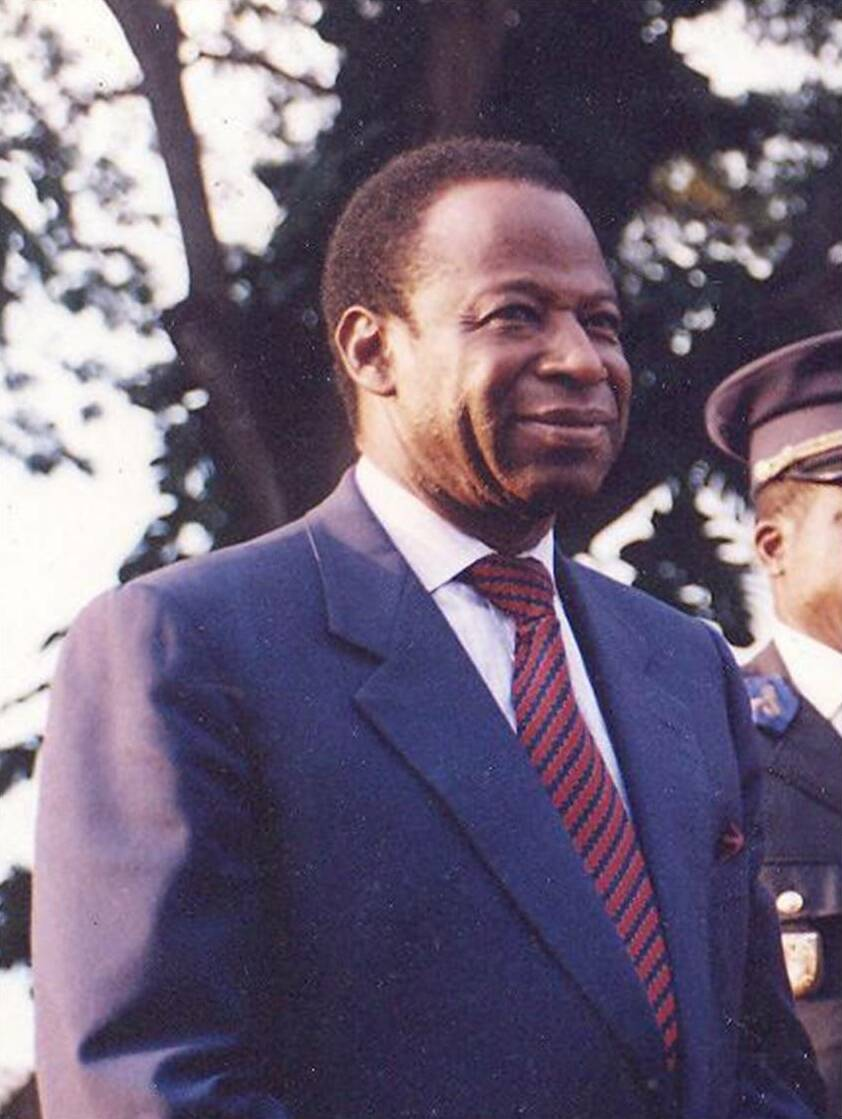
Амара Эсси

- Аль-Насер, Фалех[араб.] — иорданский политик, министр здравоохранения (2001—2002)[238].
- Бернхайм, Кэти[фр.] (78) — французская журналистка и писательница[239].
- Бургсмюллер, Вильгельм (93) — немецкий футболист[240].
- Виндшуттл, Кит[англ.] (82/83) — австралийский историк[241].
- Герасименко, Светлана Ивановна (80) — советский и таджикский астроном, первооткрыватель кометы 67P/Чурюмова — Герасименко[242].
- Гуревич, Александр Николаевич (78) — российский скрипач, дирижёр, музыкальный педагог[243].
- Дамаскин (Папаяннакис) (67/68) — архиерей Критской православной церкви, митрополит Кидонийский и Апокоронский (с 2006)[244].
- Долгина, Елена Михайловна (83) — советский и российский режиссёр, заслуженный деятель искусств Российской Федерации (1992)[245].
- Ишсевер, Вахдеттин (56) — турецкий боксёр, бронзовый призёр чемпионата Европы (1996)[246].
- Манга Аилтон (87) — бразильский футболист, игрок национальной сборной[247].
- Хайдер, Тадж (83) — пакистанский политический деятель, сенатор (1995—2000)[248].
- Экервальд, Карл-Йоран (101) — шведский писатель[249].
- Энтин, Лев Матвеевич (96) — советский и российский правовед, заслуженный деятель науки Российской Федерации (1999)[250].
- Эсси, Амара (80) — ивуарийский политический деятель, министр иностранных дел (1990—2000), председатель Генеральной Ассамблеи ООН (1994—1995), глава Организации африканского единства (2001—2002)[251].
- Погибшие при обрушении крыши ночного клуба Jet Set[252]:
  - Бланко, Тони[англ.] (44) — доминиканский бейсболист.
  - Дотель, Октавио[англ.] (51) — доминиканский бейсболист.
  - Крус, Нельси[англ.] (42) — доминиканский политик, губернатор провинции Монте-Кристи (с 2020).
  - Перес, Рубби[англ.] (69) — доминиканский музыкант меренге.

## 7 апреля
- Адамс, Кенни[англ.] (84) — американский тренер по боксу, тренер 25 чемпионов мира[253].
- Белфорд, Эдвард[англ.] (59) — суринамский политик, министр юстиции и полиции (2012—2015), депутат Национальной ассамблеи (с 2015)[254].
- Вунацос, Димитрос[греч.] (81—82) — греческий политик, депутат Парламента (1981—1990, 1991—1996)[255].
- Гладильщиков, Юрий Викторович (63) — российский кинокритик, журналист и публицист[256].
- Коверда, Владимир Петрович (78) — российский физик, член-корреспондент РАН (1997)[257].
- Лал, Рагхбир (95) — индийский игрок в хоккей на траве, олимпийский чемпион (1952, 1956)[258].
- Леви, Марвин[англ.] (95) — американский публицист, лауреат почётной премии «Оскар» (2018)[259].
- Лялин, Алексей Михайлович (77) — российский экономист, ректор ГУУ (2006—2011)[260].
- Миллен, Грег[англ.] (67) — канадский хоккеист, бронзовый призёр чемпионата мира (1982)[261].
- Навакви, Эдит[англ.] (65) — замбийский экономист и политик, министр финансов (1998—1999)[262].
- Пу, Мурдайя[англ.] (79) — индонезийский миллиардер и политический деятель, депутат Совета народных представителей (2004—2009)[263].
- Сорель, Клод (76) — французский регбист и регбийный тренер, тренер сборной России по регби (2007—2008)[264].
- Финн, Уильям[англ.] (73) — американский композитор, лауреат премии «Тони» (1992)[265].
- Фолкнер, Алекс[англ.] (88) — канадский хоккеист («Торонто Мейпл Лифс»)[266].
- Цупак, Марцел[чеш.] (51) — чешский футболист[267].
- Юозапайтис, Витаутас (88) — литовский композитор и дирижёр[268].

## 6 апреля

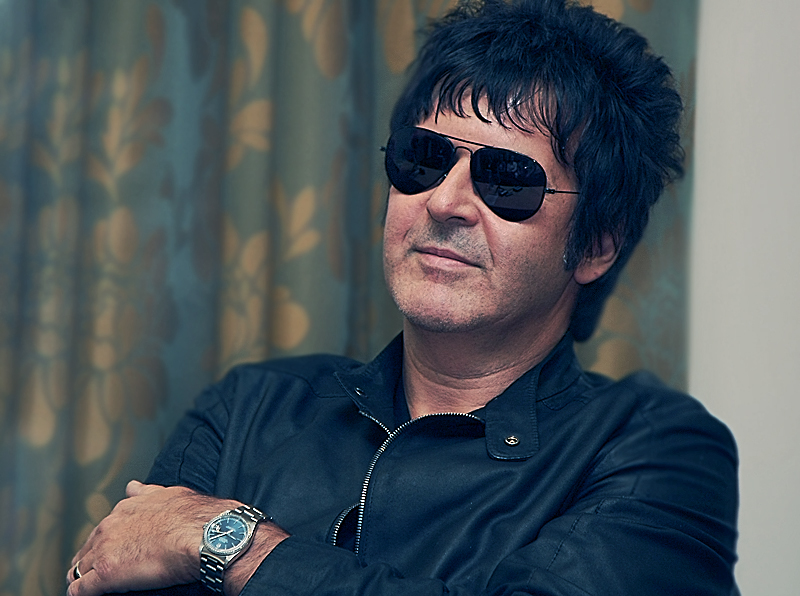
Клем Берк

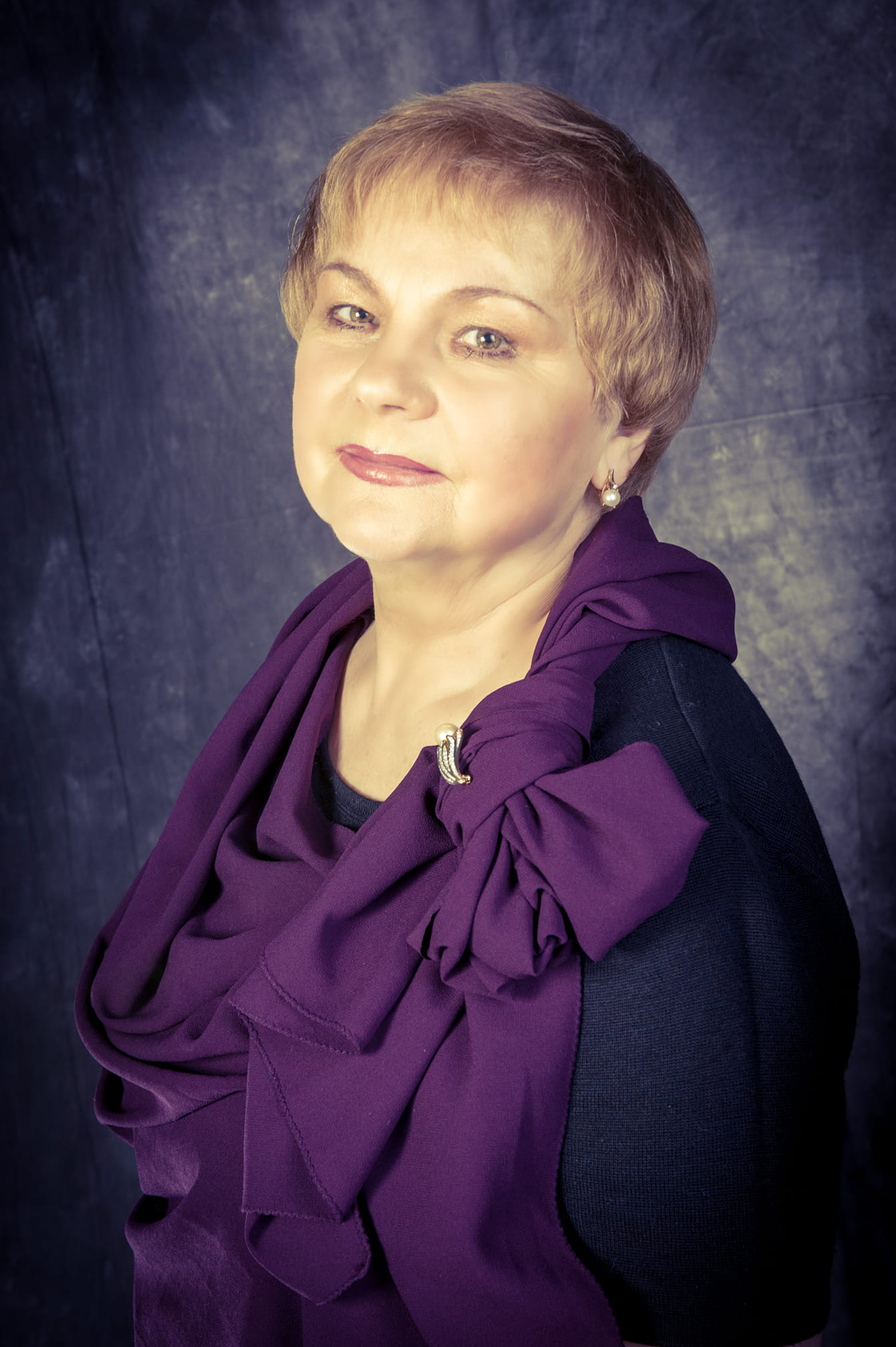
Таисия Литвиненко

- Бакшеев, Владимир Иванович (68) — российский врач-кардиолог, заслуженный врач Российской Федерации (2007)[269].
- Бегалиев, Оналбек (83) — советский передовик сельского хозяйства, Герой Социалистического Труда (1990)[270].
- Бёрк, Клем (70) — американский барабанщик, участник рок-группы Blondie[271].
- Боланьо, Хорхе (47) — колумбийский футболист, игрок национальной сборной[272].
- Вассалло, Уилли (75) — мальтийский футболист и футбольный тренер, игрок национальной сборной[273].
- Вануччи, Альбер (77) — французский футболист[274].
- Вильялобос, Сесилия[исп.] (62/63) — чилийский политик, губернатор провинции Кольчагуа (2004—2006)[275].
- Ворануч, Понгсри[тайск.] (85) — таиландская певица, первая звезда стиля лук тхунг[276].
- Де Симоне, Роберто (91) — итальянский композитор, оперный режиссёр, музыковед[277].
- Джаявера, Косала[англ.] (38) — шриланкийский политик, депутат Парламента (с 2024)[278].
- Дмитриева, Полина Дмитриевна (72) — советский и российский политический деятель, депутат Верховного Совета СССР Х созыва (1979—1984)[279].
- Йеман, Барбара[англ.] (100) — американская защитница природы[280].
- Корбетт, Роберт[англ.] (86) — канадский политик, депутат Палаты общин (1978—1993)[281].
- Литвиненко, Таисия Иосифовна (90) — советская и украинская актриса, режиссёр и театральный педагог, народная артистка Украинской ССР (1988)[282].
- Норт, Джей[англ.] (73) — американский актёр[283].
- Олунлойо, Виктор Омололо[англ.] (89) — нигерийский математик и политический деятель, губернатор штата Ойо (1983)[284].
- Острайкер, Джереми (87) — американский астрофизик и космолог, член НАН США (1974)[285].
- Пилипенко, Михаил Фёдорович (88) — советский и белорусский этнолог, член-корреспондент НАН Беларуси (1994)[286].
- Седат Джобе, Момоду Ламин[англ.] (80) — гамбийский политик, министр иностранных дел (1998—2001)[287].
- Черняк, Франц Андреевич (86) — советский и украинский художник по стеклу, народный художник Украины (2002)[288].

## 5 апреля

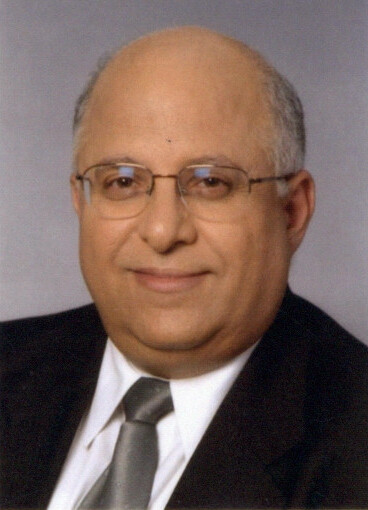
Авигдор Ицхаки

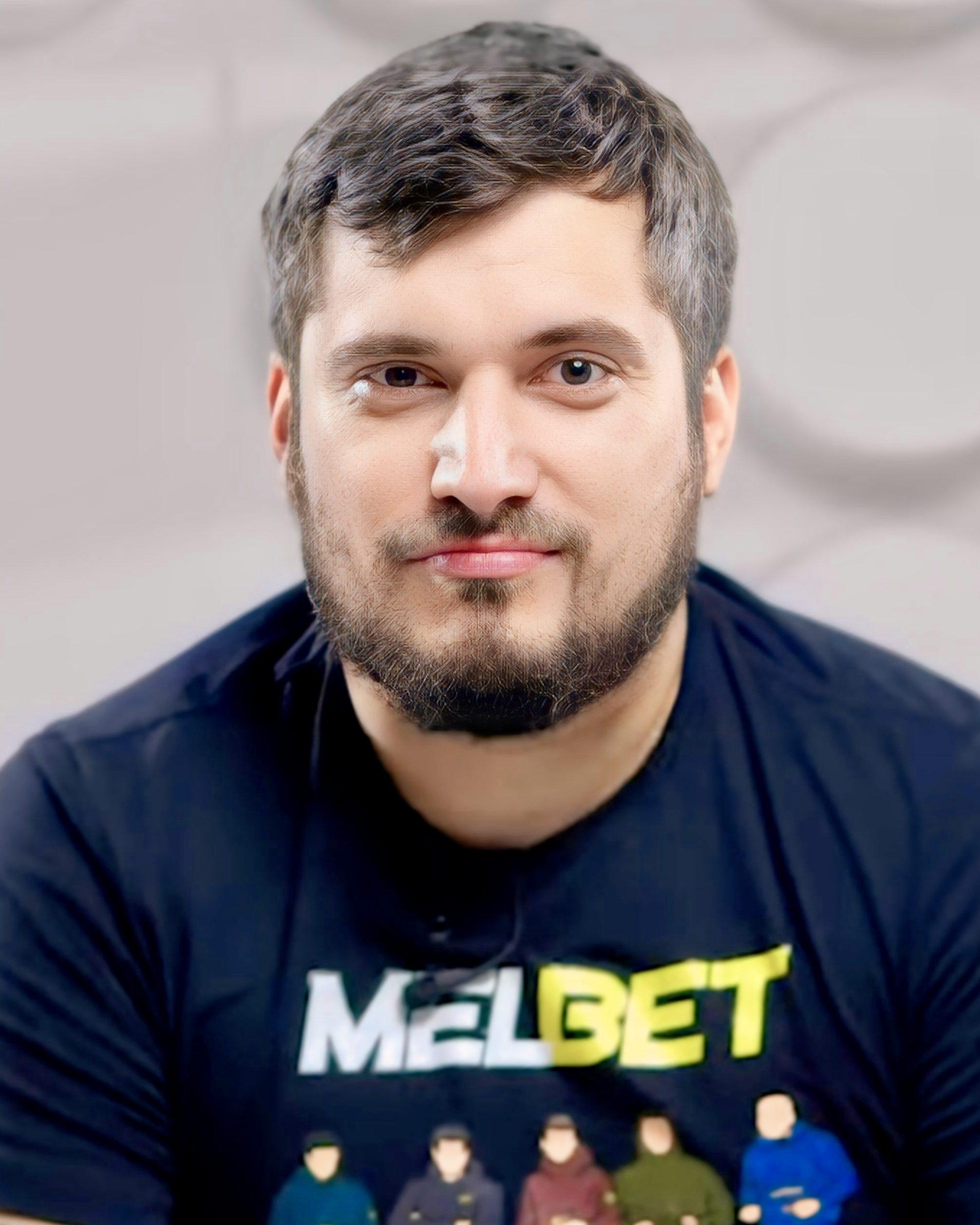
Паша Техник

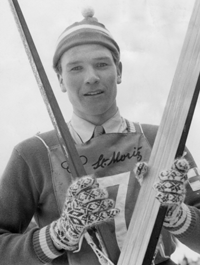
Хейкки Хасу

- Андрей (Трембелас) (85/86) — иерарх Константинопольской православной церкви, митрополит Дриинопольский (1995—2025)[289].
- Бокарева, Лилия Нестеровна (98) — советская и российская актриса, заслуженная артистка РСФСР (1985)[290].
- Брукс-Мид, Коррин[англ.] (37) — монтсерратский футболист, игрок национальной сборной[291].
- Бухляль, Мухсин (54) — марокканский футболист, игрок национальной сборной[292].
- Гёльтер, Георг[нем.] (86) — западногерманский политик, депутат Бундестага (1969—1977)[293].
- Дмитриева, Галина Кирилловна (85) — советский и российский правовед, заслуженный юрист Российской Федерации (2017)[294].
- Ицхаки, Авигдор (75) — израильский политик, депутат Кнессета (2006—2008)[295].
- Кузнецов, Пантелей Николаевич (87) — советский и российский композитор и автор песен[296].
- Лосев, Семён Михайлович (78) — советский и российский режиссёр, заслуженный деятель искусств Российской Федерации (2023)[297].
- Ночера, Луиджи[итал.] (70) — итальянский политик, член Палаты депутатов (1994—2001)[298].
- Обье, Паскаль (82) — французский актёр, режиссёр и сценарист[299].
- Паша Техник (40) — российский рэпер и музыкальный продюсер, лидер и сооснователь рэп-группы Kunteynir[300].
- Пономаренко, Борис Антонович (87) — советский передовик сельского хозяйства, Герой Социалистического Труда (1975)[301].
- Пыльнов, Игорь Григорьевич (89) — советский саблист, советский и российский тренер, заслуженный тренер СССР (1981)[302].
- Репник, Ханс-Петер[нем.] (77) — немецкий политик, депутат Бундестага (1983—2005)[303].
- Санчес де Леон, Энрике[исп.] (90) — испанский политик, министр здравоохранения и социального обеспечения (1977—1979)[304].
- Фассари, Антонелло[итал.] (72) — итальянский актёр[305].
- Фокс, Колин (86) — канадский актёр[306].
- Хасу, Хейкки (99) — финский спортсмен и политик, олимпийский чемпион в лыжном двоеборье (1948) и лыжных гонках (1952), чемпион мира (1950), депутат Эдускунты (1962—1970)[307].
- Хьюмс, Гарри[англ.] (89) — американский поэт и писатель[308].
- Штульмахер, Петер[нем.] (93) — немецкий протестантский богослов и исследователь Библии[309].
- Шуман, Валентина Борисовна (88) — советский и российский физик[310].
- Яблонский, Алексей Александрович (35) — украинский футболист и российский военнослужащий, участник российско-украинской войны; погиб в ходе боевых действий (о смерти объявлено в этот день)[311].

## 4 апреля

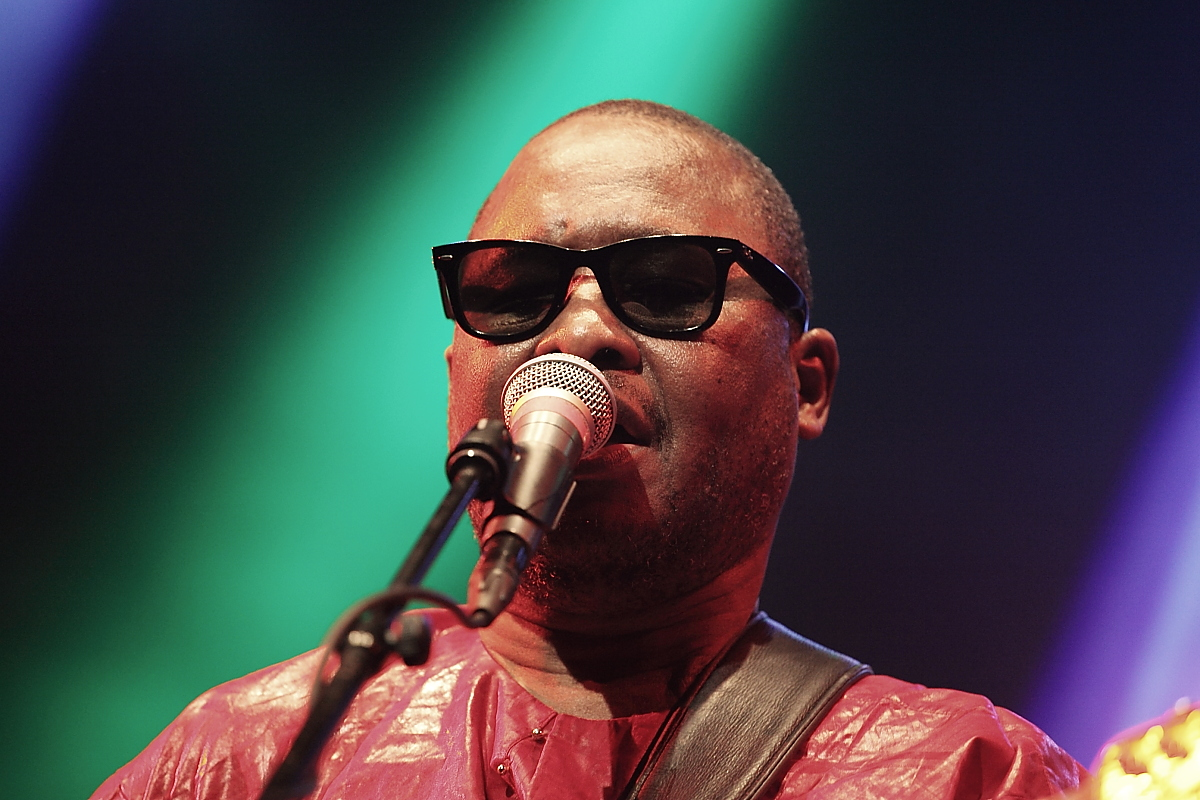
Амаду Багайоко

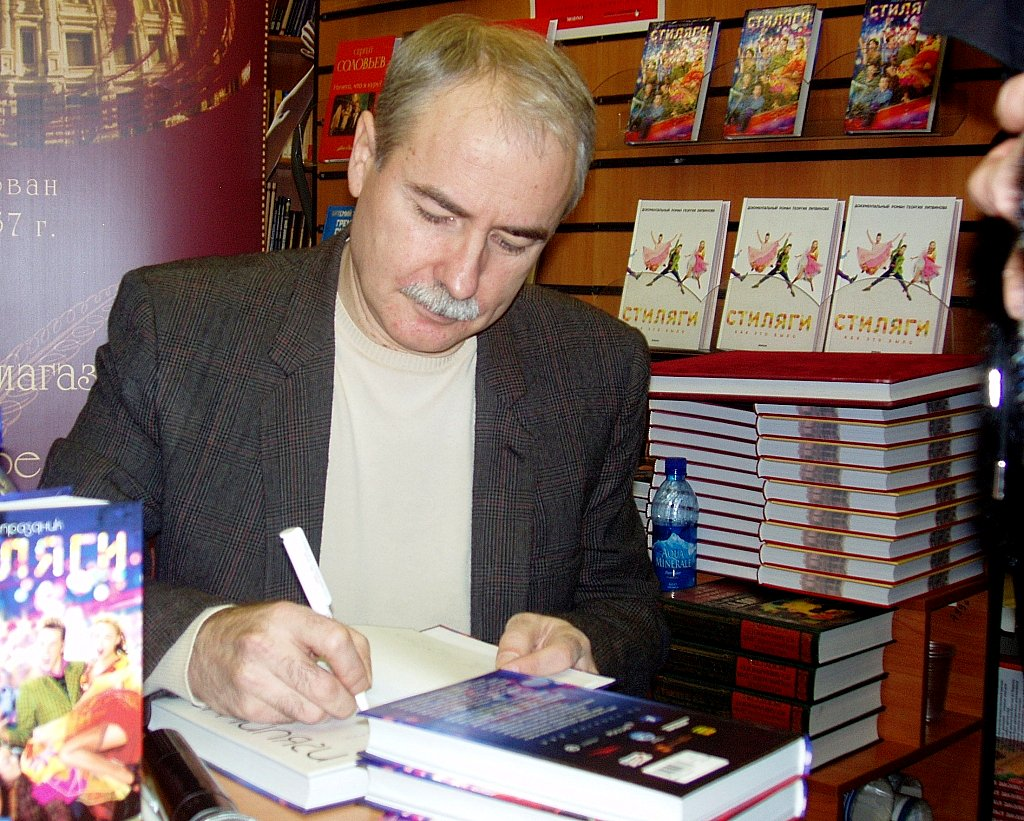
Юрий Коротков

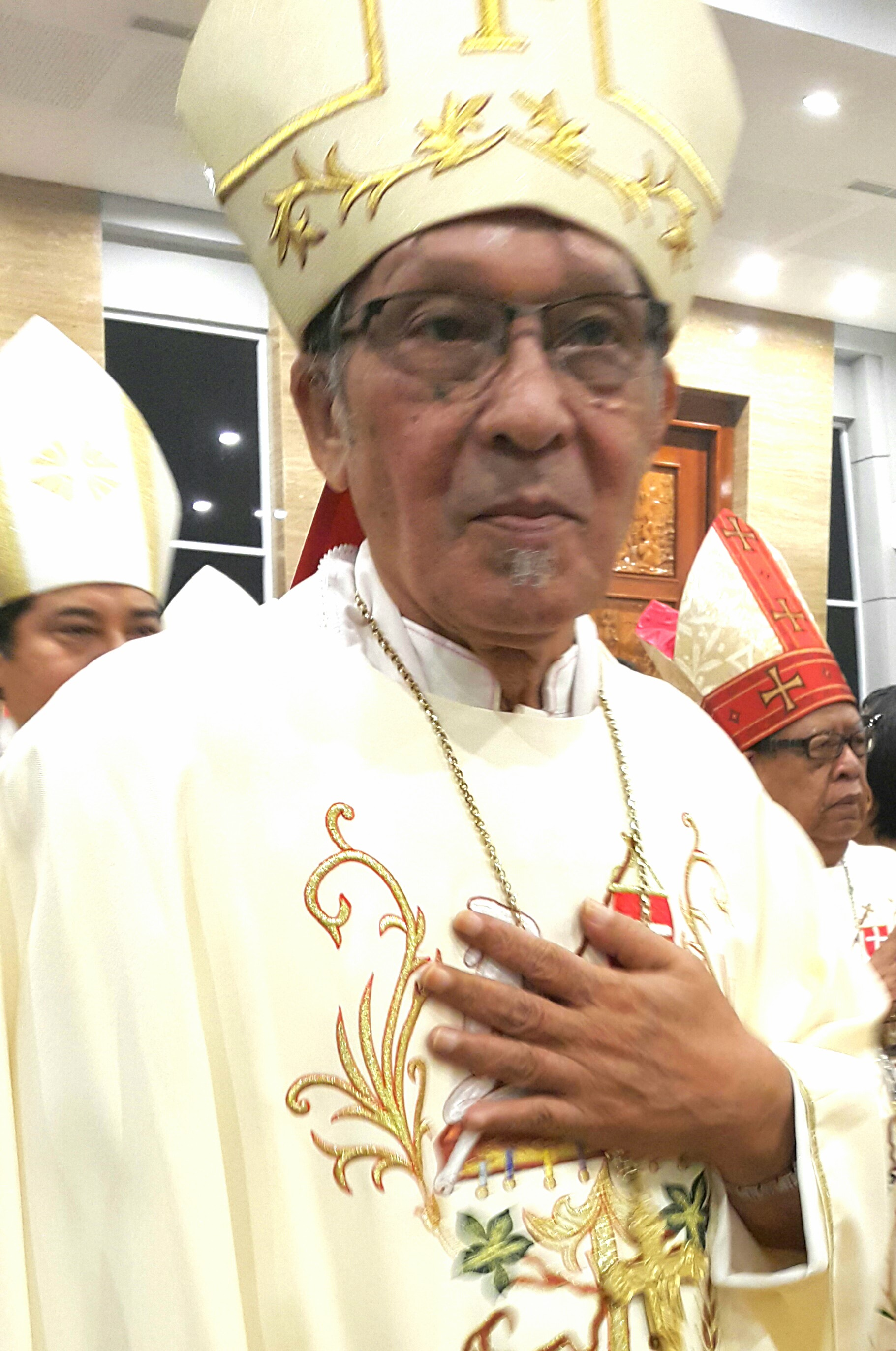
Петер Туранг

- Багайоко, Амаду (70) — малийский певец и музыкант[312].
- Бранденбург, Джим[англ.] (79) — американский фотограф[313].
- Георгиу, Петро[англ.] (77) — австралийский политический деятель, член Палаты представителей (1994—2010)[314].
- Гумбатова, Тамара Ахмед кызы (95) — советский партийный деятель, Герой Социалистического Труда (1980)[315].
- Коротков, Юрий Марксович (69) — советский и российский сценарист, писатель, кинорежиссёр[316].
- Кумар, Манодж[англ.] (87) — индийский актёр, режиссёр и сценарист[317].
- Максимова, Лариса Львовна (81) — советский и российский математик[318].
- Монну, Эдгар Ив[англ.] (72) — бенинский политик, министр иностранных дел (1995—1996)[319].
- Фридрик Олафссон (90) — исландский шахматист, гроссмейстер (1958), президент ФИДЕ (1978—1982)[320].
- Петер Туранг (78) — индонезийский католический прелат, архиепископ Купанга (1997—2024)[321].
- Рандл, Тони[англ.] (86) — австралийский политик, премьер-министр Тасмании (1996—1998)[322].
- Рингайсен, Бернард (90) — французский пианист[323].
- Чекуолис, Альгимантас[лит.] (93) — советский и литовский журналист и писатель[324].
- Шуляк, Виктор Григорьевич (84) — советский и российский инженер-энергетик[325].
- Эверетт, Барбара[англ.] (92) — британский литературный критик[326].
- Юкава, Кадзуюки[англ.] (75) — японский политик, депутат Палаты представителей (2012—3014)[327].

## 3 апреля

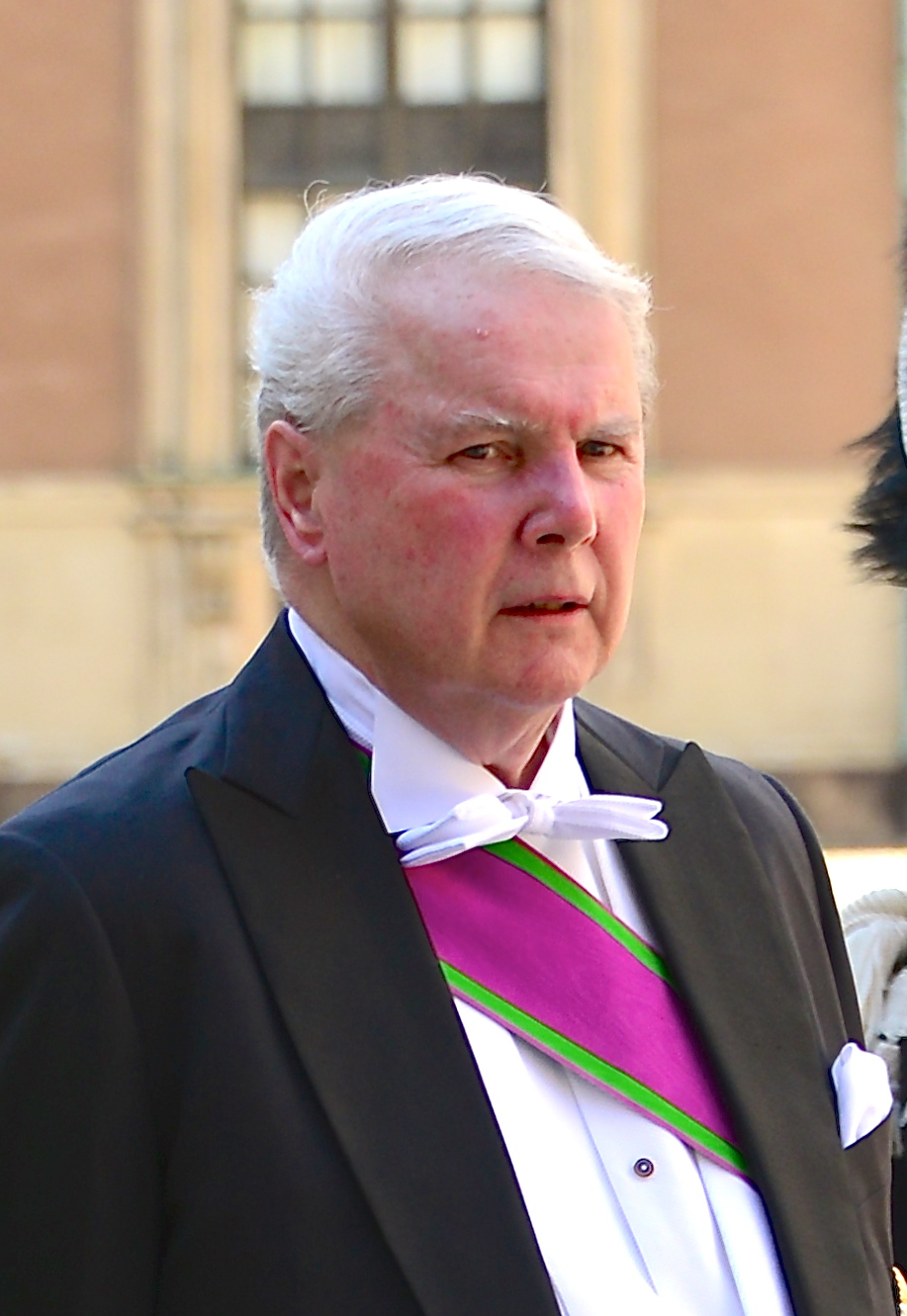
Андреас

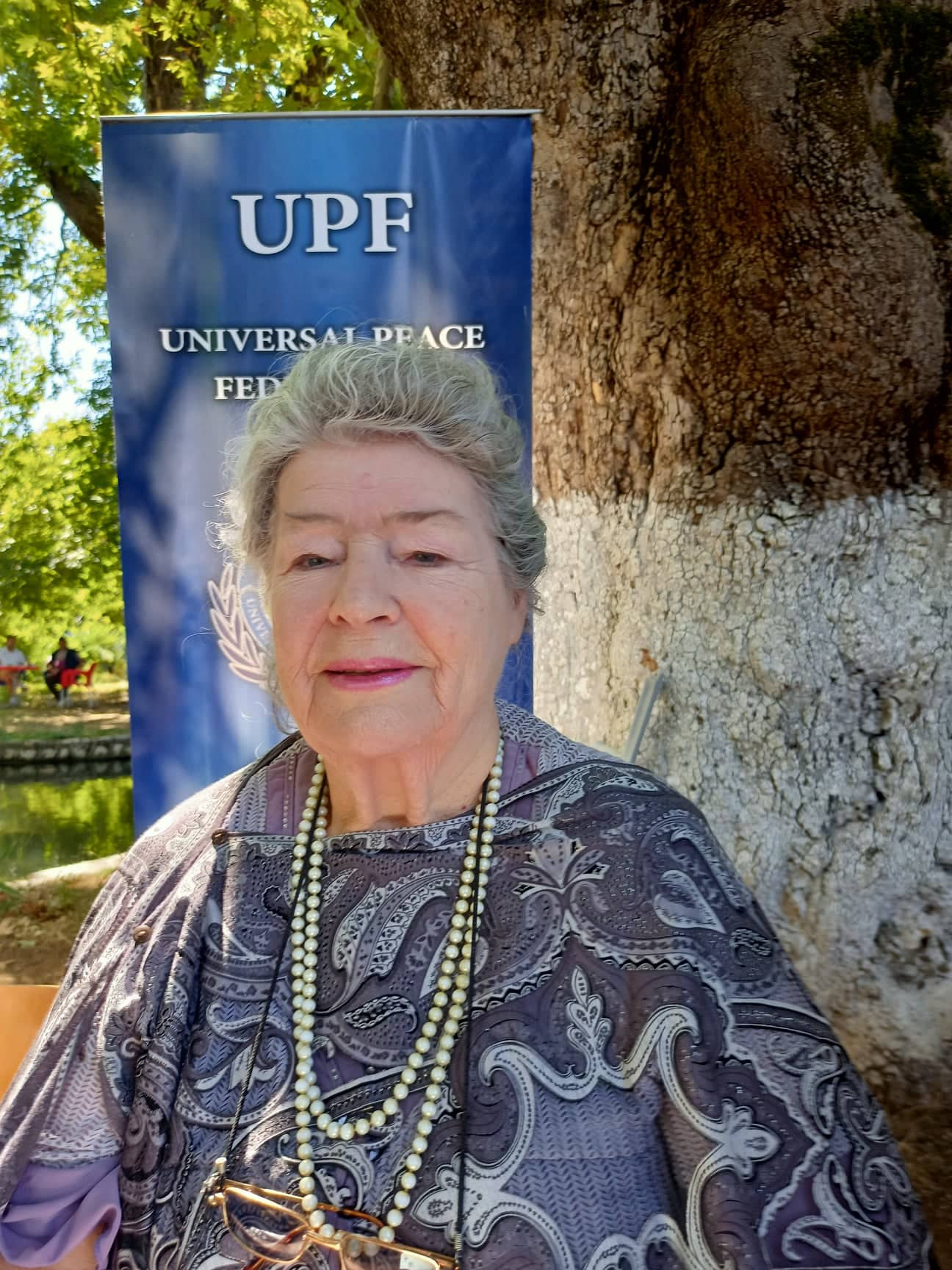
Маргарита Джепа

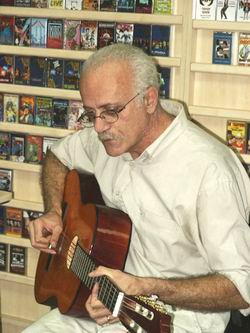
Даниэль Клугер

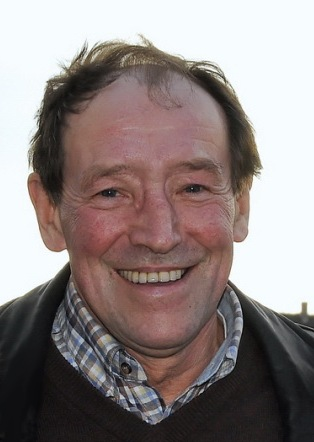
Иржи Кохта

- Андреас (82) — глава Саксен-Кобург-Готского дома (с 1998)[328].
- Бьянкини, Альфредо[итал.] (84) — итальянский политик, член Палаты депутатов (1992—1994)[329].
- Джепа, Маргарита (93) — албанская актриса[330].
- Клей, Иван[порт.] (66) — португальский теннисист и тренер[331].
- Клугер, Даниил Мусеевич (73) — советский и израильский писатель, переводчик, публицист, бард[332].
- Кохта, Иржи (78) — чехословацкий хоккеист, серебряный призёр Олимпийских игр (1968), чемпион мира (1972)[333].
- Маккэррик, Теодор (94) — бывший американский кардинал, епископ Метачена (1981—1986), архиепископ Ньюарка (1986—2000), архиепископ Вашингтона (2000—2006), кардинал-священник с титулом церкви Святых Нерея и Ахиллея (2001—2018)[334].
- Медведев, Михаил Андреевич (89) — советский и российский физиолог, ректор СибГМУ (1974—1997), академик РАМН (1993—2013), академик РАН (2013)[335].
- Менду, Паулу[порт.] (92) — португальский врач и политик, министр здравоохранения (1993—1995), депутат Парламента (1995—1999)[336].
- Озсой, Сейит Халил[тур.] (76/77) — турецкий политик, депутат Великого национального собрания Турции (1987—1991)[337].
- Рамирес, Хуан Андрес[исп.] (77) — уругвайский политик, министр внутренних дел (1990—1993)[338].
- Ткачёв, Алексей Петрович (99) — советский и российский художник, народный художник СССР (1983), академик РАХ (1992; академик АХ СССР с 1978)[339].
- Штербински, Амалия[венг.] (74) — венгерская гандболистка, призёр Олимпийских игр (1976) и чемпионатов мира (1971, 1975, 1978, 1982)[340].
- Эванс, Дженни[англ.] (63) — американский метеоролог[341].

## 2 апреля

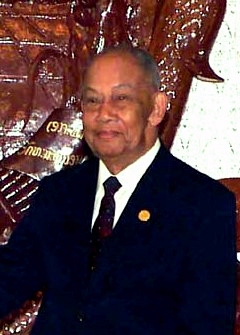
Кхамтай Сипхандон

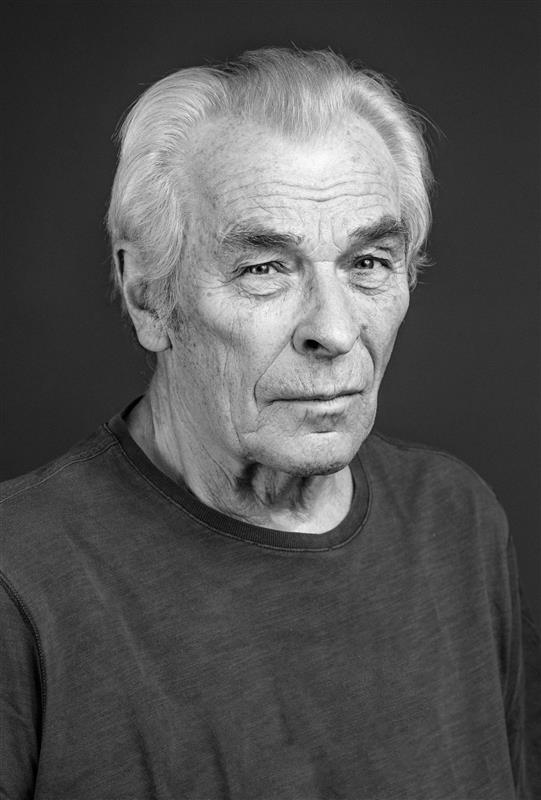
Алоиз Швеглик

- Гребеножко, Александр Александрович (48) — украинский футболист[342].
- Дыхта, Владимир Александрович (75) — советский и российский математик, заслуженный деятель науки Российской Федерации (1997)[343].
- Кинг, Джонни (92) — английский футболист[344].
- Краузе, Петра (86) — немецко-итальянская революционерка[345].
- Марселино, Фабио[англ.] (52) — бразильский волейболист, участник Олимпийских игр (1996), чемпион Южной Америки (1995)[346].
- Назарова, Наталья Вадимовна (55) — российская актриса и сценарист, режиссёр, педагог[347].
- Печар, Здравко[словен.] (75) — югославский дискобол, участник Олимпийских игр (1972)[348].
- Пирсон, Питер[англ.] (87) — канадский кинорежиссёр и сценарист[349].
- Синклер, Рой (96) — шотландский кёрлингист, спортивный функционер, серебряный призёр чемпионата мира (1976), президент Всемирной федерации кёрлинга (2000—2006)[350].
- Сипхандон, Кхамтай (101) — лаосский генерал и государственный деятель, премьер-министр (1991—1998), президент (1998—2006)[351].
- Швеглик, Алоиз (85) — чешский актёр[352].
- Шинн, Ларри (83) — американский религиовед, индолог и теолог, ректор Берия-колледжа (1994—2012)[353].

## 1 апреля

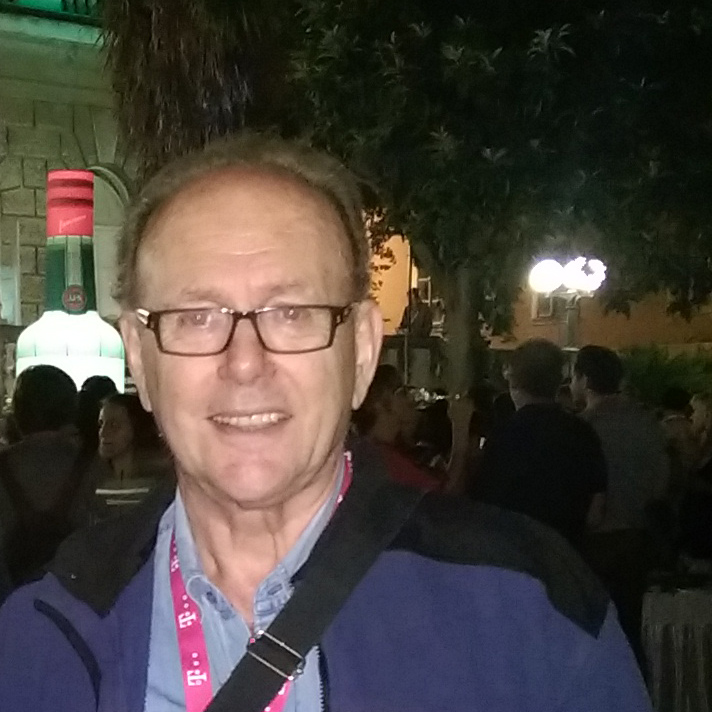
Альфи Кабильо

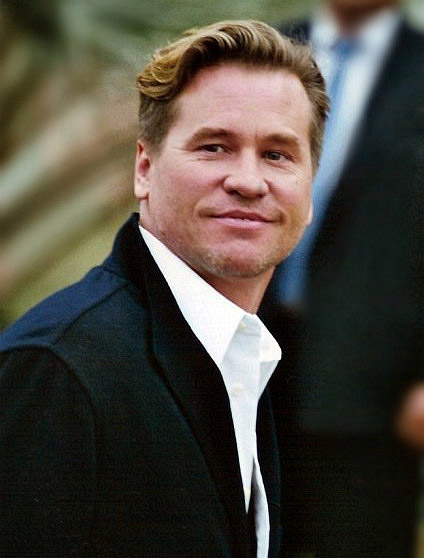
Вэл Килмер

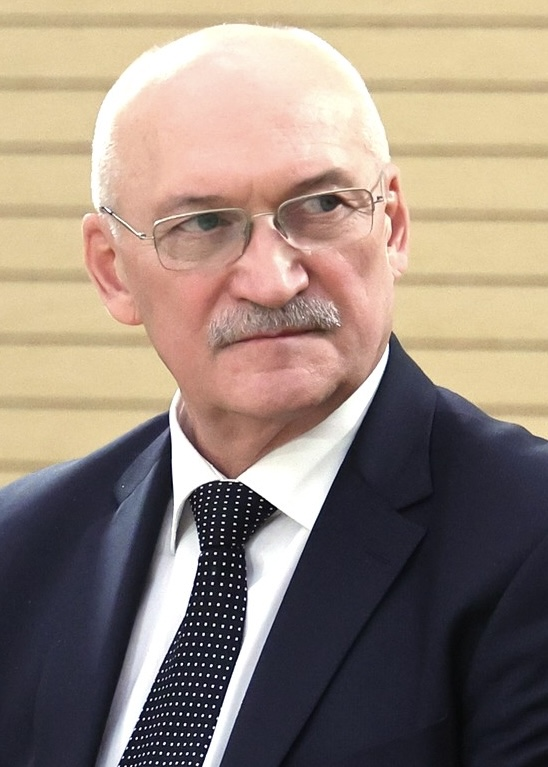
Сергей Маврин

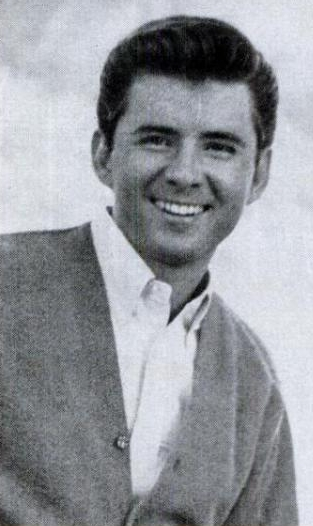
Джонни Тиллотсон

- Айкенберри, Стэнли[англ.] (90) — американский учёный, президент Иллинойсского университета (1979—1995, 2009—2010)[354].
- Бохара, Дипак[непальск.] (74) — непальский политик, депутат Палаты представителей (с 2022)[355].
- Домингес, Леандро (41) — бразильский футболист[356].
- Зелли, Фарамаз[перс.] (82) — иранский футболист, игрок национальной сборной[357].
- Иванов, Валентин Иванович (93) — советский и российский архитектор, заслуженный архитектор РСФСР (1981), почётный член РААСН[358].
- Кабильо, Альфи (89) — хорватский композитор, музыкант, дирижёр[359].
- Кампос, Арсенио[исп.] (79) — мексиканский актёр[360].
- Килмер, Вэл (65) — американский актёр[361].
- Маврин, Сергей Петрович (73) — российский правовед, судья (с 2005) и заместитель председателя (с 2009) Конституционного суда, заслуженный юрист Российской Федерации (2007), заслуженный деятель науки Российской Федерации (2011)[362].
- Мишо, Яхья (72) — бельгийский исламский ученый[363].
- Пинете Варгас, Мария дель Кармен[исп.] (64) — мексиканская политическая деятельница, депутат Конгресса (с 2024)[364].
- Рекур, Альфред[фр.] (80) — французский политик, депутат Парламента (1988—1993, 1997—2002)[365].
- Тиллотсон, Джонни (86) — американский певец и автор песен[366].
- Фримен, Джордж[англ.] (97) — американский джазовый гитарист[367].
- Хэ Чжукан[кит.] (93) — китайский политик, губернатор Хэнани (1983—1987) и Гирина (1987—1989), депутат Всекитайского собрания народных представителей (1983—1998)[368].